# Mont Ventoux
Vous lisez un « article de qualité » labellisé en 2009.

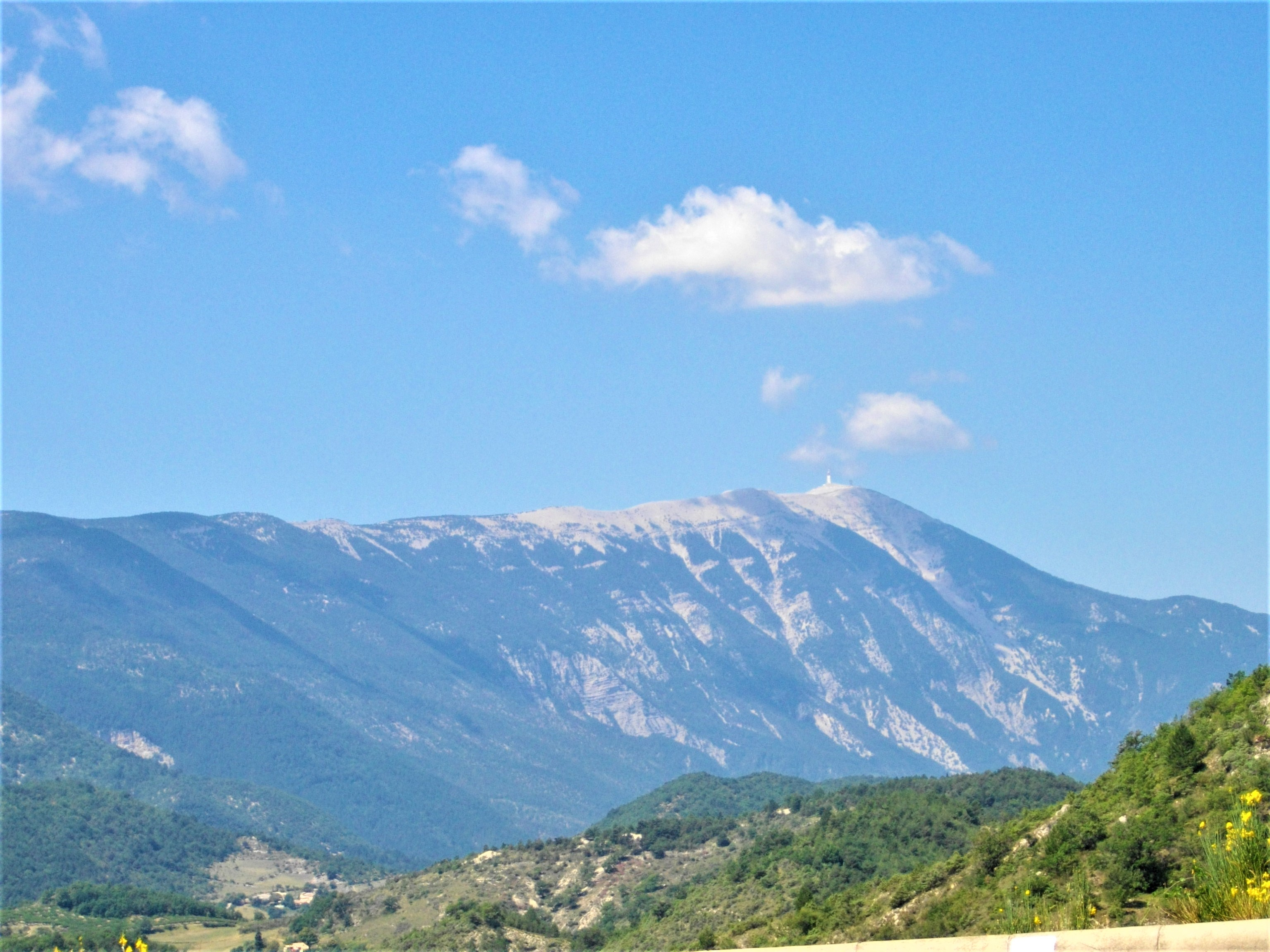
Vue du versant nord du mont Ventoux.

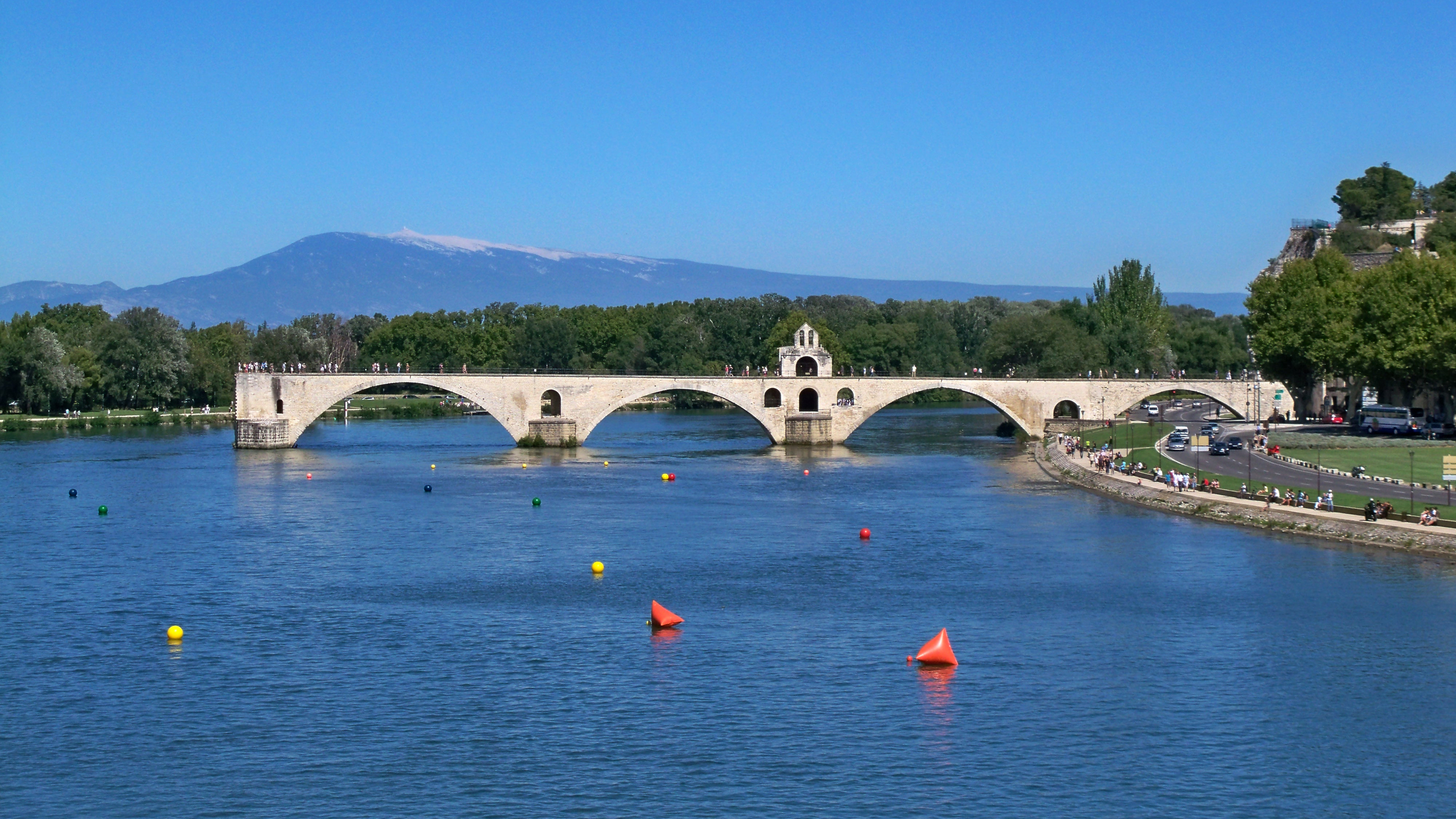
Le mont Ventoux vu depuis Avignon au sud-ouest avec le pont Saint-Bénézet au-dessus du Rhône.

Le mont Ventoux est un sommet situé dans le département français de Vaucluse en région Provence-Alpes-Côte d'Azur. Culminant à 1 910 mètres, il fait environ 25 kilomètres de long sur un axe est-ouest pour 15 kilomètres de large sur un axe nord-sud. Surnommé le Géant de Provence ou le mont Chauve, il est le point culminant des monts de Vaucluse et le plus haut sommet de Vaucluse. Son isolement géographique le rend visible sur de grandes distances. Il constitue la frontière linguistique entre le nord et le sud-occitan.
Avant d'être parcourue par trois routes principales, qui ont permis le développement du tourisme vert et des sports de pleine nature aussi bien en été qu'en hiver notamment avec l'organisation de grandes courses cyclistes, de bolides motorisés ou autres événements, la montagne était sillonnée de drailles tracées par les bergers à la suite de l'essor de l'élevage ovin entre le XIVe et le milieu du XIXe siècle. Ces chemins ont désormais été transformés en sentiers de randonnée, à l'instar des GR 4 et GR 9.
Sa nature essentiellement calcaire et de nombreux pierriers dans la partie sommitale expliquent la remarquable blancheur du sommet. La montagne présente également une intense karstification due à l'érosion par l'eau. Les précipitations y sont particulièrement abondantes au printemps et à l'automne. L'eau de pluie s'infiltre dans des galeries et rejaillit au niveau de résurgences au débit variable telles la fontaine de Vaucluse ou la source du Groseau. Le mont Ventoux est soumis à un régime méditerranéen dominant, responsable parfois l'été de températures caniculaires, mais l'altitude induit aussi une grande variété de climats, de sommet au climat de type montagnard, en passant par un climat tempéré à mi-pente. En outre, le vent peut être très violent et le mistral souffle pratiquement la moitié de l'année. Cette géomorphologie et ce climat particuliers en font un site environnemental riche et fragile, constitué de nombreux étages de végétation, comme en témoigne son classement en réserve de biosphère par l'UNESCO et en site Natura 2000.
Si des peuplements humains sont avérés au niveau des piémonts durant la Préhistoire, la première ascension documentée jusqu'au sommet serait l'œuvre, le 26 avril 1336, du poète Pétrarque depuis Malaucène sur le versant nord. Il ouvre la voie, plus tard, à de nombreuses études à caractère scientifique. Par la suite, pendant près de six siècles, le mont Ventoux va être intensément déboisé, au profit des constructions navales à Toulon, des fabricants de charbon de bois et des éleveurs ovins. Durant la Seconde Guerre mondiale, la montagne abrite le maquis Ventoux. Depuis 1966, le sommet est coiffé d'une tour d'observation de plus de quarante mètres de haut surmontée d'une antenne TDF.
Alors que l'élevage ovin a presque disparu, l'apiculture, le maraîchage et la viticulture, la récolte des champignons parmi lesquels la truffe, ainsi que la culture de la lavande sont toujours pratiqués.
En raison de ces particularités, le mont Ventoux est une figure symbolique importante de la Provence ayant alimenté récits oraux ou littéraires, et maintes représentations graphiques artistiques ou scientifiques.

## Toponymie

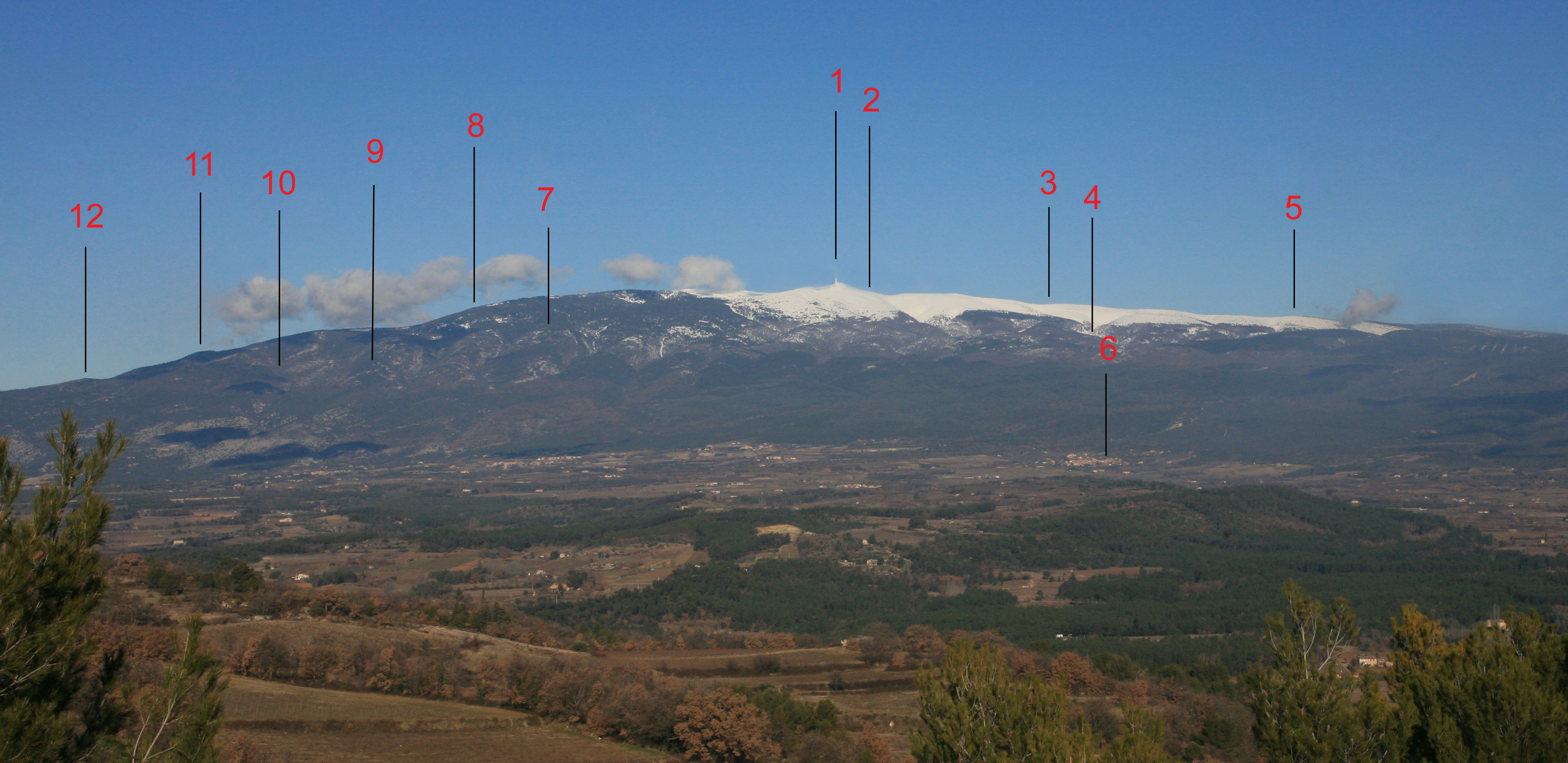
Le mont Ventoux, avec les noms principaux de ses cols et de ses abrupts
1 = Mont Ventoux - 2 = Col des Tempêtes - 3 = Tête de la Grave - 4 = Chalet Reynard - 5 = Pas de la Frache - 6 = Flassan - 7 = Rocher de Cachillan - 8 = Tête de Chauve - 9 = Tête du gros Charne - 10 = Tête du Fribouquet - 11 = Cime Saint Vincent - 12 = Grand Barbeirol

En occitan provençal, mont Ventoux se dit Mont Ventor selon la norme classique ou Mount Ventour selon la norme mistralienne.
Le nom d'origine Ventour apparaît déjà au IIe siècle sous sa forme latine Vĭntur sur trois inscriptions votives à un dieu celte. La première est découverte au XVIIIe siècle, à Mirabel-aux-Baronnies, sur le site de Notre-Dame de Beaulieu par Esprit Calvet. Elle indique VENTVRI / CADIENSES / VSLM. La seconde, qui provient d'Apt, est relevée, en 1700, par Joseph-François de Rémerville, lequel note VENTVRI / VSLM / M. VIBIVS. La troisième est exhumée lors des fouilles de 1993, à la chapelle Saint-Véran, près de Goult, seul VINTVRI restait lisible sur un fragment.
Si cet oronyme est passé dans la langue provençale sans grand changement, il n'en est pas de même de son savant rhabillage latin Mons Ventosus qui est documenté dès le Xe siècle et qui est le vocable employé par Pétrarque au XIVe siècle. À la suite du poète, il a été réinterprété pendant longtemps comme « mont venteux » tant il est vrai que le mistral y souffle souvent à plus de 100 km/h, et parfois jusqu'à 300 km/h.
Certains auteurs ont cherché à l'analyser comme un *Ven-topp, qui aurait signifié « cime enneigée » en gaulois ou par *uindo / *vindo « blanc ». Mais la phonétique fait difficulté et la finale reste inexpliquée. Le linguiste Xavier Delamarre émet l'hypothèse d'une racine celtique vent désignant des lieux de sacrifice gaulois (de uanos « tueur de »). Le mont Ventoux aurait donc été un lieu sacré pour les Celtes. La toponymie celtique est rarement descriptive. La plupart des noms de lieux celtes renvoient à des mots qui ont un sens religieux ou une fonction (économique, politique ou militaire).
Actuellement, en se fondant sur les formes anciennes biens connues, on met en avant la racine *Vin-. Elle se retrouve dans la montagne Sainte-Victoire, qui était un Mons Venturi transformé en Sanctæ Venturii à partir de 1345, ainsi qu'en région provençale dans Venasque, Venterol (Alpes-de-Haute-Provence), Venterol (Drôme), Vence, Ventabren, Ventavon ou en Corse dans Venaco et Ventiseri. Elle apparaît aussi dans le Piémont, où se trouve un Venasca, ainsi que dans les Pyrénées avec le Port de Venasque et Benasque qui a aussi donné son nom à la vallée de Bénasque. Cette racine pré-latine, répandue sur un large territoire, désigne à chaque fois une hauteur ou un lieu élevé et dans le cas du Ventoux et de la Sainte-Victoire son suffixe -tur indique une distance. Le Ventoux serait donc « la montagne qui se voit de loin ».

## Géographie

### Situation

Carte topographique du mont Ventoux et de ses environs.

Le mont Ventoux est un sommet culminant à 1 910 mètres dans le Comtat Venaissin et dont le piémont s'étend jusqu'en Provence. C'est le point culminant des monts de Vaucluse et le plus haut sommet du département de Vaucluse. Il fait environ 25 kilomètres de long sur un axe est-ouest pour 15 kilomètres de large sur un axe nord-sud et couvre environ 26 000 hectares. Onze communes se partagent le massif : Aurel, Beaumont-du-Ventoux, Bédoin, Brantes, Flassan, Malaucène, Monieux, Saint-Léger-du-Ventoux, Sault, Savoillan et Villes-sur-Auzon.
Situé à moins de 20 kilomètres à vol d'oiseau au nord-est de Carpentras, il est suffisamment éloigné des autres sommets de la région — la montagne de Lure (1 825 m) se trouvant à plus de 40 kilomètres à l'est — pour paraître plus haut qu'il ne l'est en réalité, ce qui lui vaut le surnom de Géant de Provence. De fait, par temps dégagé, on découvre du sommet un panorama exceptionnel sur toute la chaîne des Alpes, le Massif central et les Cévennes, la basse vallée du Rhône dont on peut parfaitement voir les méandres en direction d'Avignon, la Camargue, la plaine de la Crau, la mer Méditerranée avec l'ensemble du golfe du Lion, l'étang de Berre, la montagne Sainte-Victoire, le massif de la Sainte-Baume, jusqu'à Notre-Dame-de-la-Garde et les montagnes environnantes de Marseille (massif de l'Étoile, massif du Garlaban, massif de Marseilleveyre, massif de Saint-Cyr).

### Accès et voies de communication

#### Réseau routier interne

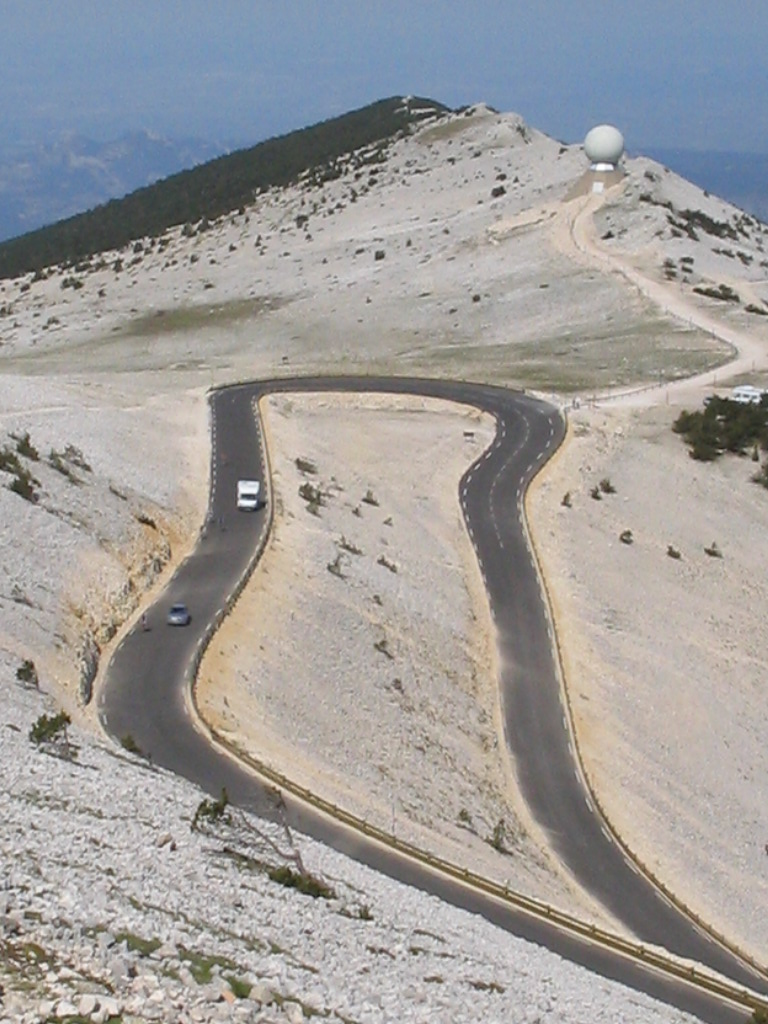
La RD 974 tracée à travers le pierrier calcaire.

L'accès au sommet par le versant septentrional se fait depuis Malaucène par la D 974, dite route du mont Serein. Sa construction a été décidée en 1931 pour desservir la station de ski. Longue de 21 kilomètres, avec une pente de 7,5 %, elle a été inaugurée en 1932.
Sur le versant méridional, la D 974, dite route de l'Observatoire, venant de Bédoin rejoint au niveau du chalet Reynard la route qui monte depuis Sault en direction du sommet. Inaugurée au printemps 1882, elle est longue de 21,6 kilomètres, avec des pentes oscillant entre 7,4 et 10 %. Elle n'est goudronnée qu'en 1934. En 2016, la route a fait l'objet d'une campagne de mesures de son altitude en plusieurs points par une équipe de géomètres du conseil départemental de Vaucluse, permettant d'établir son sommet à 1 897 mètres,.
La D 164, ou route du Ventouret, prend son départ à Sault. Empruntant la combe de la Font de Margot et la combe Brune, elle a 19 kilomètres de long et une pente de seulement 3,5 %. Les travaux ont été achevés en un an et elle a été inaugurée le 8 octobre 1950 par Édouard Daladier et Charles Martel, président du Conseil général de Vaucluse.

#### Réseau routier périphérique
Ces voies aux origines anciennes ou récentes contournent le massif mais rejoignent toujours un point d'accès menant à l'intérieur de celui-ci. La D 1, ou route de la Gabelle, a été construite en 1821. Elle était dite alors route d'Avignon à Sault. Elle est aujourd'hui doublée par la D 3 qui passe par le col des Abeilles. La D 942, ou route de la Nesque, a été mise en service en 1920. Elle emprunte les gorges de la Nesque et conduit de Villes-sur-Auzon à Sault par Monieux. La D 40, ou route du Toulourenc, a été tracée dès le XVIIIe siècle. Elle conduit de Malaucène à Montbrun-les-Bains en suivant la vallée du Toulourenc.

#### Drailles et chemins
Les drailles sont des voies liées à la transhumance. La plupart d'entre elles sont devenues actuellement des chemins de randonnée. Elles sont rares dans le sens nord-sud, à l'exception des deux partant de Flassan vers Verdolier et vers Brantes. À ces chemins pastoraux s'ajoute un chemin de pèlerinage, celui de Sainte-Croix qui, partant des Baux, se dirige vers le sommet par la combe Fiole.
Les anciennes drailles sont plus fréquentes d'est en ouest. Les plus importantes restent celles de Malaucène à Saint-Léger, de Mormoiron à Sault et de Bédoin à Flassan. Cette dernière, devenue le GR 9, est dénommée « draille traversière ». Son tracé délimitait la plaine cultivée de la montagne boisée. Pour faciliter les passages plusieurs ponts de bois ou maçonnés avaient été construits. Il en reste six de pierre, dont quatre enjambant le Toulourenc et deux situés dans la vallée de l'Ouvèze.

### Géologie
Le massif du Ventoux est séparé du massif des Baronnies par l'accident tectonique du Toulourenc, et fait partie du Panneau de couverture Nord-Provençal (PCNP) dont il constitue le front septentrional avec la montagne de Lure. Au sud, cette plateforme urgonienne, quasi rectangulaire, se termine par la montagne de la Trévaresse, tandis qu'elle est délimitée à l'est par la faille de la Durance et à l'ouest par celle de Salon-Cavaillon. Dans le tiers inférieur se trouvent le Luberon, les Dentelles de Montmirail, le plateau d'Albion et les monts de Vaucluse occupant le tiers supérieur. Ce gigantesque « bulldozer » calcaire est le responsable du ridement et du plissement du massif des Baronnies essentiellement marneux.
Il y a plus de 155 Ma, un bassin sédimentaire profond existe à la place du Ventoux avant le début du Jurassique supérieur.
De -155 à -95 Ma, à la fin de l'Oxfordien, le site de cette fosse profonde (marnes noires avec géodes) se met à évoluer vers une bordure de bassin où se forment des calcaires urgoniens blanchâtres massifs, pendant tout le Crétacé inférieur. À la même période, une ride orientée est/ouest sépare le bassin vocontien marneux, où se forme le massif des Baronnies, de la plateforme calcaire provençale au sud. Cette ride est le résultat des mouvements tectoniques induits par les failles de Crillon, Loriol, Sarrians-Mollans et Nîmes-Entrechaux. Actuellement, la vallée du Toulourenc s'est creusée sur le passage de ces deux dernières failles parallèles.
De -95 à -40 Ma, la première émersion du bloc Ventoux-Lure a lieu au cours du Cénomanien. Elle est repérable actuellement par la présence de sables blancs et ocre ainsi que par des substrats ferrugineux et siliceux. La phase pyrénéenne, qui se développa tout au cours du Crétacé supérieur, par sa compression nord/sud provoque la formation de grands plis est/ouest. Sa pression est telle qu'elle fait rejouer les failles mais accentue fortement le relief de ce qui va devenir la chaîne Ventoux-Lure. C'est durant cette phase orogénique que le massif prend son aspect d'anticlinal déversé et poussé vers le nord chevauchant à l'aplomb la vallée du Toulourenc.
De -40 à -16 Ma, l'élévation importante du sommet fait chevaucher les roches de la montagne sur les terrains plus au nord, jusqu'au début du Tertiaire. Cette compression pyrénéo-provençale se termine à la fin de l'Éocène. Elle laisse place à une phase extensive au cours de laquelle se forment de grands bassins (Carpentras, Malaucène, Vaison) et des fossés d'effondrement (Aurel-Sault et Le Barroux) qui commencent à individualiser le Ventoux. Puis, pendant la période burdigalienne, la mer Ligure s'ouvre et envahit le futur site de la Provence. Cette mer peu profonde pénètre dans l'actuelle vallée du Rhône et, durant 20 millions d'années, dépose des sédiments tandis que le mont Ventoux, les monts de Vaucluse et le massif du Luberon forment des îles.
De -16 à -2 Ma, la surrection alpine qui se déroule au cours du Miocène moyen, donne au massif sa structure actuelle. La tectonique des plaques ayant provoqué la fermeture du détroit de Gibraltar le niveau de la mer Méditerranée baisse de 1 500 mètres, ce qui provoqua une importante phase d'incision dans le massif dont restent témoins les gorges de la Nesque et du Toulourenc.
Depuis deux millions d'années, durant le Quaternaire, la surrection de rides et le creusement du réseau hydrographique se poursuivent. Lors de l'ultime phase de la glaciation de Würm, le niveau de la Méditerranée baisse de 100 mètres et provoque les derniers encaissements des talwegs à 30 mètres au-dessous du sol actuel. L'alternance de glaciations et de périodes plus chaudes donna au Ventoux son faciès actuel avec le développement de la karstification et la formation des éboulis cryoclastiques de la calotte sommitale.

### Géomorphologie

#### Les reliefs et leur histoire
La dissymétrie entre les versants nord et sud du Ventoux est d'origine sédimentaire. Elle a été accentuée par la tectonique et par l'érosion tout en étant rendue plus complexe par le jeu des failles qui fracturent le massif. Son sommet occupe le centre d'une crête orientée est / ouest et longue de 25 kilomètres. Sa face nord, dont la base est composée de calcaires tendre d'origine néomancienne et le sommet de calcaire urgonien très compact, domine la vallée du Toulourenc de 1 500 mètres. Le versant sud a sa partie orientale plus affaissée que l'occidentale à la structure courbe et régulière. Les monts de Vaucluse, qui se situent au centre, sont entaillés de combes et de vallons (Combe-Obscure, Combe de Curnier, Combe de Malaval).
Si le Ventoux en tant que massif s'est individualisé tout au long d'une période couvrant l'Éocène supérieur et l'Oligocène, sa forme actuelle n'a été déterminée qu'au cours du Quaternaire. Pendant celui-ci, les deux glaciations de Riss et de Würm, conjointement avec le mistral de la vallée du Rhône, ont modelé ses formes actuelles particulièrement sur sa partie sommitale.
Sur le versant nord, une érosion toujours très active provoque des éboulements et la force torrentielle du Toulourenc érode la base. Sur le versant sud, l'érosion, moins active, remodèle les hauts versants et les structures périglaciaires. Jusqu'au milieu du XIXe siècle, l'influence de l'homme a été primordiale sur la structure du massif, un intensif déboisement ayant accéléré l'érosion.

#### Structures superficielles et karstification

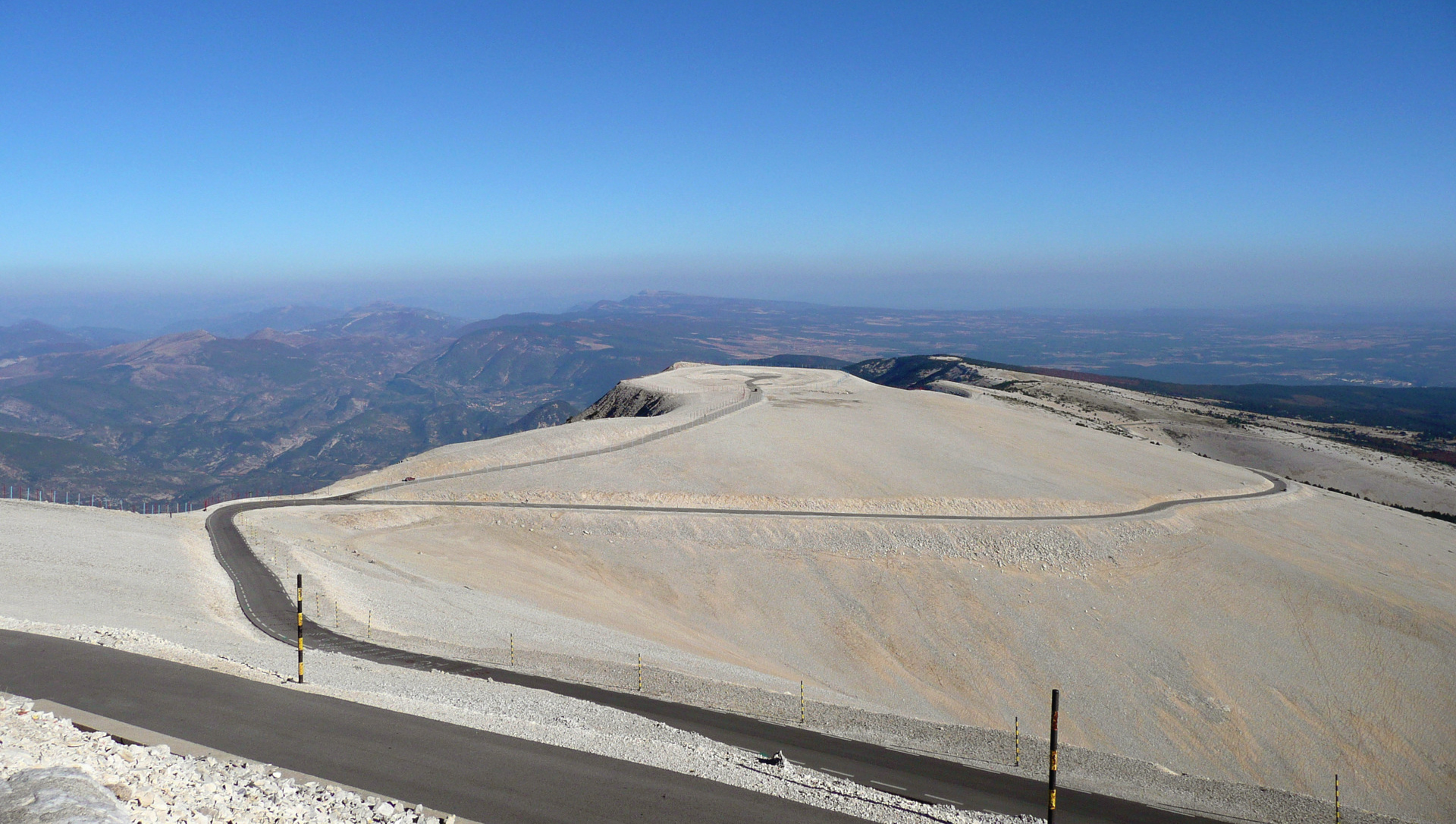
La calotte sommitale du Ventoux couverte de lauzes et vue sur le col des Tempêtes.

Le sommet est recouvert uniformément par un pierrier dû à l'action répétée du gel et du dégel qui a fait éclater le calcaire en lauzes. La face nord présente de nombreuses brèches ou éboulis cimentés. Sous l'action d'un ruissellement intensif, celles-ci ont tendance à se désagréger. D'une façon générale, sur le versant sud, les éboulis ont été stabilisés par la végétation. Ils restent actifs ponctuellement sur les pentes fortes des combes et des ravins.
De plus, la dissolution du calcaire sous l'action des eaux de pluie plus ou moins acides provoque la formation de lapiaz ainsi que celle de grottes et d'avens. Si les lapiaz ne sont visibles que sur de faibles étendues, car le plus souvent masqués par des éboulis, ils sont le siège d'écoulements sporadiques mais puissants lors des violents orages.
Il n'existe pas sur les flancs du Ventoux de cavités de grandes dimensions comme dans les monts de Vaucluse ou le plateau d'Albion. Mais la présence de concrétions stalagmitiques, retrouvées en surface, ou d'avens à larges ouvertures sont la preuve d'un important affaissement de la surface. De plus des indices d'anciennes émergences existent dans la Combe de Canaud ainsi que dans l'aven des Fourches près de Sault. La cavité la plus importante est la grotte du Vent (ou Trou Soufflant), sur la face nord, qui atteint une profondeur explorée de 140 mètres et qui est en relation avec la fontaine de Vaucluse. Plus vers l'est, l'exploration de l'aven du Gros Collet a montré qu'il avait été rapidement colmaté.
Les seules résurgences actives preuves d'une forte karstification du massif sont situées à sa base. Quatre sources ont des débits supérieurs à 10 l/s, la Font Martin, la résurgence de Notre-Dame des Anges, le Groseau et la fontaine de Vaucluse.
La Font de Martin, qui est située sur la rive droite du Toulourenc, déverse entre 30 et 100 l/s. Ses eaux proviennent des écoulements gravitaires du front septentrional du Ventoux et du versant oriental de la montagne de Bluye. La fontaine vauclusienne de Notre-Dame des Anges, sur la rive gauche du Toulourenc, débite de 40 à 100 l/s. Sa galerie s'enfonce sous la montagne de Rissas. Son siphon, profond de 100 mètres, la rend très intéressante au point de vue spéléologique. Son impluvium se compose du Rissas, au sud, de la montagne de Bluye, au nord et au nord-est, et du sommet de la Plate au sud-est. Sur ce site, on observe un ensemble de petites sources pérennes presque dans le lit de la rivière et, quelques mètres plus haut, la grotte de la Baume, de quelques dizaines de mètres de long sur deux à trois mètres de haut, se termine sur un conduit noyé, qui fonctionne comme un siphon lors des périodes de forte pluviométrie.
Le Groseau, ainsi nommé d'après le nom du dieu celte Grasélos et des nymphes Grasélides, est un ensemble de sources pérennes jaillissant à flanc de rocher. Elles ont servi à alimenter en eau Vaison-la-Romaine grâce à la construction d'un ouvrage par les Romains ; des traces du conduit ont d'ailleurs été retrouvées sur la route de Malaucène. Le Groseau déverse entre 50 et 170 l/s. Cette source vauclusienne, hydrologiquement proche du système de Notre-Dame-des-Anges, sourd au pied de la falaise marquant une faille orientée NE / SO. Elle draine les eaux de pluie de la partie occidentale du Ventoux et du réservoir calcaire de la montagne de Piaud.
La structure karstique du Ventoux participe avec la montagne de Lure et les monts de Vaucluse, à l'alimentation des exsurgences du Groseau et de la Fontaine de Vaucluse (première résurgence de France et cinquième mondiale), avec un débit de 22 000 l/s. Elle devance, en France, les sources de la Touvre, en Charente, qui déversent 13 000 l/s et du Lez, au nord de Montpellier, qui atteint 3 500 l/s. L'impluvium de la Fontaine couvre le massif du Ventoux, le plateau d'Albion, les monts de Vaucluse et la montagne de Lure.

### Hydrographie

#### Sources

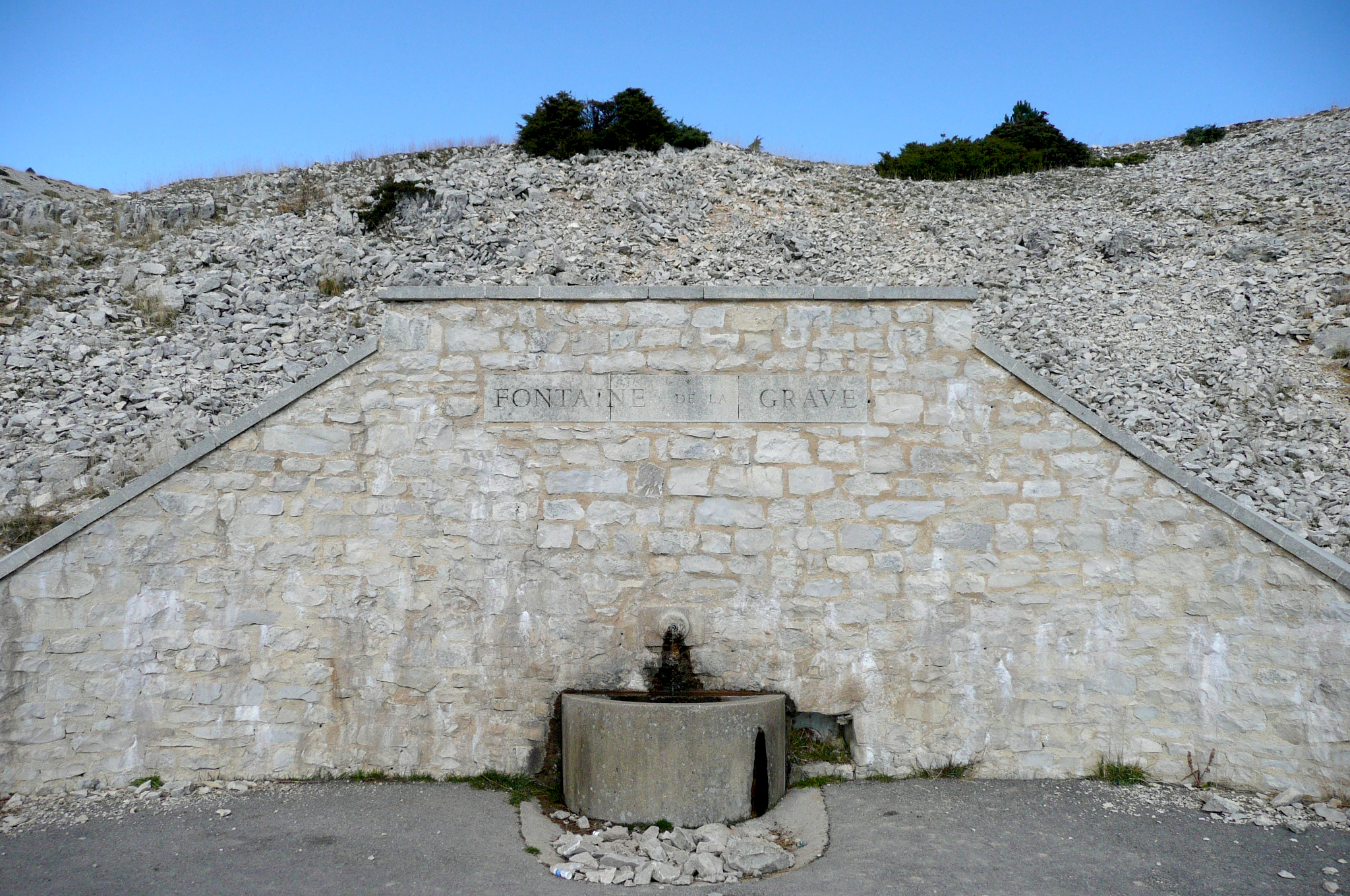
Fontaine de la Grave entre le chalet Reynard et le sommet du mont Ventoux.

Dans la vallée du Toulourenc, d'autres résurgences apparaissent également tout le long du lit, décelables lorsqu'elles jaillissent dans la rivière par leur température constante à environ 11 à 12 °C toute l'année.
Des sources existent aussi sur les versants du massif. Près du sommet, sur le versant nord, à 1 788 m, la source de Fontfiole (ou Font-Fiole) coule avec une eau à 4 à 5 °C. Il s'agit de la source la plus haute du département de Vaucluse. Sur le versant méridional, entre le sommet et le chalet Reynard, on observe la Fontaine de la Grave (ou Font des pastres), une source captée par une petite fontaine, ainsi que la Font d'Angiou, la Font de l'Arjelas et la Fontaine de Saint-Sidoine.

#### Galeries drainantes
Des galeries creusées dans la molasse gréseuse du piémont du Ventoux recueillent par infiltration l'eau des reliefs karstiques. Appelées « mines » dans le Comtat Venaissin, il s'agit de qanats, un type d'aménagement par creusements, dont les plus anciens ont été découvertes en Iran et en Arménie et ont été datés du IIe millénaire avant notre ère. Ils sont semblables à ceux que l'on retrouve en Espagne (cimbras ou minas), au Maroc (khettara) ou dans les oasis sahariennes (foggara).
Leur longueur dépendait de leur usage. Les plus petites n'ont que quelques mètres de profondeur. Elles servaient à alimenter d'une façon pérenne de petits bassins réservés à l'irrigation de cultures en terrasses. Les plus grandes galeries se prolongent sur plusieurs kilomètres. Creusées par des baumeurs et surveillées par des fontainiers, outre l'irrigation, elles alimentaient fontaines publiques et lavoirs. D'après les contrats existant dans différentes archives, leur utilisation s'est surtout avérée utile entre 1750 et 1860, et c'est grâce à une rigoureuse gestion collective que ces galeries ont assuré pendant plus d'un siècle une alimentation communale en eau toute l'année.

#### Lacs artificiels

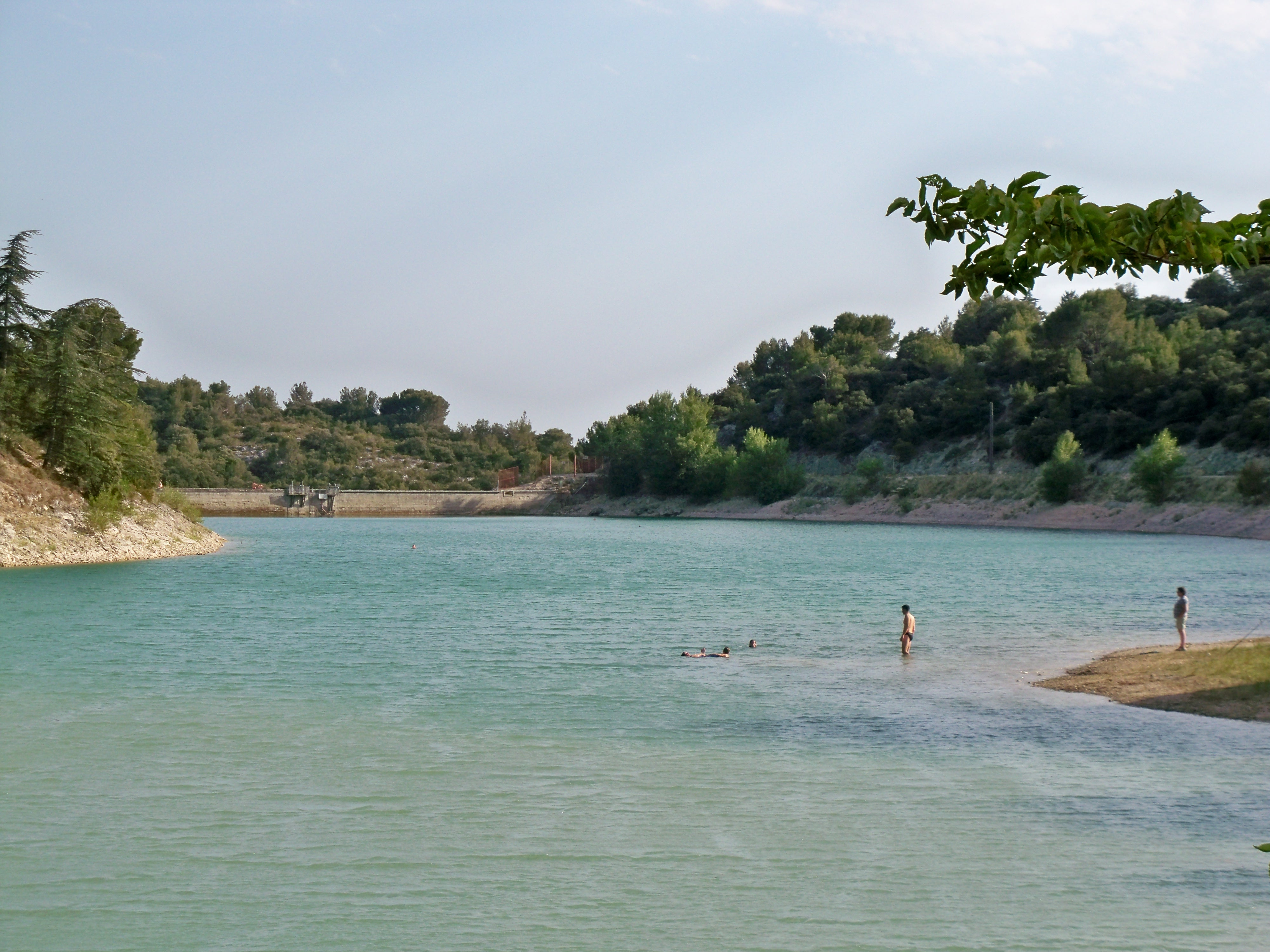
Lac du Paty à Caromb.

Outre les nombreuses retenues collinaires créées, au milieu des années 1980, pour l'irrigation des « terrasses du Ventoux », il existe trois importantes retenues artificielles liées à l'hydrographie du massif. La première en date est celle du Paty, sur la commune de Caromb. C'est un barrage sur Lauzon, édifié entre 1764 et 1766, selon les plans dressés par le Père Morand, professeur de mathématiques au collège des Jésuites d'Avignon. Il a été construit en pierres de taille et mesure 80 mètres sur sa partie supérieure, 20 mètres de haut et a une épaisseur de 6 à 7 m. Sa capacité de retenue est de 120 000 m3.
La seconde se trouve à Monieux. C'est l'étang du Bourget qui a été créé en 1965 afin de permettre l'alimentation en eau des travaux d'installation de la base militaire d'Albion. Il a une superficie de 2,4 hectares.
Enfin, à Mormoiron, l'étang des Salettes, retenue édifiée sur la rivière éponyme, au confluent de trois valats (Maupas, Borel et Marquetton), couvre 2 hectares. Ces trois retenues sont de nos jours devenues des centres de loisirs.

### Sismicité
À l'exception des cantons de Bonnieux, d'Apt, de Cadenet, de Cavaillon et de Pertuis classés en zone Ib (risque faible), tous les cantons du département sont classés en zone Ia (risque très faible). Ce zonage correspond à une sismicité ne se traduisant qu'exceptionnellement par la destruction de bâtiments.
Pourtant des indices de déformations quaternaires (paléoséismes estimés le plus souvent à une magnitude supérieure à 6) existent sur le front septentrional du Ventoux. La vitesse de déplacement de ces failles reste inférieure au millimètre par an. Ces faibles déformations suffisent pour maintenir le relief sans qu'il puisse être affirmé qu'actuellement elles sont dues à la tectonique ou à des relaxations sous l'action de la gravité.

### Climat
Ce massif possède toutes les caractéristiques climatiques des Alpes du Sud, dont il est le chaînon le plus occidental. De méditerranéennes au bas, elles évoluent en fonction de l'altitude vers un climat tempéré puis continental de type montagnard au sommet. Outre la présence du mistral, il est marqué par trois autres données importantes : la proximité de la mer Méditerranée, son altitude élevée et sa dissymétrie, un ubac très raide faisant pendant à un adret très long. Cette conjugaison est à l'origine de la richesse de sa flore (400 genres floristiques pour plus de 1 000 espèces de plantes sur cinq étages de végétation observés) et de sa faune (dont plus de 100 espèces d'oiseaux).

#### Ensoleillement et températures
Le taux d'ensoleillement est très important puisque le versant méridional, tel la plaine comtadine, reçoit en moyenne 2 800 heures par an de rayonnement direct. La situation est différente au sommet. Très souvent empanaché de nuages, il baigne dans le brouillard plus de 200 jours par an. L'ensemble du massif est le siège d'importantes variations de température selon la saison. Caniculaire en été du fait de la forte réverbération du soleil sur les lauzes blanches, elle peut descendre à −30 °C en hiver (conditions similaires au désert). À l'étage inférieur, vers 1 400 mètres, la moyenne annuelle tourne autour de 6 °C. À une altitude de 700 mètres, la même moyenne passe à 11 °C, ce qui a permis d'évaluer précisément le gradient de diminution de température sur les pentes du Ventoux à 0,6 °C par tranche de 100 mètres de hauteur. Un autre élément important est à comptabiliser, depuis 1980 : on assiste à une augmentation de 1 °C dans la moyenne annuelle des températures.
Piémont
| Mois                                                              | Janv | Fév | Mars | Avr | Mai | Juin | Juil | Août | Sept | Oct | Nov | Déc | Année |
| ----------------------------------------------------------------- | ---- | --- | ---- | --- | --- | ---- | ---- | ---- | ---- | --- | --- | --- | ----- |
| Températures maximales moyennes (°C)                              | 9    | 11  | 14   | 18  | 22  | 26   | 30   | 29   | 25   | 20  | 13  | 10  | 18,9  |
| Températures minimales moyennes (°C)                              | 1    | 3   | 4    | 7   | 11  | 14   | 17   | 16   | 14   | 10  | 5   | 2   | 8,7   |
| Températures moyennes (°C)                                        | 5    | 7   | 9    | 13  | 16  | 20   | 23   | 23   | 19   | 15  | 9   | 6   | 13,8  |
| Source : Archives climatologiques mensuelles - Orange (1961-1990) |      |     |      |     |     |      |      |      |      |     |     |     |       |

Sommet du Ventoux
| Mois                                                             | Janv | Fév  | Mars | Avr  | Mai | Juin | Juil | Août | Sept | Oct | Nov  | Déc  | Année |
| ---------------------------------------------------------------- | ---- | ---- | ---- | ---- | --- | ---- | ---- | ---- | ---- | --- | ---- | ---- | ----- |
| Températures maximales moyennes (°C)                             | -0,7 | -0,7 | 0,4  | 2,0  | 6,9 | 11,4 | 15,1 | 14,5 | 10,9 | 6,8 | 2,7  | 0,3  | 5,8   |
| Températures minimales moyennes (°C)                             | -5,1 | -5,8 | -4,3 | -2,3 | 2,2 | 5,8  | 9,1  | 8,9  | 6,0  | 2,3 | -2,1 | -4,1 | 0,9   |
| Températures moyennes (°C)                                       | -2,9 | -3,3 | -2,0 | -0,2 | 4,6 | 8,6  | 12,1 | 11,7 | 8,5  | 4,1 | 0,3  | -1,9 | 3,3   |
| Source : Archives climatologiques mensuelles - Période 1948/1999 |      |      |      |      |     |      |      |      |      |     |      |      |       |

L'amplitude thermique est moindre au sommet du Ventoux qu'en plaine et ce contrairement à la plupart des stations de montagne. Ceci s'explique en très grande partie à cause du vent, très violent au sommet tout au long de l'année et qui a un effet fortement modérateur sur les températures. En effet, en présence de vent, la température baisse moins la nuit et augmente moins la journée[réf. souhaitée].

#### Précipitations

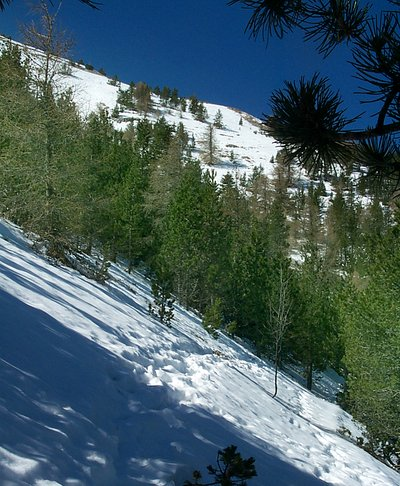
Face nord du Ventoux en hiver.

Le régime des précipitations est typiquement méditerranéen puisque soumis à un rythme à quatre temps : deux saisons sèches (une brève en hiver, une très longue et accentuée en été), deux saisons pluvieuses, en automne (pluies abondantes et brutales) et au printemps. Au bas du Ventoux, la moyenne annuelle est de 700 mm d'eau, ce qui correspond à 90 jours de pluie. À 700 mètres d'altitude, il tombe entre 900 et 950 mm/an, et à 1 400 mètres, de 1 000 à 1 150 mm au chalet Reynard, sur le versant méridional, tandis que la face septentrionale en reçoit 1 600. A contrario, le sommet est beaucoup moins arrosé puisque les précipitations se situent entre 800 et 900 mm. L'explication peut résider en les vents violents (plus de 60 km/h) qui soufflent 121 jours par an, mais aussi dans les phénomènes de pression liés à l'altitude.
Si la neige est rare sur le piémont, elle se maintient au sommet en moyenne 140 jours par an. Les relevés qui ont été établis depuis le milieu du XXe siècle à partir de 1 000 mètres d'altitude montrent que sur l'adret la neige au sol persiste 35 jours par an, tandis que pour l'ubac, elle y reste 50 jours.

#### Vents
Le vent est supérieur à 90 km/h les deux tiers de l'année et au sommet, il souffle en moyenne pendant 240 jours, soit deux jours sur trois. On distingue principalement trois types de vent. Le mistral, tout d'abord, qui se subdivise en « mistral blanc » et « mistral noir ». Le premier, le plus connu, descend le long de la vallée du Rhône et sa force rend le ciel d'un bleu lumineux. Le second souffle avec des retours d'est et apporte un ciel nuageux. Au sommet du Ventoux, il souffle en moyenne pendant 151 jours. Sa plus grande vitesse a été enregistrée à 313 km/h le 20 mars 1967.
Le « marin » est un vent du sud qui apporte la pluie. C'est lui qui détient le record de vitesse puisqu'il a été enregistré à deux reprises les 15 février et 19 novembre 1967, à 320 km/h. En effet, le mont s'étendant perpendiculairement au vent, il s'y produit un effet Venturi accélérant le flux d'air, comme sur l'extrados d'une aile d'avion. Le troisième est la « ventoureso » ou brise du Ventoux. Cet air froid et sec, très rafraîchissant l'été, descend des Alpes du Sud et souffle jusqu'en Camargue.

#### Dictons populaires
Comme partout ailleurs en France pour d'autres montagnes, le Ventoux a été et reste pour la population environnante un « marqueur météorologique » très important. Nombre de dictons font allusion à son « chapeau » ou à son « manteau » pour prévoir le temps dans un avenir plus ou moins proche.
Un dicton usuel dans l'ensemble de la Provence et du Languedoc rhodanien se retrouve décliné en différentes versions en fonction de l'endroit d'où le sommet du massif est observé :
| Provence « Quand lo Ventor a son capèu Se plòu pas ara, plourá lèu. » | Apt « Quand lo Ventor a son capèu Ei de plueia o ben de nèu. » |

| Malaucène « Quand lo Ventor a son capèu E Sant-Amant, son mantèu Ei de la plueia per ben lèu. » | Entrechaux « Quand lo Ventor a son capèu Arfuien, son mantèu Plourá lèu. » |

| Mormoiron « Quand lo Ventor a son capèu E la Durença, son mantèu Plourá lèu. » | Comtat Venaissin « Quand lo Ventor a son capèu E lo Ròse soun mantèu Plourá lèu. » |

Les deux derniers dictons sortent de ce schéma traditionnel.
| Camaret-sur-Aigues « Quand i a lo barri sus lo Ventor Se part d'en bas, siam a la bisa Se part d'en aut, siam à la plueia. » | Comtat Venaissin « Quand i a la bugadiera Se plòu pas aujornd'uei Plourá lèu. » |

### Flore

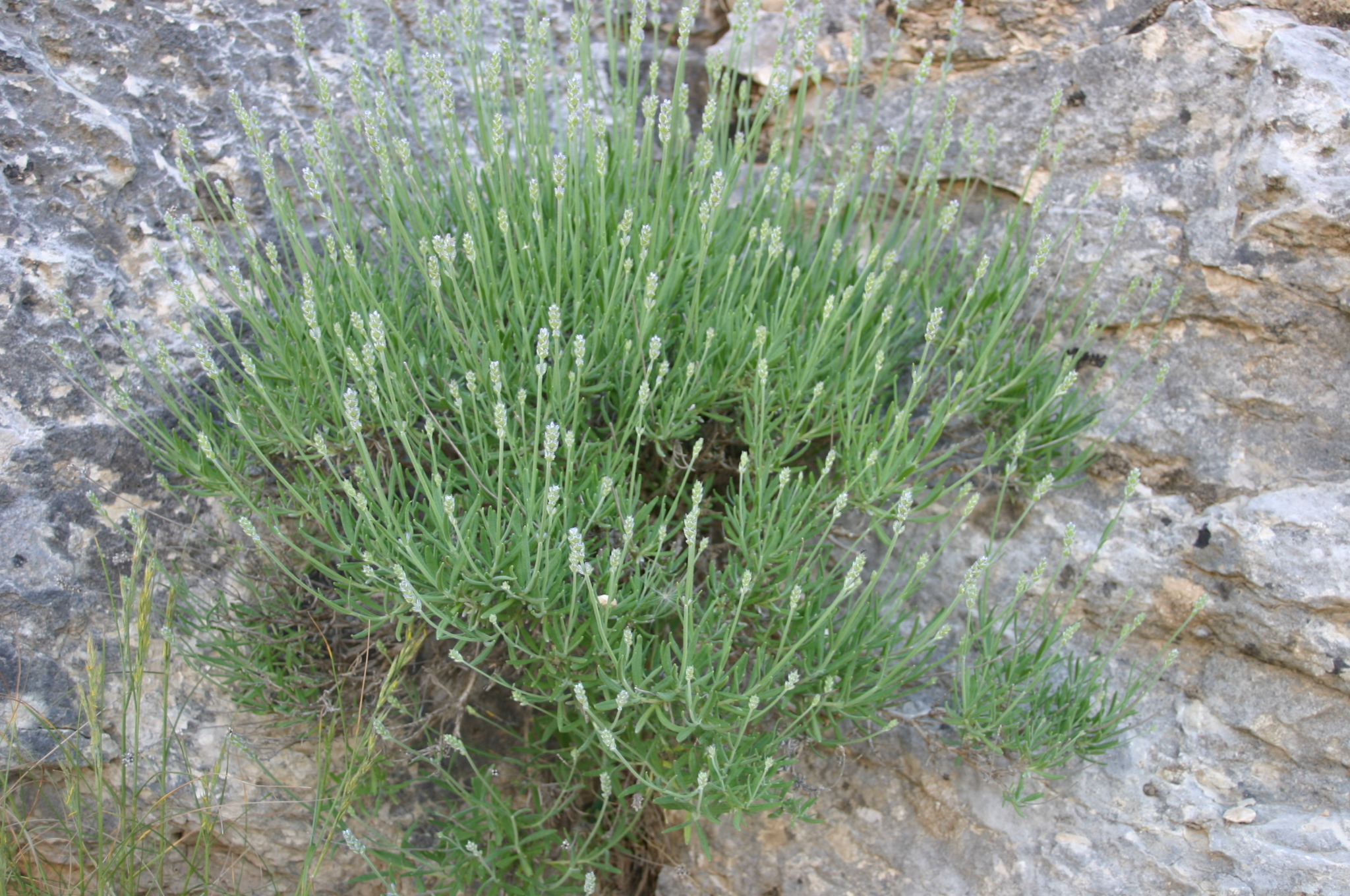
Lavande sauvage au mont Ventoux.

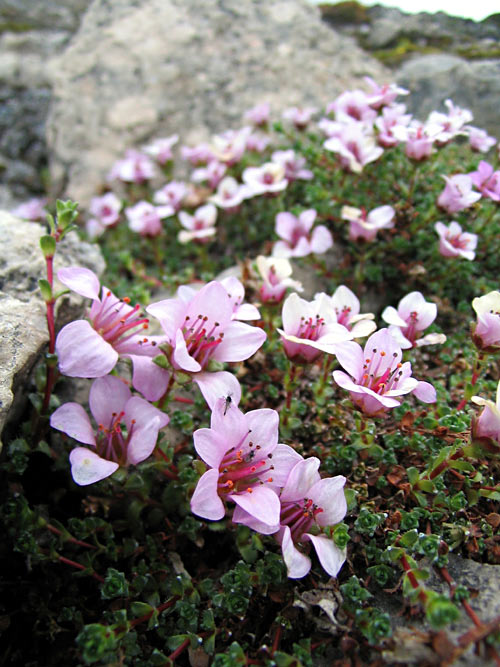
Saxifrage à feuilles opposées.

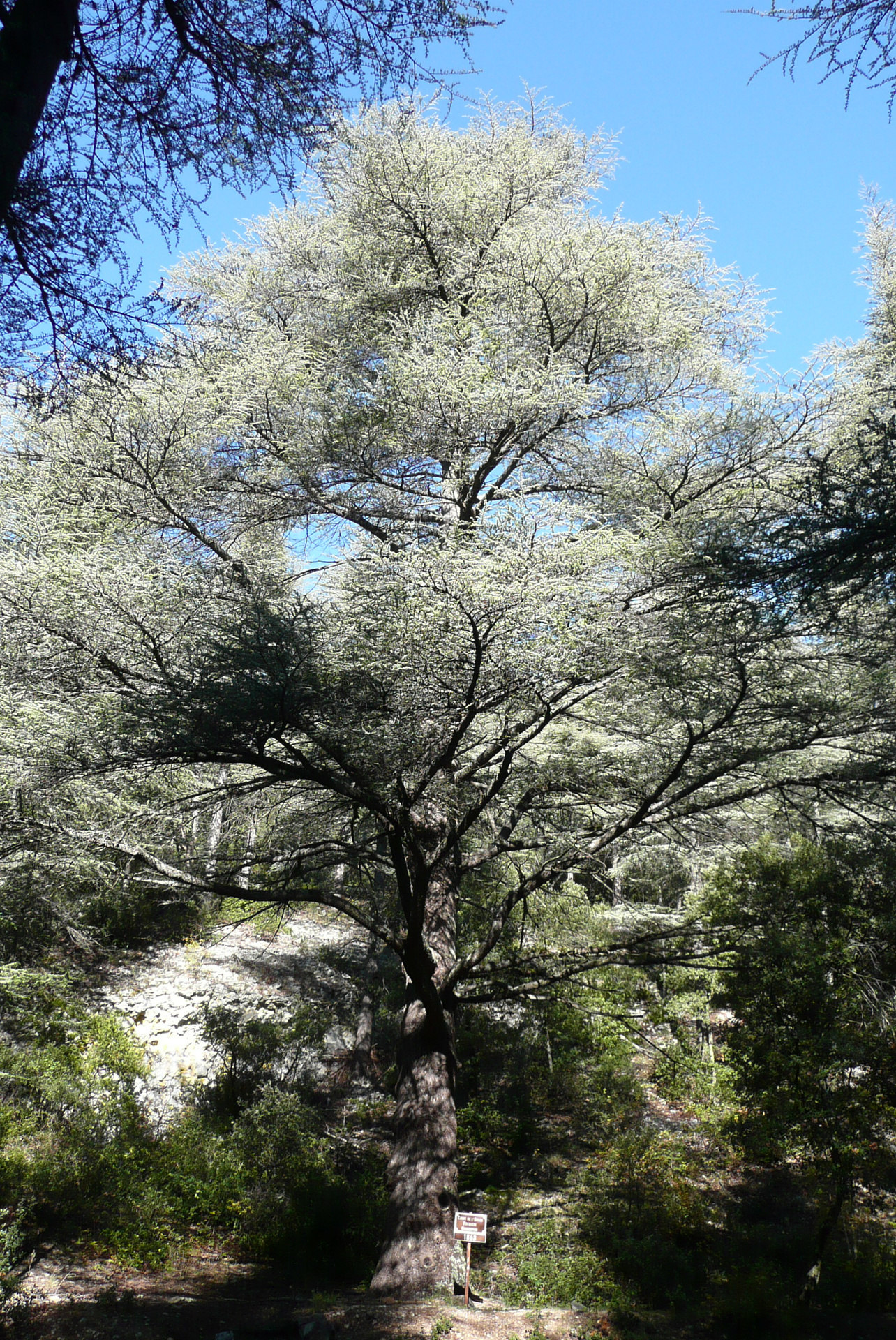
Cèdre de la première génération (1863).

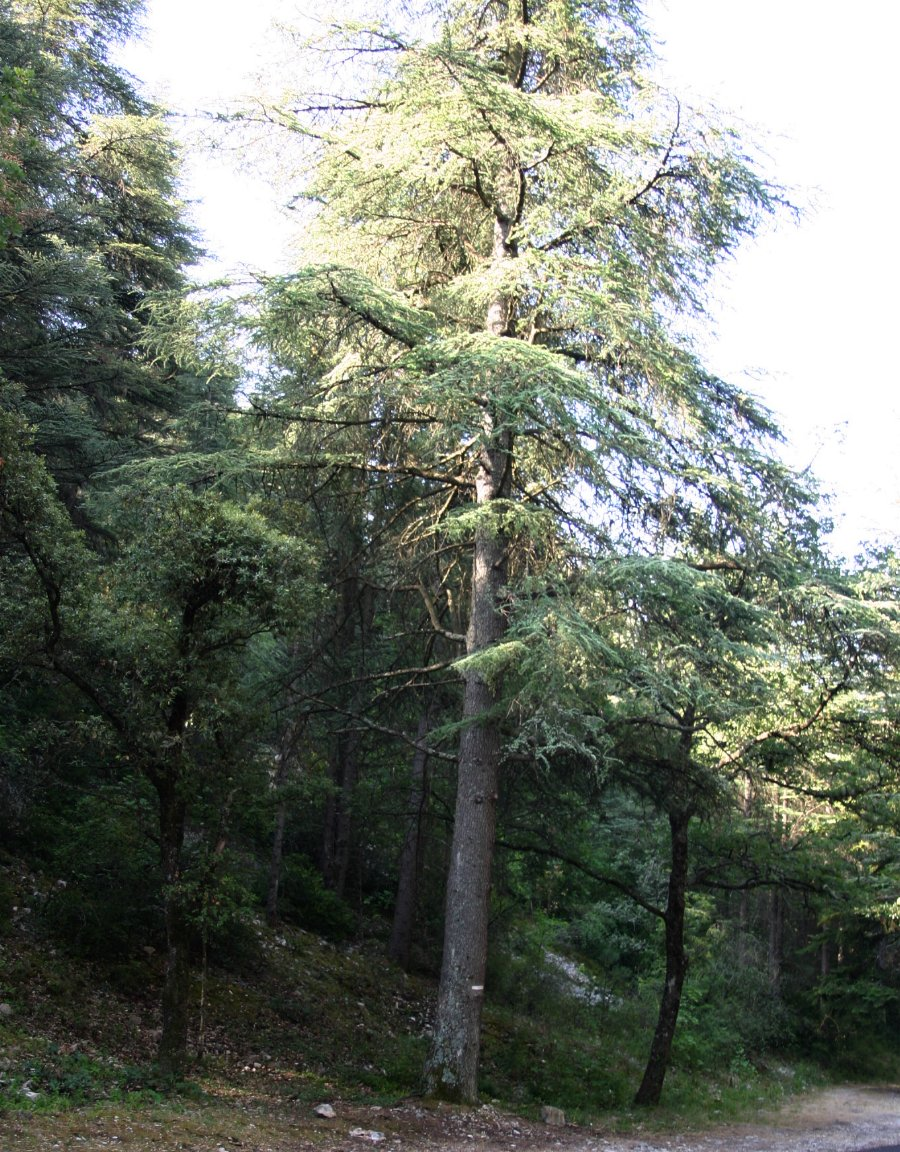
Cèdre de l'Atlas, une des espèces ayant servi au reboisement du mont Ventoux.

Le mont Ventoux présente une flore d'une diversité rare : grâce à la configuration du massif, à ses versants très différents et à son histoire humaine, on rencontre une flore méditerranéenne, une médioeuropéenne, des espèces alpines, des forêts de mélèzes, de sapins ou de cèdres. Au sommet, zone d'éboulis thermoclastiques, soumise à un climat extrême, on trouve même des espèces observées en région arctique, telles que la saxifrage du Spitzberg et le petit pavot velu du Groenland. Nombreuses sont les espèces protégées ; certaines, très rares, ne se rencontrent que sur le Ventoux. Alors pour préserver l'environnement, la cueillette des végétaux, même non protégés, est déconseillée.
Les flancs du mont Ventoux sont couverts de plantes méditerranéennes comme le chêne vert, mais aussi de cèdres de l'Atlas, de pins et de quelques cultures d'oliviers ou encore de lavande sur les piémonts.
Le mont Ventoux se distingue par un profil topographique très asymétrique. Le versant sud (adret) est en pente douce, ouvert sur la plaine du comtat Venaissin, bien exposé au soleil et la végétation y est méditerranéenne presque jusqu'au sommet. Parmi les végétations dominantes, on trouve des pins d'Alep entre 300 et 430 mètres d'altitude, puis des chênes verts entre 480 et 540 mètres ; de la garrigue aux herbes aromatiques comme le thym et la lavande vraie jusqu'à 1 150 mètres d'altitude ; ensuite, des hêtres de 1 130 à 1 660 mètres et des pins à crochets (sous-espèce de pins de montagnes) entre 1 480 et 1 650 mètres d'altitude. Enfin, le secteur alpin au-dessus de 1 810 mètres d'altitude.
Le versant nord (ubac) est moins ensoleillé. Ses pentes sont abruptes, faites d'éboulis et de falaises et sa flore y est médioeuropéenne et non plus méditerranéenne. Parmi les végétations dominantes du versant nord, on trouve des chênes verts jusqu'à 620 mètres d'altitude puis des noyers de 620 à 800 mètres. De la garrigue aux herbes aromatiques comme le thym et la lavande vraie entre 800 et 910 mètres d'altitude. Ensuite, des hêtres de 910 à 1 380 mètres et des pins à crochets (sous-espèce de pins de montagne) jusqu'à 1 720 mètres d'altitude. Enfin, le secteur alpin au-dessus de 1 720 mètres d'altitude.
La partie sommitale du mont Ventoux est couverte d'éboulis calcaires, ce qui peut faire penser, vu de loin, qu'il y a de la neige à son sommet toute l'année. Au milieu de cet apparent désert de pierres se cache une grande variété d'espèces végétales d'affinités alpines, dont certaines sont extrêmement rares voire endémiques. Cette présence est très originale au cœur de la région méditerranéenne. Le pavot du Groenland (Papaver aurantiacum ou Papaver rhaeticum) ou le lys martagon, présents dans les éboulis sommitaux, pourraient en être les emblèmes.
Le mont Ventoux est devenu, grâce au reboisement effectué à partir de la deuxième moitié du XIXe siècle, et qui s'est prolongé dans la première moitié du XXe siècle, la plus grande forêt communale française, constituant un poumon vert de 6 300 hectares d’un seul tenant, avec différentes espèces d'arbres qui se sont acclimatées et qui varient en fonction de l'attitude. Pour un des responsables locaux de l’Office national des forêts, « le génie écologique de l’époque a consisté à mettre les bonnes essences aux bons niveaux d’altitude ». Dans le contexte de l'évolution climatique en cours au XXIe siècle, « le Ventoux est une sentinelle, il se situe à l’extrême-sud du massif alpin, c’est ici que l’on verra en premier les effets : les espèces vont devoir migrer vers le haut pour échapper au réchauffement ou disparaître », indique Lenka Brousset, chercheuse à l’Institut méditerranéen de biodiversité marine et continentale.

### Faune

#### Grands ongulés

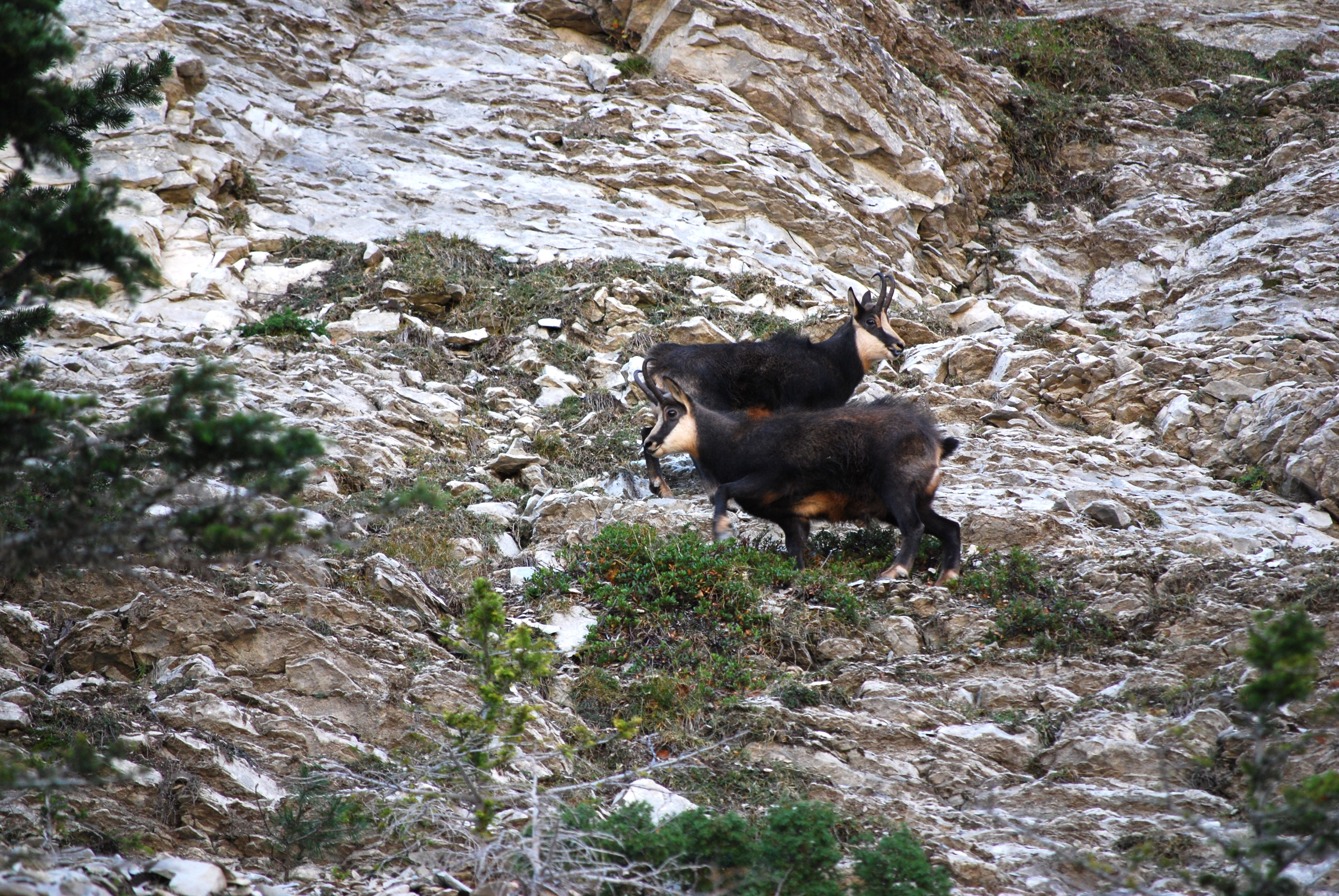
Chamois.

La présence des grands ongulés est récente car essentiellement liée au reboisement des pentes du Ventoux. Outre le sanglier (Sus scrofa scrofa), plus traditionnel, se sont aujourd'hui parfaitement acclimatés le cerf élaphe (Cervus elaphus), le cerf Sika (Cervus nippon), le chamois (Rupicapra rupicapra), le mouflon corse (Ovis gemelini × ovis sp.) et le chevreuil (Capreolus capreolus), soit six des onze espèces vivant en France.

#### Loup

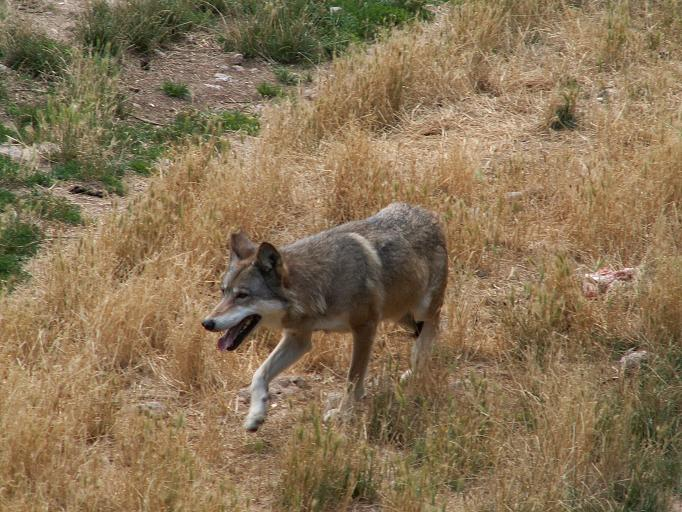
Loup (Canis lupus italicus).

Depuis longtemps et durant la préhistoire, le loup (Canis lupus) a fréquenté les pentes du Ventoux. Ses restes ont été identifiés à Entrechaux dans les grottes de la Masque et des Puces, ainsi qu'à Monieux, au bau de l'Aubesier. Plusieurs toponymes en ont aussi gardé la trace tels que la Loubatière, la Louvière, le ravin du Pra du Loup, l'Espère du Loup, la Font du Loup et Chanteloube. Un statu quo entre lui et l'homme s'établit jusqu'au XVIIIe siècle, puis les grandes battues sont transformées en traque avec 797 loups abattus, puis 147 au siècle suivant. Dès 1850, le loup se fait rare. Il se cantonne dans le Ventoux, les monts de Vaucluse et le Luberon. Des campagnes d'empoisonnement achèvent les dernières meutes.
Selon la tradition, le dernier loup du Ventoux est tué au début du XXe siècle. Depuis sa réapparition, via l'Italie, dans le massif du Mercantour-Argentera, en 1992, ses déplacements l'ont dirigé vers l'ouest et il s'est installé dans une grande partie des Alpes du Sud. Dans ce secteur, en 2005, 21 zones d'habitat avaient été repérées, dont 14 occupées par des meutes. Ils ont été alors estimés à 130 individus. Depuis lors, le loup s'est installé dans la montagne de Lure et des indices de sa présence ont été découverts à Éourres, commune qui se situe à 20 kilomètres à vol d'oiseau du Ventoux. En janvier 2012, un loup a été abattu illégalement sur le territoire de la commune de Bédoin.

#### Autres mammifères et petit gibier
Outre les prélèvements ponctuels de grands mammifères, toujours réalisés sous le contrôle des organismes gestionnaires, la présence de lièvres, lapins, renards et blaireaux est avérée. Si les deux premiers constituent le gibier le plus courant, les deux autres espèces ne sont chassées qu'en tant que nuisibles. Sur les onze communes du massif les seules espèces aviennes pouvant être chassées sont la perdrix rouge, le faisan commun, les grives, le merle noir, la bécasse des bois et l'étourneau sansonnet.

#### Oiseaux
L'avifaune comprend environ 120 espèces différentes, rapaces ou nicheurs, dont certaines sont rares à l'exemple de la Gélinotte des bois, du Monticole de roche ou de la Chouette de Tengmalm, originaire des grandes forêts boréales et qui fut observée au cours des années 1960. Les quatre étages de la forêt abritent chacun les espèces qui lui sont spécifiques.

##### Étage duchêne vert
Dans cette partie arborée, où se trouve aussi le chêne kermès qui caractérise la garrigue, on rencontre les trois types de fauvettes typiquement méditerranéennes : Fauvette mélanocéphale, Fauvette pitchou et Fauvette passerinette. S'y joignent les espèces ubiquistes telles que le Tarier pâtre, le Serin cini, le Chardonneret élégant, le Verdier d'Europe, le Bruant zizi, l'Alouette des champs, l'Alouette lulu et le Pouillot véloce.

##### Étage duchêne blanc

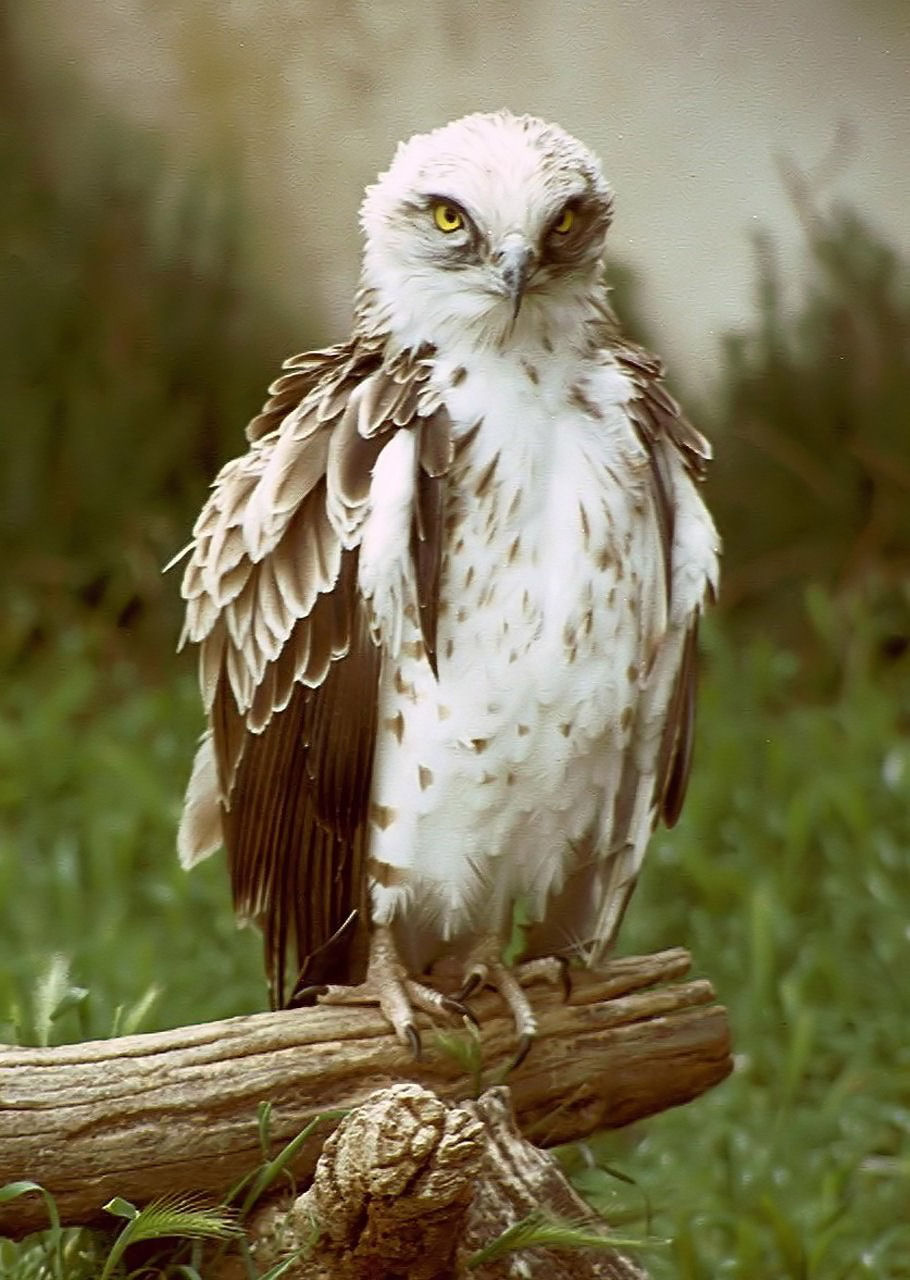
Circaète Jean-le-Blanc (Circaetus gallicus).

C'est aussi celui de tous les chênes pubescents et des érables. Sa diversité sylvestre a attiré une avifaune très riche. C'est là que nidifient et se nourrissent le Geai des chênes, le Pic épeiche, le Pigeon ramier, la Tourterelle des bois, le Merle noir ou le Pinson des arbres, mais aussi la Grive musicienne et la Grive draine. S'y retrouvent aussi Pouillot véloce et Pouillot de Bonelli, Roitelet huppé et Roitelet triple-bandeau, Pipit des arbres, Fauvette à tête noire et Rouge-gorge familier. Cet écosystème accueille encore l'Accenteur mouchet, la Mésange charbonnière et l'Orite à longue queue, la Sittelle torchepot, le Grimpereau des bois, le Grimpereau des jardins et le Troglodyte mignon. Des rapaces y ont établi leurs aires comme le Circaète Jean-le-Blanc, le rapace le plus emblématique du Ventoux, l'Autour des palombes, le Faucon pèlerin et l'Aigle royal.

##### Étage duhêtre
Il est aussi d'une extrême richesse en avifaune puisque la précédente a aussi colonisé ce système écologique. mais l'on y trouve en plus la Mésange nonnette, le Bouvreuil pivoine et le Pic noir.

##### Étage dupin à crochet
Cet ultime écosystème se poursuit jusqu'à la calotte sommitale du Ventoux en passant par un couvert sylvestre dégradé où règne le genévrier. On y rencontre le Venturon montagnard, le Bec-croisé des sapins et le Bruant fou. Une végétation de plus en plus clairsemée attire ensuite le Traquet motteux, la Linotte mélodieuse, le Pipit rousseline et le Pipit spioncelle.
En une trentaine d'années, depuis le reboisement, une dizaine d'espèces, initialement présentes uniquement sur le versant septentrional du Ventoux, ont colonisé le versant méridional dont la Buse variable, la Grive musicienne et le Merle à plastron.

#### Reptiles et amphibiens

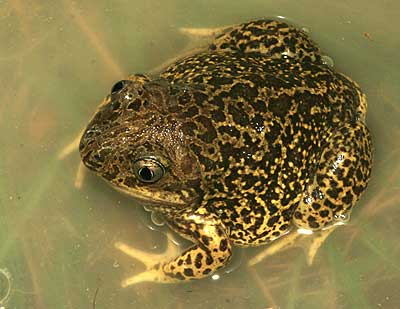
Pélobate cultripède (Pelobates cultripes) ou crapaud à couteau.

Dans le massif ont été répertoriées treize espèces de reptiles dont deux vipères : la vipère aspic et la vipère d'Orsini. S'y ajoutent sept espèces de couleuvres : couleuvre verte et jaune, couleuvre d'Esculape, couleuvre à échelons, couleuvre de Montpellier, couleuvre vipérine, coronelle lisse et coronelle girondine. Quant aux lézards, il en a été relevé quatre espèces : lézard ocellé, lézard vert, lézard des murailles et lézard psammodrome.
Huit espèces d'amphibiens se trouvent dans le Ventoux dont la salamandre tachetée, le crapaud commun, le crapaud calamite, la rainette méridionale, le pélodyte ponctué, l'alyte accoucheur et la grenouille rieuse. Une mention spéciale doit être faite pour le crapaud à couteau ou pélobate cultripède, espèce rarissime, dont le département de Vaucluse est l'un des derniers refuges.

#### Insectes

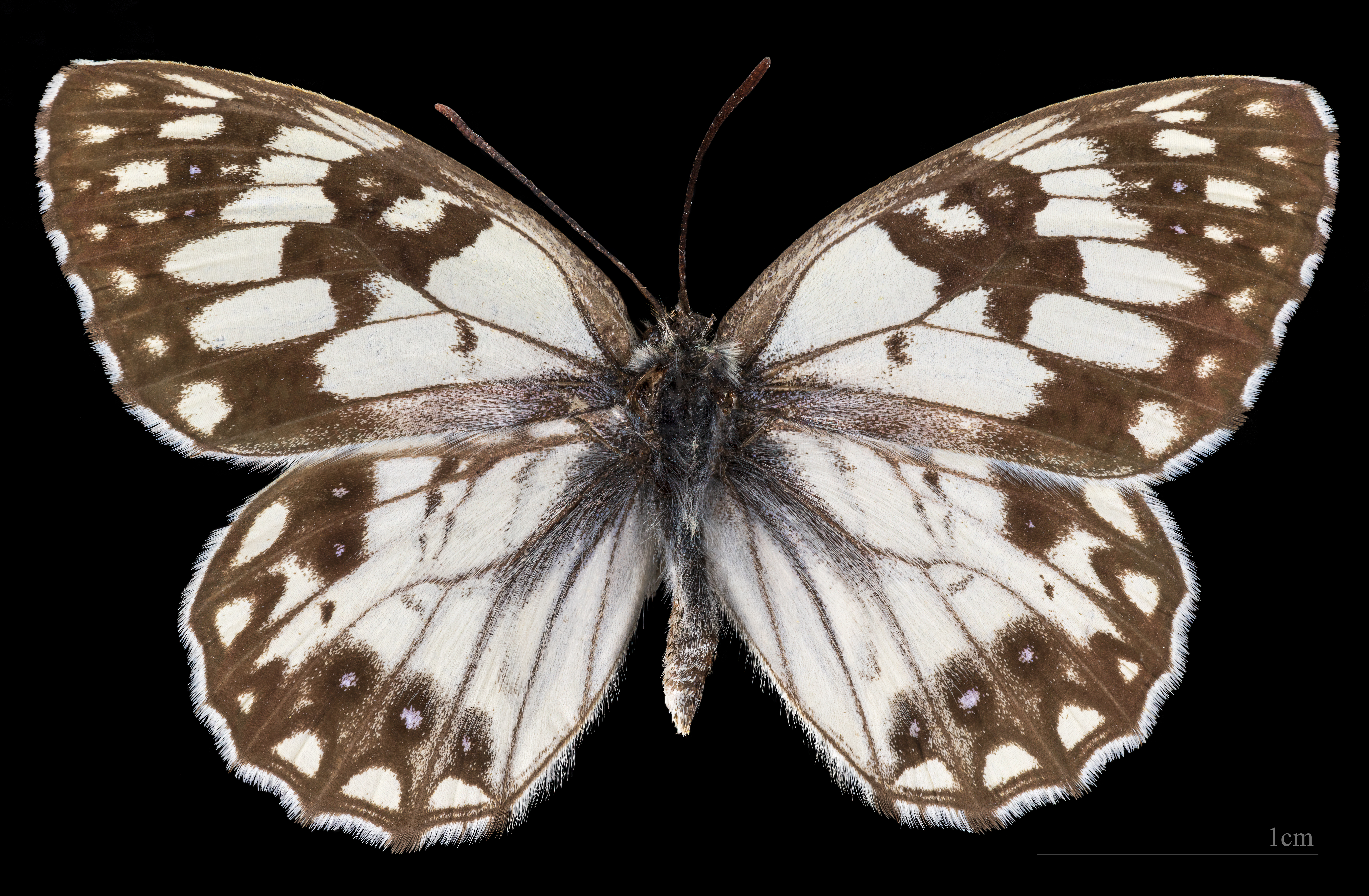
Échiquier d'Occitanie (Melanargia occitanica).

Le premier entomologiste qui étudie le Ventoux est Jean-Henri Fabre au XIXe siècle. Mais il faut attendre 1978 pour disposer de la première étude sur un groupe d'insectes. Elle est réalisée par Gérard Luquet sur les sauterelles, les criquets et les grillons. Il la poursuit en 2000 sur les lépidoptères. L'entomologiste observe 1 425 espèces de papillons, soit 28 % des 5 100 espèces répertoriées en France. Dans ce panel, quatre espèces ne sont connues que dans le Ventoux, dix-neuf y ont été répertoriées puis identifiées par ailleurs et vingt-neuf décrites pour la première fois.
Ils occupent trois zones bien distinctes. La première qui s'étage jusqu'à 800 mètres d'altitude au sud et 600 mètres au nord, est classée en tant que zone méditerranéenne. Parmi ces lépidoptères, les plus remarquables sont le zygène de la millefeuille, l'alexanor, le machaon, la vanesse de l'ortie et le citron, ainsi qu'une espèce du genre Zerynthia. Les coléoptères sont représentés par la cétoine dorée et par le genre Trichodes, les criquets par l'œdipode turquoise et l'œdipode à ailes rouges. Dans cette zone trois espèces sont endémiques : un papillon diurne, l'échiquier d'Occitanie (Melanargia occitanica), et un nocturne, Orenaia ventosalis, auxquels se joint un criquet, l'arcyptère provençale (Arcyptera kheili).
Au-dessus, se trouve la zone subalpine au couvert de pins noirs et de chênes blancs. Sa faune la plus remarquable comprend parmi les sauterelles, Euthystira brachyptera ; pour les coléoptères, le dorcadion, Acanthocinus aedilis et Rhagium inquisitor et pour les papillons, une espèce de mélitée.
Dans la zone alpine se distinguent parmi les lépidoptères Hipparchia semele et deux espèces endémiques, Elophos unicoloraria occidentalis et Colostygia stilpna, ainsi que la rosalie des Alpes (Rosalia alpina) et le carabe du Ventoux (Carabus auratus honnoratii natio fabrei f.i. ventouxensis) pour les coléoptères. Le pierrier sommital a été colonisé par deux des 64 espèces de fourmis qui se trouvent sur les pentes du Ventoux, Formica lemani et Tetramorium caespitum. On y trouve aussi le criquet Stauroderus scalaris et deux papillons, l'apollon (Parnassius apollo) et le mélitée orangée (Melitae diadema).

## Histoire

### Préhistoire et antiquité

#### Découvertepaléontologique: l'ours brun du mont Ventoux
Le milieu karstique du mont Ventoux possède de nombreux avens. Ce n'est qu'en 1996, dans une cavité découverte deux ans plus tôt dans le versant nord, sur la commune de Brantes, et formée d'un puits de 17 mètres de profondeur, que des spéléologues mettent au jour une grande quantité d'ossements fossilisés d'ours bruns. Leur présence est rare en Vaucluse, avec seulement trois sites connus, contemporains de l'homme de Néandertal. Plus tard, c'est dans une dizaine des dix-sept avens connus sur ce même versant, entre 1 300 et 1 600 mètres d'altitude, que le Groupe spéléologique de Carpentras trouvera à nouveau les restes d'environ 500 ours, ce qui en fait un des gisements les plus importants d'Europe. Des études montrent que l'origine de cette espèce est balkanique et que sa présence date du Pléistocène supérieur. Tous les indices donnent à penser par ailleurs que ces ours sont tombés naturellement, pour la plupart à la sortie de l'hibernation, dans ces véritables pièges naturels. La présence de l'homme à la même époque est également avérée, par le biais d'outils et de flèches retrouvées dans les couches stratigraphiques. Les traces de charbon de bois montrent qu'il est, depuis des siècles, à l'origine des premiers déboisements, afin de développer le pastoralisme. Des restes de nombreuses espèces associées ont aussi été trouvés : fouines au Néolithique, chamois à l'âge du bronze, carnivores, ongulés, insectivores, rongeurs, chiroptères, oiseaux, preuves d'une grande diversité biologique. La présence de l'ours brun en Vaucluse est avérée jusqu'au XXe siècle.

#### Les trompettes du Ventoux
Une grande quantité de fragments de poteries a été mise au jour au sommet du mont Ventoux, lors du creusement des fondations de l'observatoire météorologique. Une reconstitution a permis d'identifier des embouchures, des pavillons et des formes semi-circulaires et de déterminer que ceux-ci provenaient de trompettes en terre cuite. Le docteur Hyacinthe Chobaud, qui a rendu compte de cette découverte et en a fait la description, explique que ce dépôt votif a été fait par une antique civilisation pastorale pour conjurer les effets du « maître vent », surnom donné au mistral en Provence. Il note que ces trompettes possédaient deux anses trouées leur permettant de glisser une lanière pour être portées à l'épaule. C'est la première trace d'une occupation humaine temporaire du sommet du Ventoux.

### Moyen Âge

Itinéraire probable suivi par Pétrarque lors de son ascension du mont Ventoux, le 26 avril 1336.

La première ascension relatée serait celle entreprise le 26 avril 1336 par le poète humaniste italien Pétrarque, qui décrit le panorama extraordinaire offert depuis le sommet. Cependant, la lettre du récit, probablement antidatée, n'aurait été écrite qu'en 1352 ou 1353, et la date aurait été choisie symboliquement. En effet, le 26 avril du calendrier julien correspond au 9 mai du calendrier grégorien et, au XIVe siècle, l'Europe est au début du petit âge glaciaire, ce qui fait que le mont Ventoux était certainement encore enneigé. Par ailleurs, il semblerait que Pétrarque ait été devancé au sommet quelques années auparavant, vers 1334, par le philosophe français Jean Buridan,,. Pétrarque raconte en outre avoir rencontré un vieux pâtre « vers le milieu de la montagne » qui lui dit avoir déjà fait pareille chose cinquante années plus tôt.

### Renaissance

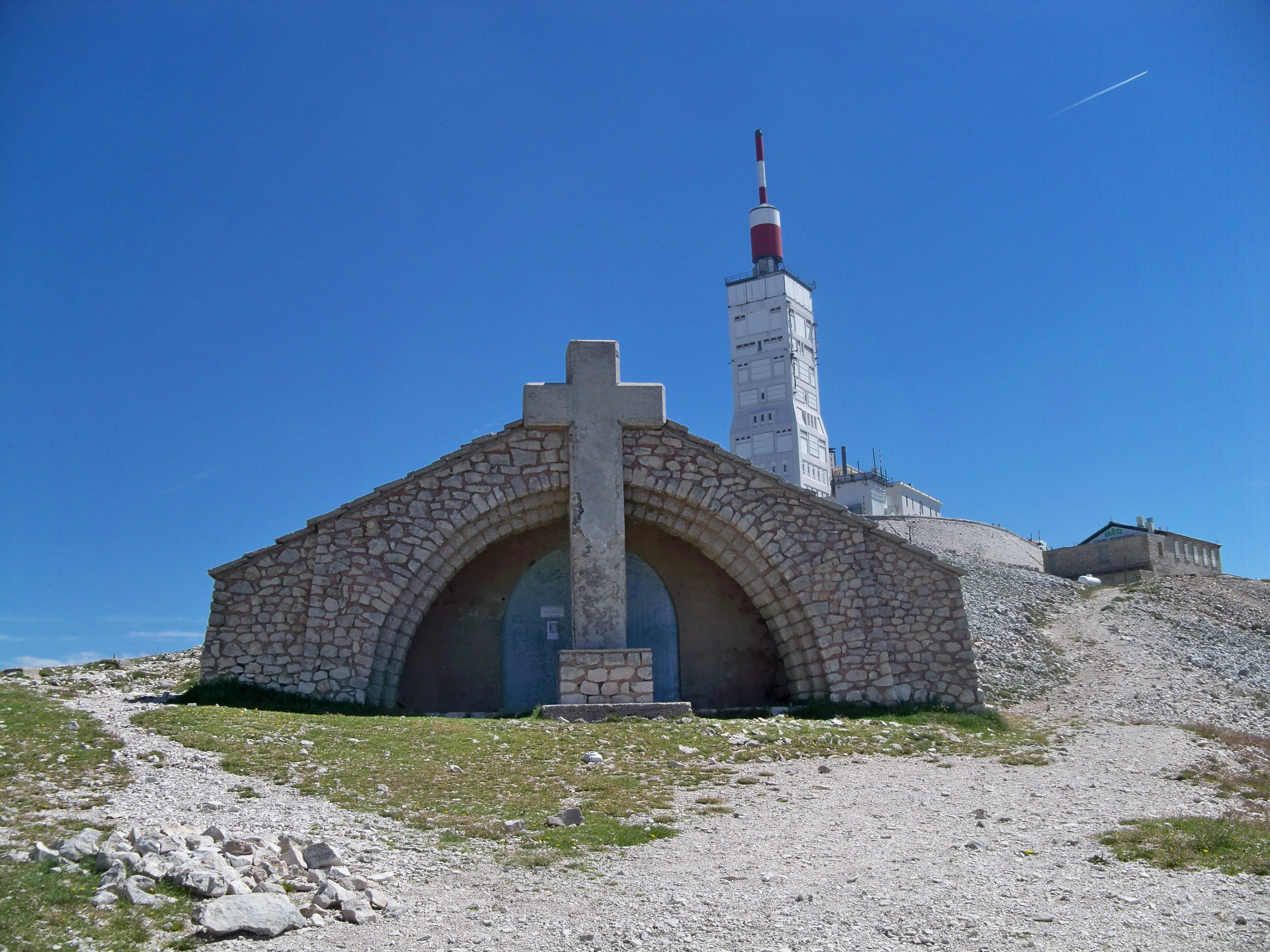
Chapelle Sainte Croix.

Au XVe siècle, une chapelle dédiée à la Sainte-Croix est construite au sommet sur décision de Pierre Valétariis, évêque de Carpentras et neveu du pape Sixte IV. À la fin du XVIe siècle, à la suite des guerres de religion, il n'en reste plus que l'abside. César de Vervins, prêtre et chanoine théologal du chapitre métropolitain d'Avignon, la fait reconstruire et, par testament du 12 novembre 1701, laisse une rente de douze livres pour son entretien.
Cette chapelle, sans doute pour sa difficulté d'accès, sert de lieu de pèlerinage pour invoquer la protection divine contre la peste, comme en 1518. Pour fuir le « mal contagieux », les consuls d'Avignon se réfugient à Montfavet. En ce lieu, le Conseil de Ville, lors de sa séance du mois de juin, mandate Joachin de Saze, consul, et Baudichon Falcon, « courrier de la ville », pour aller brûler un cierge à la Sainte-Croix. Toujours debout à la fin XIXe siècle, la chapelle sert d'abri lors de la construction du premier observatoire. Abandonnée au milieu du XXe siècle, elle est rasée. Elle est maintenant remplacée par une chapelle moderne qui a été inaugurée le 1er juillet 1956.

### Période moderne

#### Déforestation et reboisement

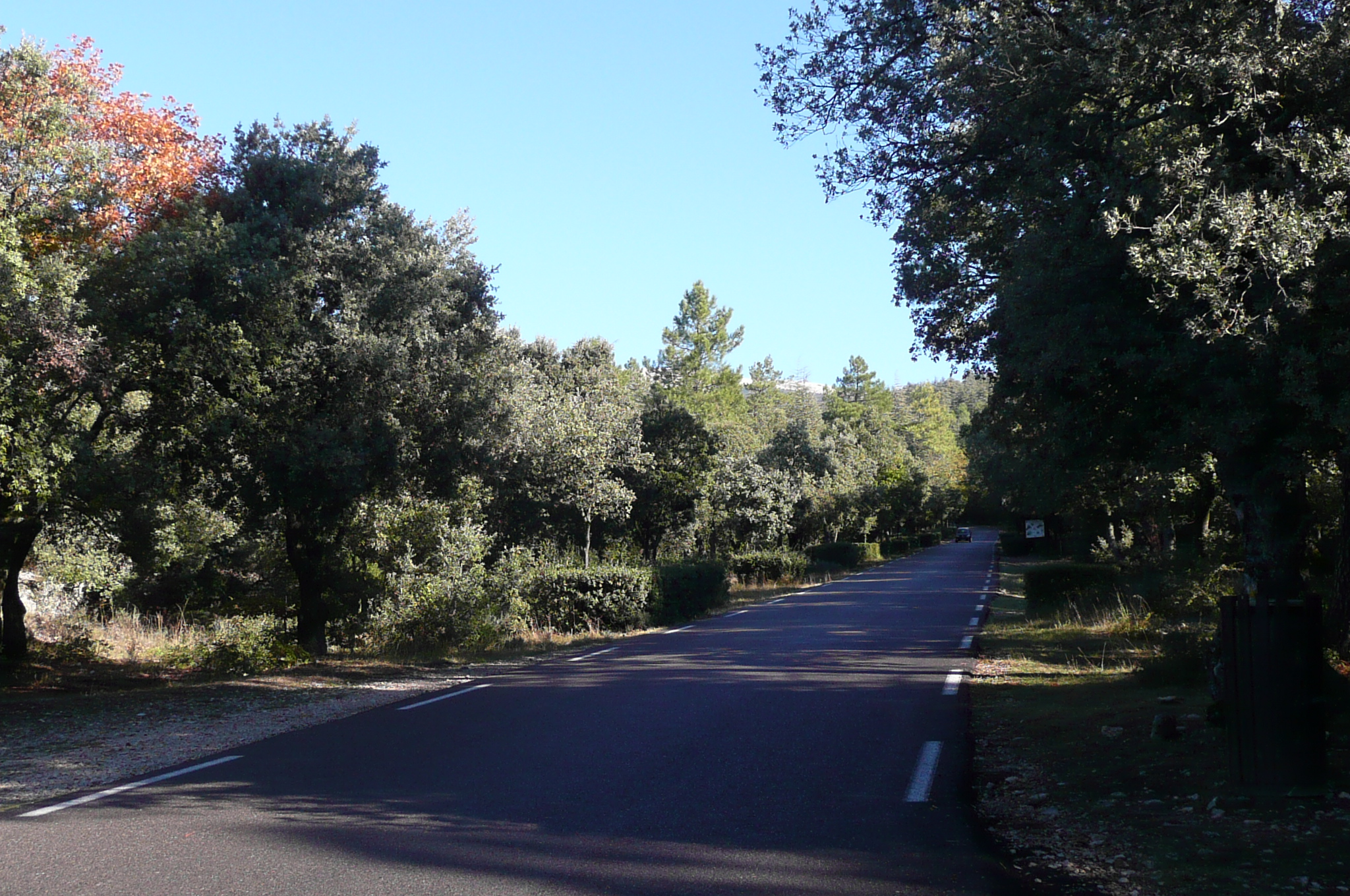
Reboisement du massif le long de la route au départ de Bédoin.

Si le reboisement du Ventoux est considéré comme une réussite exemplaire, c'est que la montagne a été pendant des siècles l'objet d'une déforestation intense. Les chantiers navals de Toulon, dès le XIIe siècle, utilisent les arbres qui poussent sur ses pentes. Cette ponction est aggravée, dès le 1er janvier 1250, par la généreuse donation faite par Barral des Baux, seigneur de Bédoin. Il cède, en pleine propriété, la montagne à la communauté des villageois. Cette cession va se révéler, au cours des siècles, une catastrophe pour la forêt.
Surexploitée par des coupes claires afin de permettre la pâture des troupeaux de moutons, seuls restent boisés au XIXe siècle les lieux inaccessibles de l'ubac, comme le Contrat et les Serres Gros. Une première prise de conscience pour un nécessaire reboisement a lieu en 1840 au niveau municipal. Mais le maire est mis en minorité par ses conseillers, généralement gros propriétaires de troupeaux.
Il faut attendre 1858, pour que Jean-Charles Eyraud, le nouveau maire, avec l'aide de François Tichadou, inspecteur des Eaux et Forêts, dans le cadre de vastes travaux appelés « restauration des terrains de montagne », retourne la situation. Les deux hommes proposent de planter massivement des chênes truffiers, ce qui est accepté dans l'enthousiasme. Aussi, entre 1860 et 1890, les nouvelles truffières de Bédoin approvisionnent-elles le marché de Carpentras et assoient-elles la réputation des truffes du Ventoux.
Des essences locales sont aussi utilisées, notamment le hêtre, le pin sylvestre, mais aussi des espèces exotiques comme le pin noir d'Autriche qui s'acclimatent très bien. Mais l'essence la plus importante du second volet du reboisement est le cèdre de l'Atlas dont l'implantation va constituer la première cédraie de France. Ensemencée entre 1862 et 1865, à partir de cônes importés de l'Atlas algérien, elle couvre 60 hectares entre 800 et 1 000 mètres d'altitude.
Pour reconstituer la forêt, et en particulier la cédraie, de nouvelles plantations sont effectuées à partir de 1922. Cette essence couvre aujourd'hui 2 000 hectares et se régénère naturellement grâce à la dissémination des graines par le vent. Depuis, entre Sault et le chalet Reynard, de nouvelles espèces de sapins ont été acclimatées, dont le sapin de Céphalonie, le sapin de Nordmann et le sapin d'Andalousie. Elles participent à la grande diversité des essences du massif.
Avec la signature de l'armistice par le maréchal Pétain — chef de l'État français — avec l'occupant allemand, cette politique de reboisement est remise en cause en raison des restrictions qui s'ensuivent. Le massif redevient une zone intense d'exploitation forestière pour fournir en bois les gazogènes.

#### Charbonnières du Ventoux

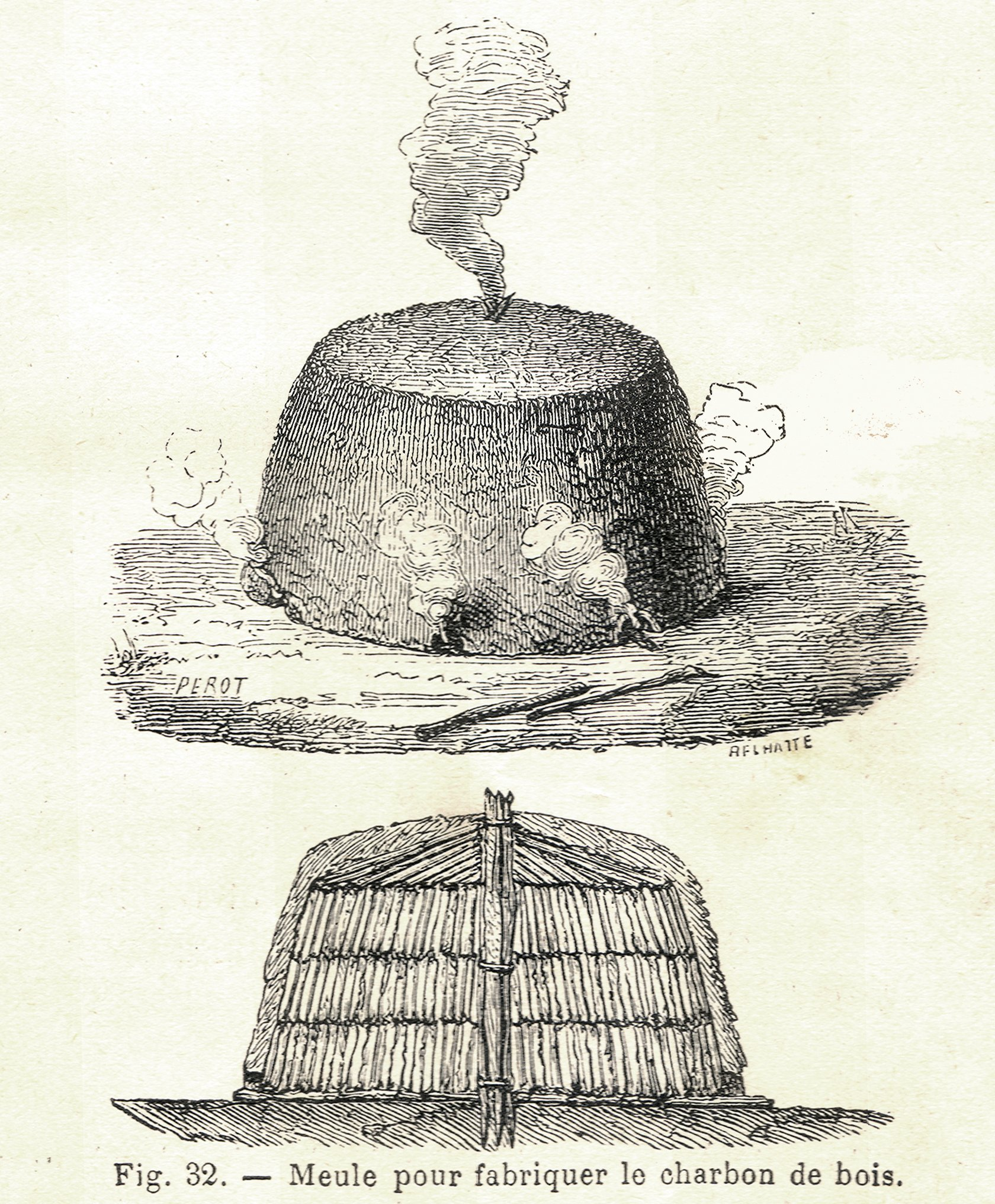
Charbonnière.

Au même niveau que le pastoralisme, la production de charbon de bois, une activité traditionnelle, a largement participé au déboisement. Les charbonniers se sont installés dans le massif dès le Moyen Âge. Leur activité est telle, qu'en 1549, les États du Comtat s'alarment du déboisement. Cette pratique étant généralisée en France, une ordonnance royale tente d'y mettre fin en 1635. Elle n'a aucun effet dans le Comtat Venaissin. Le résultat attendu de cette surexploitation arrive en 1838 : il ne reste plus un seul arbre sur les pentes du Ventoux entre 500 et 1 000 mètres d'altitude. Les charbonniers désertent le secteur et s'en vont travailler dans les monts de Vaucluse.
Pour construire une meule ou charbonnière, il fallait utiliser entre 10 et 50 tonnes de bois, provenant essentiellement du hêtre et du chêne blanc ou vert. Leurs troncs étaient étagés autour d'une cheminée centrale et cette demi-sphère recouverte de terre humide et de feuillage pour en assurer l'étanchéité. La combustion était maîtrisée par le charbonnier grâce au percement de « trous d'évent » dans le revêtement terreux. Au bout de quelques jours avait lieu le défournement, cinq tonnes de bois avaient fourni une tonne de charbon.
La reconstitution d'une charbonnière a été réalisée sur le territoire de la commune de Villes-sur-Auzon et, au sud du hameau de La Gabelle, un sentier-découverte permet de visiter une vingtaine de plateformes utilisées jadis par les charbonniers.

#### Glacières du Ventoux
Au XVIIe siècle, la fabrication par accumulation et tassement de neige dans des cavités et l'exploitation des cubes de glace transformée durant l'été est une activité importante permettant, entre autres choses, la fabrication des sorbets ou la conservation des cadavres. Ce commerce, contrôlé par les vice-légats pontificaux, s'étend jusqu'à Avignon, Marseille et Montpellier.
En 1724, l'historien Joseph Fornery indique que ce sont les habitants de Bédoin, durant l'hiver, qui font des magasins de neige dans la montagne pour en faire ensuite un commerce considérable. Bien que sur le versant septentrional se retrouve la « combe de la Glacière », c'est sur le versant méridional que cette pratique est la plus répandue grâce à la facilité du transport vers la plaine comtadine. La technique de production reste connue. Durant tout l'hiver, des hommes chaudement vêtus de peaux de bête partent à dos de mulet, entre la combe Fiole et le combe du Grand Clos, pour entasser de la neige fraîche dans des fossés préparés à l'avance puis la recouvrent de branchages et de feuilles afin de la conserver.
Quelques textes provenant de la comptabilité des « fermiers de la glace » donnent une idée de la production. En 1719, ce sont 22 tonnes qui parviennent à Montpellier, soit, avec une perte estimée à 50 %, 45 tonnes qui sont parties du Ventoux. Vers la fin du XVIIIe siècle, les fermiers reçoivent 6 000 livres pour leurs livraisons, ce qui correspond à la vente de 1 500 tonnes de glace.
Entre 1707 et 1716, ce sont surtout Carpentras, Avignon, Orange et Arles qui passent des contrats avec les fermiers. Plus ponctuellement apparaissent Nîmes et Montpellier. La livraison s'effectue de nuit avec halte le jour, la neige pilée étant alors entreposée et tassée dans des glacières locales. Les charrois mettent une nuit pour atteindre Carpentras ou Avignon, deux nuits pour Nîmes et trois nuits pour Montpellier. Ce commerce va perdurer jusqu'à la fin du XIXe siècle, la commune de Bédoin comptant alors neuf conserves de neige d'environ 25 m3,. L'apparition de la glace artificielle en 1890 met un terme à ce trafic.

#### Premières ascensions scientifiques
Le 25 juin 1711, le Père Antoine-Jean Laval effectue l'ascension de nuit dans le but de connaître la situation géographique du sommet et d'effectuer des observations astronomiques. Il publie ses résultats dans le Journal de Trévoux de mai 1714. Quant à Michel Darluc, médecin à Aix-en-Provence, en compagnie de son confrère le docteur Gavot, il fait l'ascension le 28 juin 1778 pour des études botaniques et géographiques. Parti de Sault, à dos de mulet, il rejoint Bédoin par le col des Abeilles, puis arrive au sommet où il fait toute une série d'observations et de mesures barométriques et thermométriques. Il publie ses résultats, en 1782, dans Histoire naturelle de la Provence, contenant ce qu'il y a de plus remarquable dans les règnes végétal, minéral, animal et géoponique.
Toujours en 1711, Antoine de Jussieu, jeune botaniste de 25 ans, surintendant du Jardin du roi, entreprend le même périple avec l'intention de recenser la flore. Parti à pied de Beaumont-d'Orange, il herborise au mont Serein, descend ensuite à Bédoin pour envoyer à Paris une pleine caisse de plantes, puis repart pour Sault. Là, il est contraint et forcé de faire une halte afin d'acheter une paire de chaussures. Puis, il reprend la route pour rejoindre Sisteron par la vallée du riou de Jabron.
Un peu plus tard, en 1775, le docteur Jean-Claude Pancin, professeur de botanique à l'université d'Avignon, réalise plusieurs ascensions pour enrichir son herbier et dresse le premier catalogue de la faune du Ventoux.
En 1823, l'ingénieur-géographe Joseph Delcros mesure la hauteur du sommet à 1 911 m, ce qui permet de rectifier les anciennes valeurs souvent bien différentes de la réalité. Malgré les mesures de Delcros, plusieurs années après, certains ouvrages continuent de présenter des valeurs largement au-delà ou en deçà. Parmi ces valeurs, celle de 1 000 toises, soit une étendue naturelle d'environ 1 800 mètres, ce qui le rapprochait ainsi de la valeur théorique du mont Olympe, mais reste en fait bien en dessous de la réalité. D'autres ont même abaissé cette valeur à 958 toises soit une étendue naturelle d'environ 1 724 mètres seulement, résultat d'un problème dans la technique de mesure par observations barométriques.
Mais ce sont surtout des botanistes et des entomologistes que la montagne passionne. Ainsi, durant toute la fin du XIXe siècle, Jean-Henri Fabre s'intéresse à la flore et aux insectes du Ventoux, emmenant avec lui, durant ses expéditions, plusieurs scientifiques.

#### Premières ascensions touristiques
La première véritable excursionniste est Amélie de Sade, marquise de Montbrun. De 1783 à 1788 en compagnie de l'abbé Jean-Antoine Constantin, curé d'Aurel, elle fait plusieurs expéditions qui la conduisent au sommet du Ventoux.
En août 1783, le curé botaniste narre à Esprit Calvet, l'ascension nocturne à laquelle a participé le chevalier Robert de Lamanon et lui indique qu'il a eu le plaisir, lors du retour, d'entendre « Madame de Sade conférer avec Monsieur de Lamanon d'histoire naturelle ».
Au cours de l'automne 1844, Agricol Perdiguier et deux de ses compagnons, dont un dénommé Vidal, décident d'entreprendre le « voyage au Mont Ventoux ». Ils montent par le chemin des pèlerins et arrivent à la chapelle Sainte-Croix. Surpris par un orage, ils descendent en urgence et Vidal se blesse grièvement dans une chute.
Théodore Aubanel, Pierre Grivolas et Frédéric Mistral entreprennent l'expédition de nuit un jour de septembre de la seconde moitié du XIXe siècle pour assister au lever du soleil à son sommet. Ce dernier relate cet évènement en ces mots : « Nous vîmes le soleil surgir, tel un superbe roi de gloire, entre les cimes éblouissantes des Alpes couvertes de neige ».
Eugène Barrème, un Aixois, directeur de la Revue Sextienne, en 1878, décide avec un groupe d'amis de se lancer à l'assaut du Ventoux. Ils le font savoir et lors de la traversée de Carpentras « ils sont applaudis, couverts de vivats et sur le point d'être portés en triomphe ». Ils font étape à Sault et entreprennent la montée par la voie la moins raide. Arrivés au sommet, ils sont pris dans un violent orage et le directeur de la revue en donna une description qui plût à ses lecteurs :

« Quelle plume pourrait décrire cette lutte terrible des éléments ligués contre le Ventoux ? De tous côtés, à nos pieds même, des éclairs jaillissent, zébrent le brouillard et l'illuminent de leur clarté blafarde. »

#### Observatoire du Ventoux

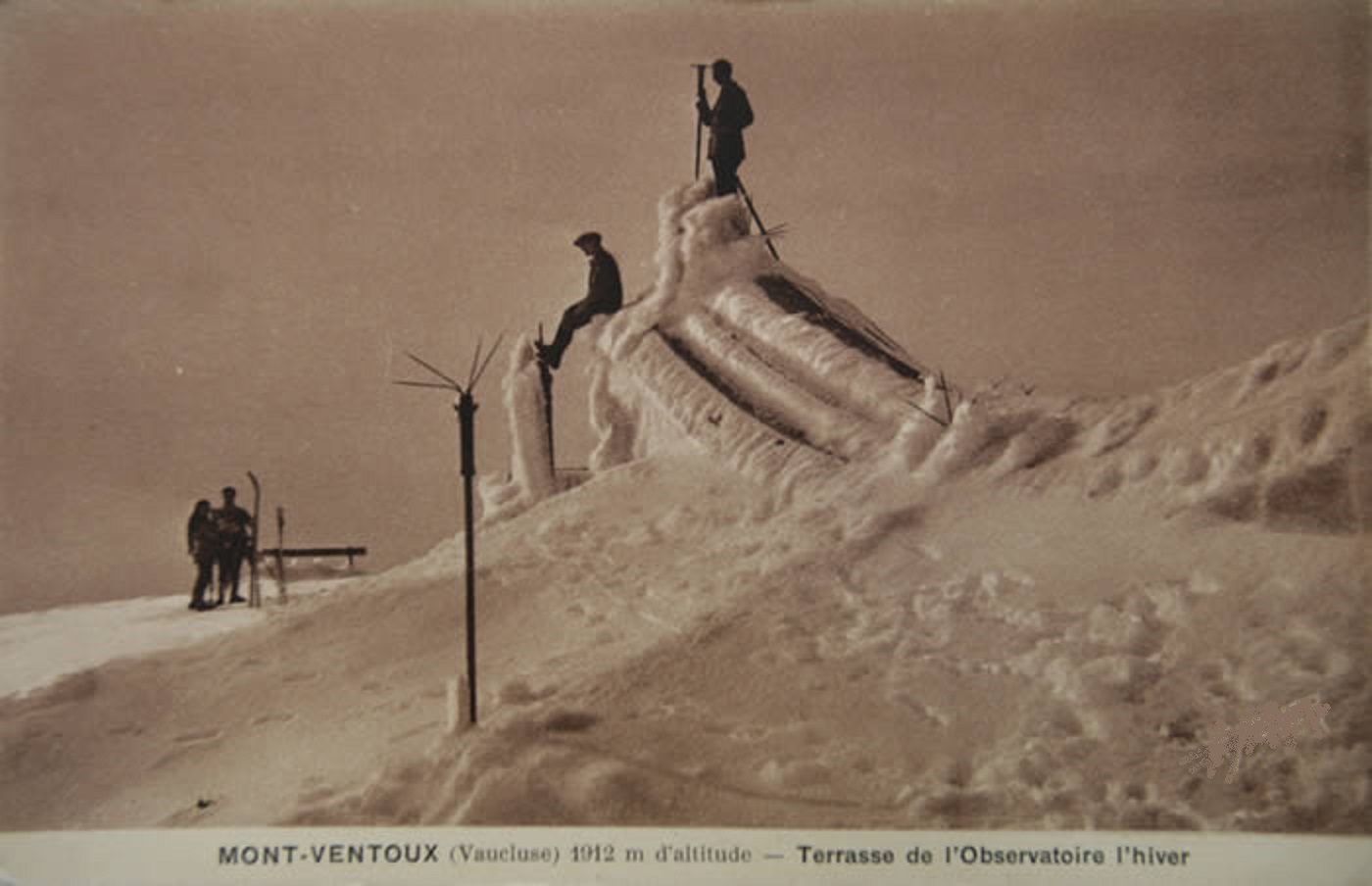
Terrasse de l'observatoire dans les années 1930.

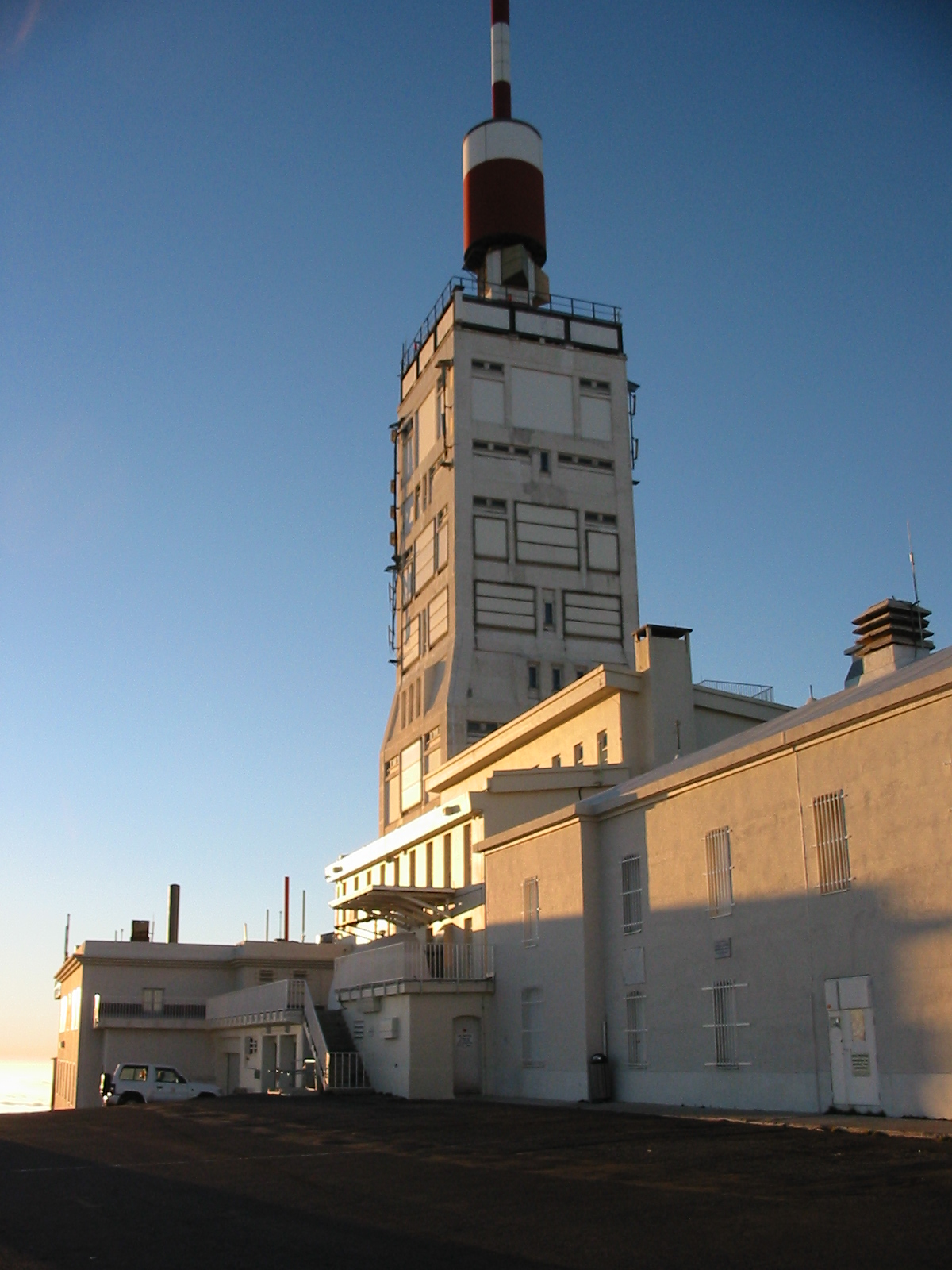
La tour de l'Observatoire située au sommet du mont Ventoux.

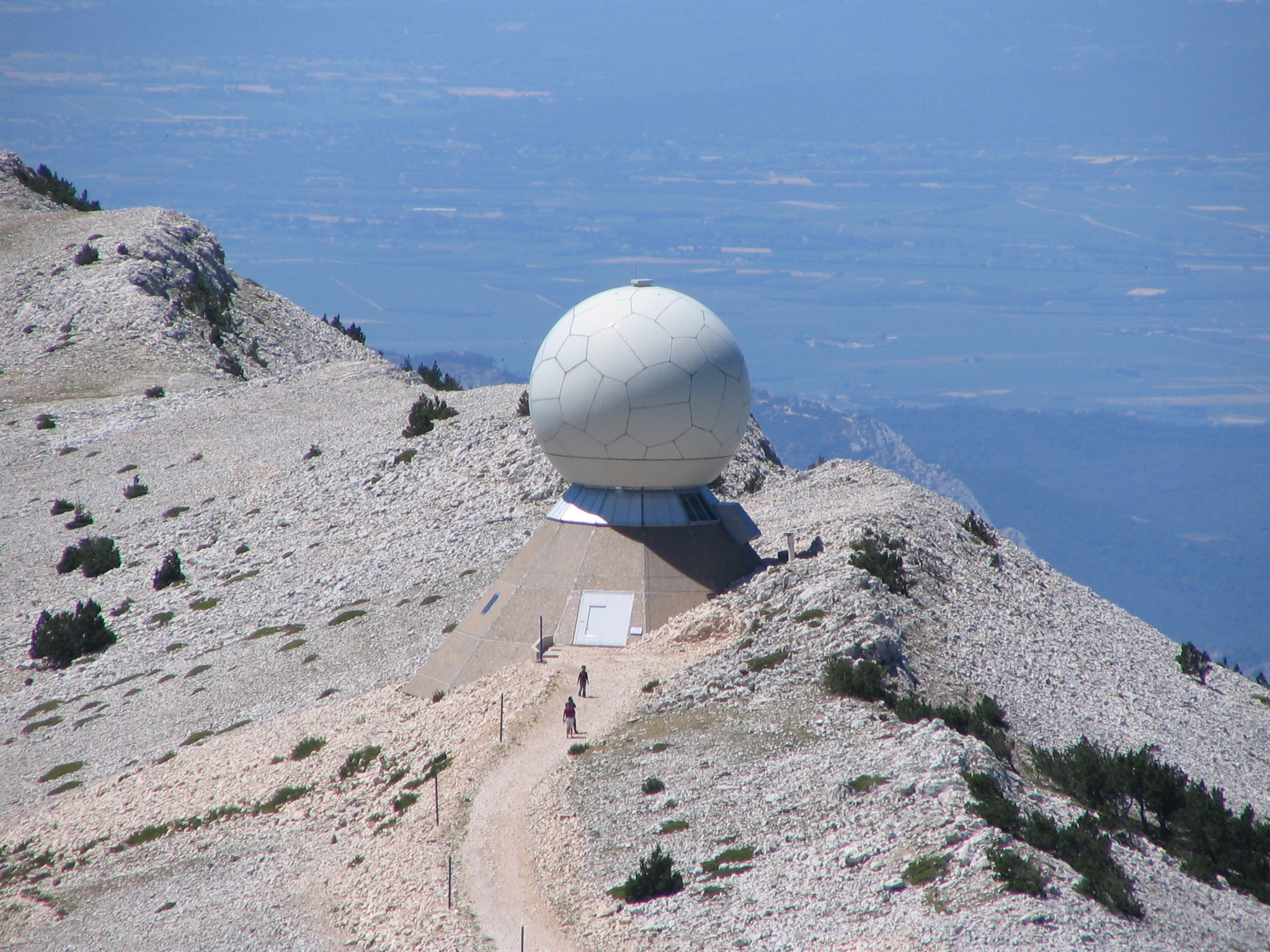
Le radôme pour le contrôle aérien.

Depuis 1882, on trouve au mont Ventoux un observatoire de la météorologie nationale qui a été construit selon les plans de l'ingénieur Henri Bouvier (1828-1898). Cet observatoire cesse son activité au début de la Première Guerre mondiale. Puis un nouveau service météorologique est installé jusqu'au 1er juillet 1968, date à laquelle il rejoint ses nouveaux locaux à Carpentras-Serres. Depuis juillet 2016, le Syndicat mixte d'aménagement et d'équipement du mont Ventoux, autour du projet de parc naturel régional du Mont-Ventoux, et l'association Infoclimat ont de nouveau rendu possible l'observation météorologique, grâce à l'installation de capteurs modernes sur la tour de télécommunications Orange,.
Le bâtiment principal, avec sa tour de 42 mètres de hauteur surmontée d'une antenne de 20 mètres, a été édifié en 1966. Il est actuellement affecté à la base aérienne 115 Orange-Caritat. Un émetteur de télévision, d'une puissance de 195 kW et dont le signal est si puissant qu'on peut le recevoir à plus de 90 kilomètres à la ronde, a été construit à son sommet dans les années 1960, utilisant un pylône de 50 mètres. Depuis le 31 mars 2007, cet émetteur diffuse la TNT.
Le radôme, installé en 1995 sur l'arête occidentale par la direction générale de l'Aviation civile, protège un radar qui assure avec dix-neuf autres stations la sécurité de l'espace aérien. Au début du XXIe siècle, dans un abri souterrain au col des Tempêtes, a été mis hors-service le réseau de transmission hertzien affecté aux missiles de la force stratégique du plateau d'Albion. Aujourd'hui le sommet du Ventoux est désigné sous le nom de l'observatoire : « Je suis allé jusqu'à l'observatoire » signifiant avoir atteint le sommet.

### Période contemporaine

#### Maquis Ventoux
Le Maquis Ventoux, appartenant au réseau désigné sous le nom de code R2, est au cours de la Seconde Guerre mondiale l'un des plus importants maquis de Provence. Il le doit d'abord à la position stratégique du massif dans la vallée du Rhône puis au nombre de réfractaires s'y étant réfugiés entre 1939 et 1940 ainsi qu'à l'accueil de la population sur place.
Le 8 septembre 1943, la capitulation de l'Italie fasciste amène le retrait de Provence de sa IVe Armée. Celle-ci laisse la place à la Wehrmacht. Sa première attaque contre le Maquis Ventoux a lieu le 20 novembre, au sud du château de Javon et elle est menée par des commandos de la Division Brandenburg. Face à ces forces motorisées, les effectifs du maquis subissent de lourdes pertes.
Le débarquement de Provence a lieu le 15 août 1944 et le 18 août le Maquis Ventoux entre en contact avec une patrouille de reconnaissance américaine à Banon. Un plan d'action est décidé et à partir du 20 août, par leurs accrochages à Bédoin, au Barroux, à Mollans et à Saint-Jean-de-Sault, les maquisards réussissent à retarder ou à bloquer la retraite des colonnes allemandes. Les missions du Maquis Ventoux prennent fin après la libération de Vaison-la-Romaine par les troupes alliées le 26 août.

#### Exploits sportifs

##### Courses à pied
La première est organisée en 1908 par l'Union sportive de Carpentras. Ce « Marathon du Ventoux » est remporté par le carpentrassien Joyerot. Pendant sept décennies, cette épreuve subit une éclipse. Elle est relancée le 14 septembre 1974 par le club d'athlétisme de l'Union Sault/Apt - Luberon/Ventoux. Pierre Liardet, originaire de Sault, parcourt les 26 km de la montée en 1 heure 39 minutes et 9 secondes. En 1988 et 1989, la ville de Bédoin propose une troisième et quatrième édition, la course se déroulant sur 21,600 km. Le record est établi par Aimé Arnaud en 1 heure et 35 minutes.

##### Atterrissage en avion
Le 7 août 1921, jour de course automobile, Gustave Daladier, pour la première fois, pose son avion sur un petit plateau au col des Tempêtes.

##### Montée avec un vélo sans selle
Julien Bouteille, un professeur à la retraite âgé de 70 ans, se lance sur la route du versant sud, le dimanche 14 octobre 1962 et fait l'ascension en 1 h 54 min 35 s. Arrivé au sommet, il réalise une descente à pied vers Malaucène en 1 h 19 min.

##### Ascension en triporteur
Avec son engin pesant 52 kg, le 3 juillet 1983, André Derve, de Valréas, réalise une montée par le versant nord en 4 h 3 min.

##### Course en roller
La première montée est réalisée en 2003 par Thibaut Dejean. Enthousiasmé, il fonde avec Cyril Abbas une section roller au sein du P.U.C.. L'année suivante, au cours du mois de juillet, des dizaines de passionnés les rejoignent pour le premier « Roller aventoux ». Christophe Martinet est vainqueur en 1 heure et 49 minutes. Ce record est battu de 2 minutes, lors de l'édition du 30 juillet 2006 par Benoît Gamba qui réalise une ascension à 14 km/h de moyenne.

##### Record de montée à vélo en24 heures
Il existe sous deux versions. Celui par le versant sud, avec 11 montées, appartient à Jean-Pascal Roux, de Bédoin, depuis le 17 mai 2005. Le précédent, avec 9 ascensions, appartenait à Jean-Michel Robert d'Avignon. Le second, sur le versant nord, est la propriété de Stéphane Rubio, un Picard, depuis le 24 septembre 2005 avec lui aussi 11 ascensions.

### Ventoux: frontière linguistique

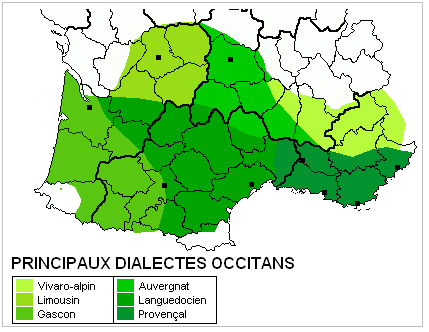
Le Ventoux et la montagne de Lure frontière entre deux variantes de l'occitan : le provençal et le vivaro-alpin.

Le Ventoux et la montagne de Lure marquent une frontière linguistique entre deux variétés de la langue occitane. Celle-ci traverse d'ailleurs toute la langue d'oc de la frontière italienne jusqu'à l'Atlantique. C'est une prononciation différentes du K et du G devant la voyelle A qui détermine ces deux grands ensembles linguistiques : le nord-occitan et le sud-occitan.
Le nord-occitan correspond aux parlers vivaro-alpin, auvergnat et limousin, le sud-occitan au provençal, languedocien et gascon. Le tableau ci-dessous montre quelques exemples de cette palatalisation dans le langage courant.
| Français | Sud-occitan | Nord-occitan |
| chanter  | cantar      | chantar      |
| chèvre   | cabra       | chabra       |
| coq      | gau         | jau          |
| charger  | cargar      | charjar      |

Ces différences de prononciation se retrouvent aujourd'hui essentiellement dans les toponymes. Sur les thèmes latins capra-, on trouve un Cabrières en Vaucluse, et un Chabrillan dans la Drôme ; campus-, donne un Campredon, quartier de L'Isle-sur-la-Sorgue, et un Champtercier dans le nord des Alpes-de-Haute-Provence ; canta-, Cantarel, à Avignon, et Chantemerle, dans la Drôme, et castrum- se décline en Castellane, dans le sud des Alpes-de-Haute-Provence, et Chastel-Arnaud, dans la Drôme. Sur un thème pré-latin garg- (pierre) a formé Gargas, en Vaucluse, et son équivalent Jarjayes, dans les Hautes-Alpes.

## Activités

### Agriculture et productions

#### Élevage ovin

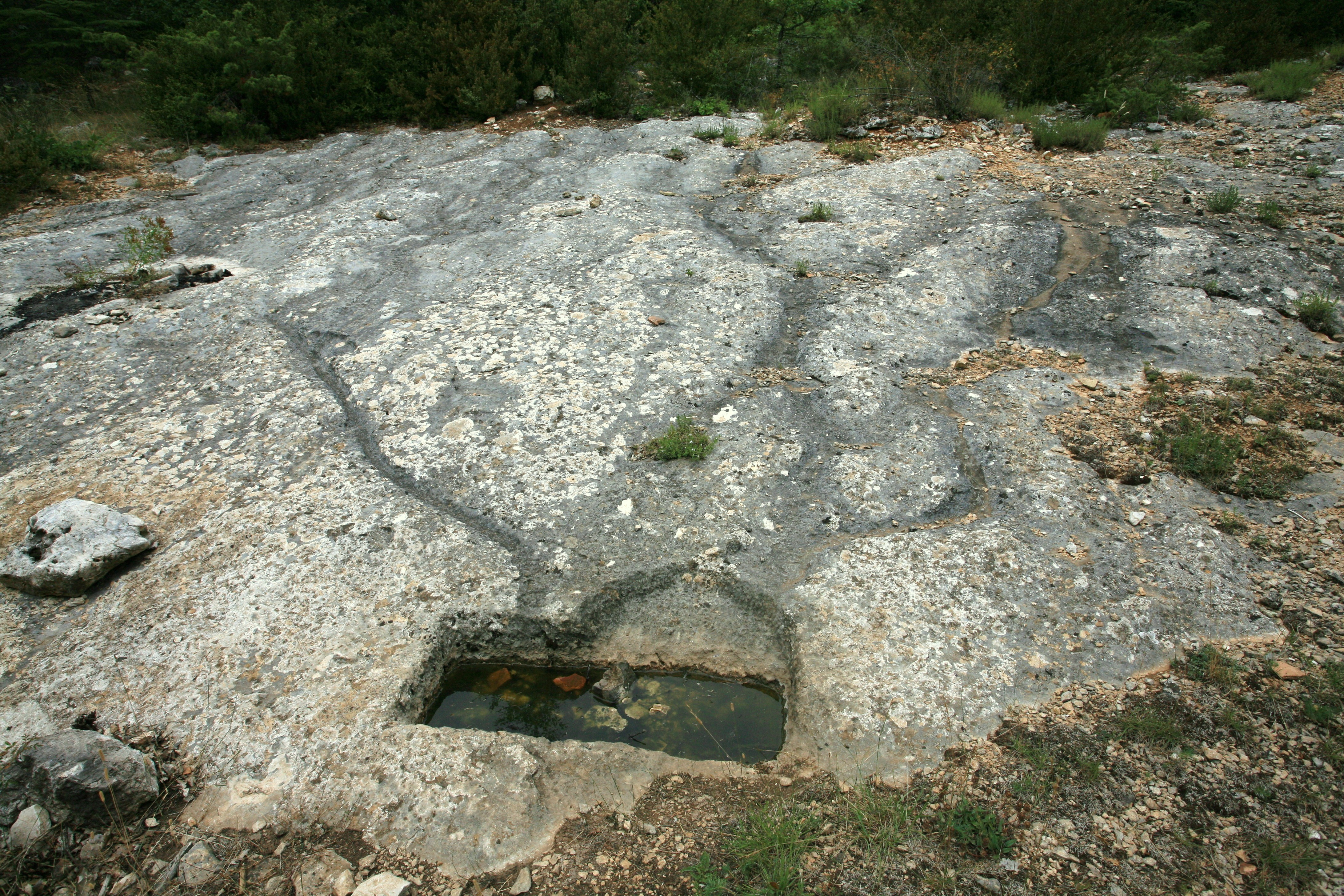
Aiguier sur le versant sud du Ventoux.

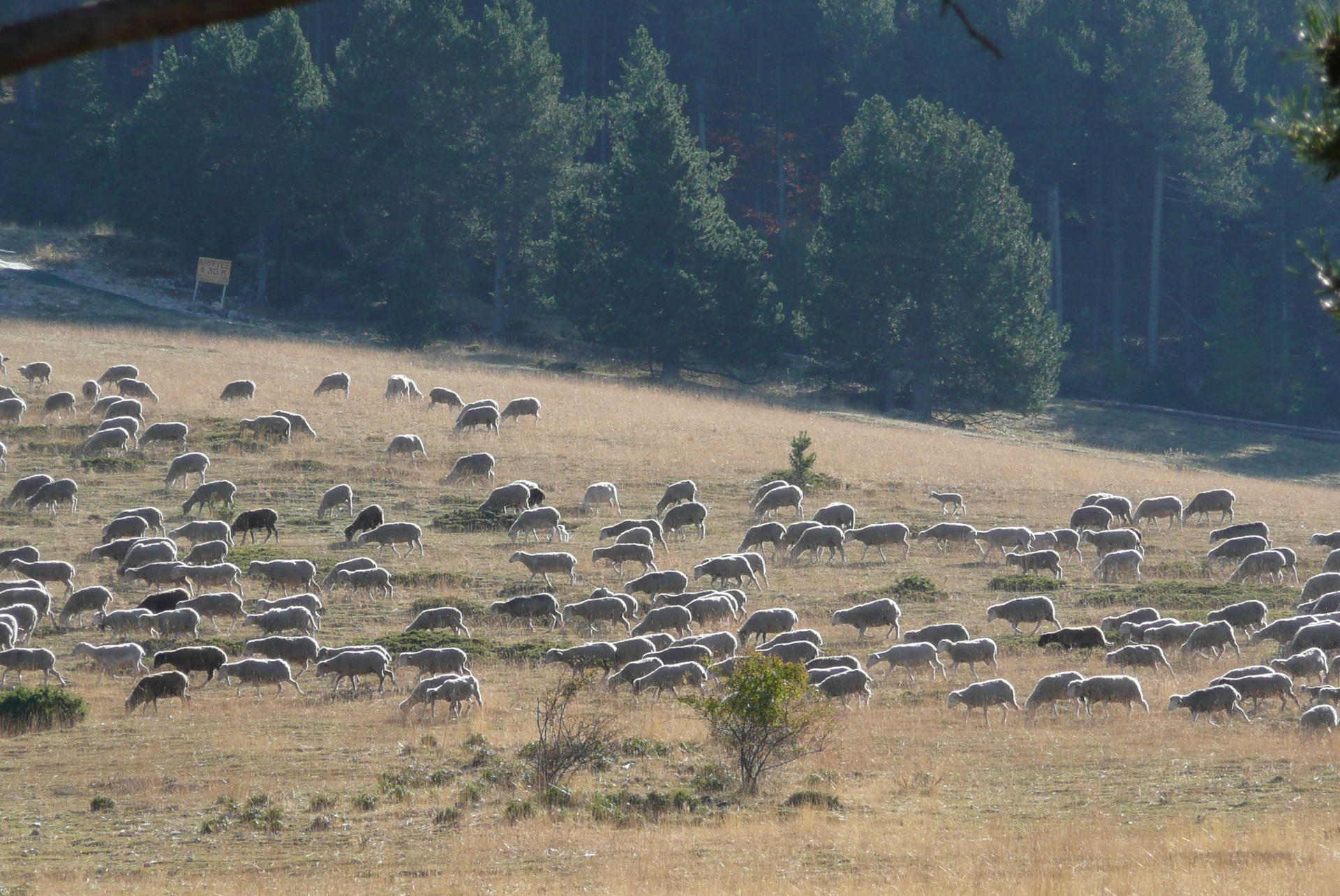
Troupeau de moutons à proximité du mont Serein.

L'élevage ovin est pratiqué sur les pentes du Ventoux depuis des millénaires. À tel point que dès la fin du Néolithique, le pastoralisme et son associé traditionnel le feu sont à l'origine du premier déboisement du massif. Datant de cette période, des vestiges de bergeries rupestres ont été identifiés dans la combe de Malaval. Les flancs de la montagne constituent un immense espace pastoral de 25 000 hectares. L'élevage du mouton a connu son premier grand essor au Moyen Âge et plus particulièrement au XIVe siècle au temps des papes d'Avignon. D'énormes troupeaux paissaient landes, sous-bois, terres après moisson ou en jachère. De nombreux jas en témoignent encore : jas des Melettes, jas de Couanche, jas de Perrache, jas des Landérots, jas de Pié Gros, jas de Baumasson, bergerie de l'Avocat au mont Serein, etc. Il en a été répertorié 60 à Bédoin, 20 à Flassan et 10 à Villes-Sur-Auzon avec les citernes et les aiguiers attenants. Ces jas étaient en pierres sèches et autrefois couverts de tuiles creuses.

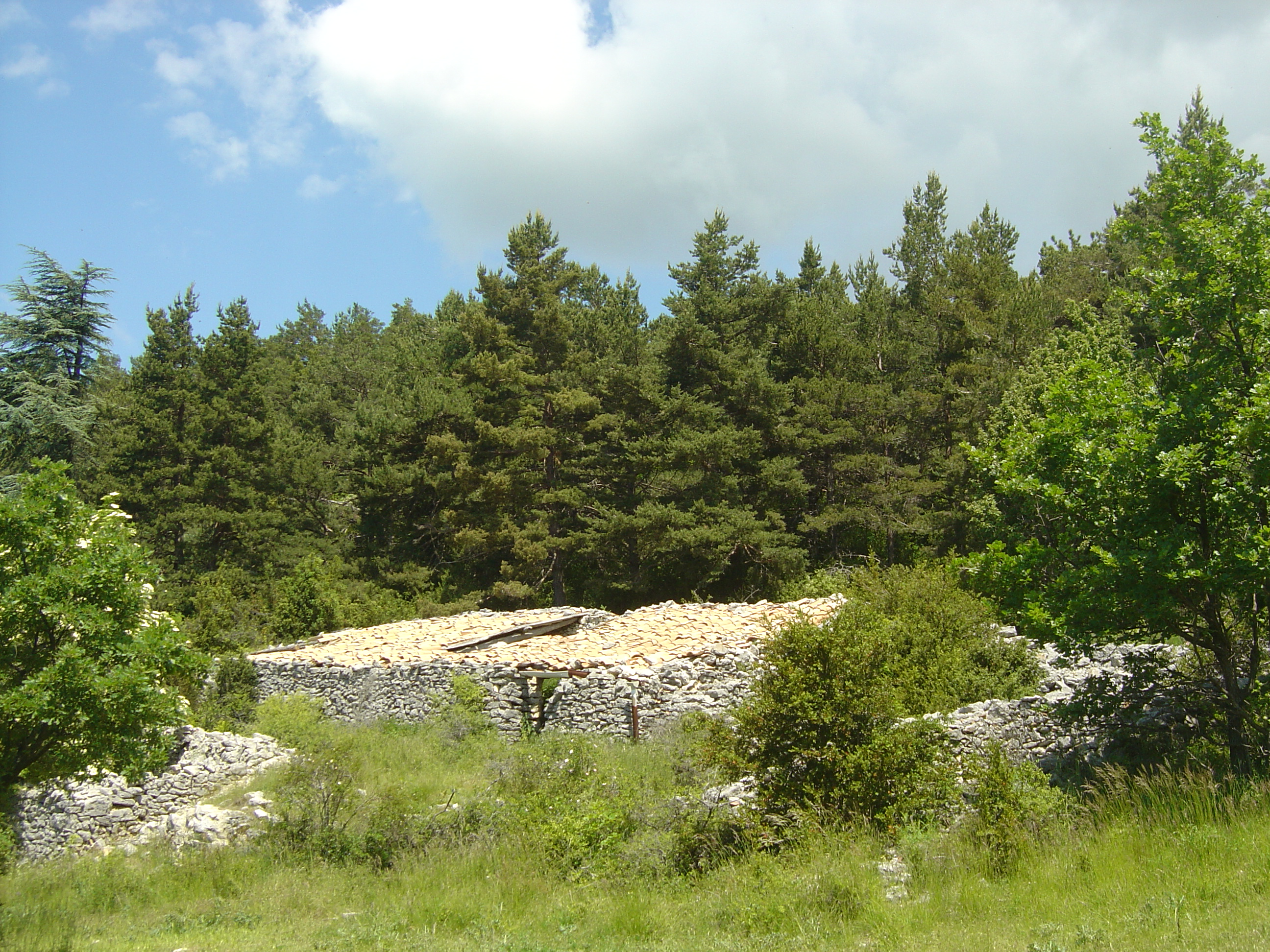
Le jas des Landérots (1 016 m) sur le sentier GR91B.
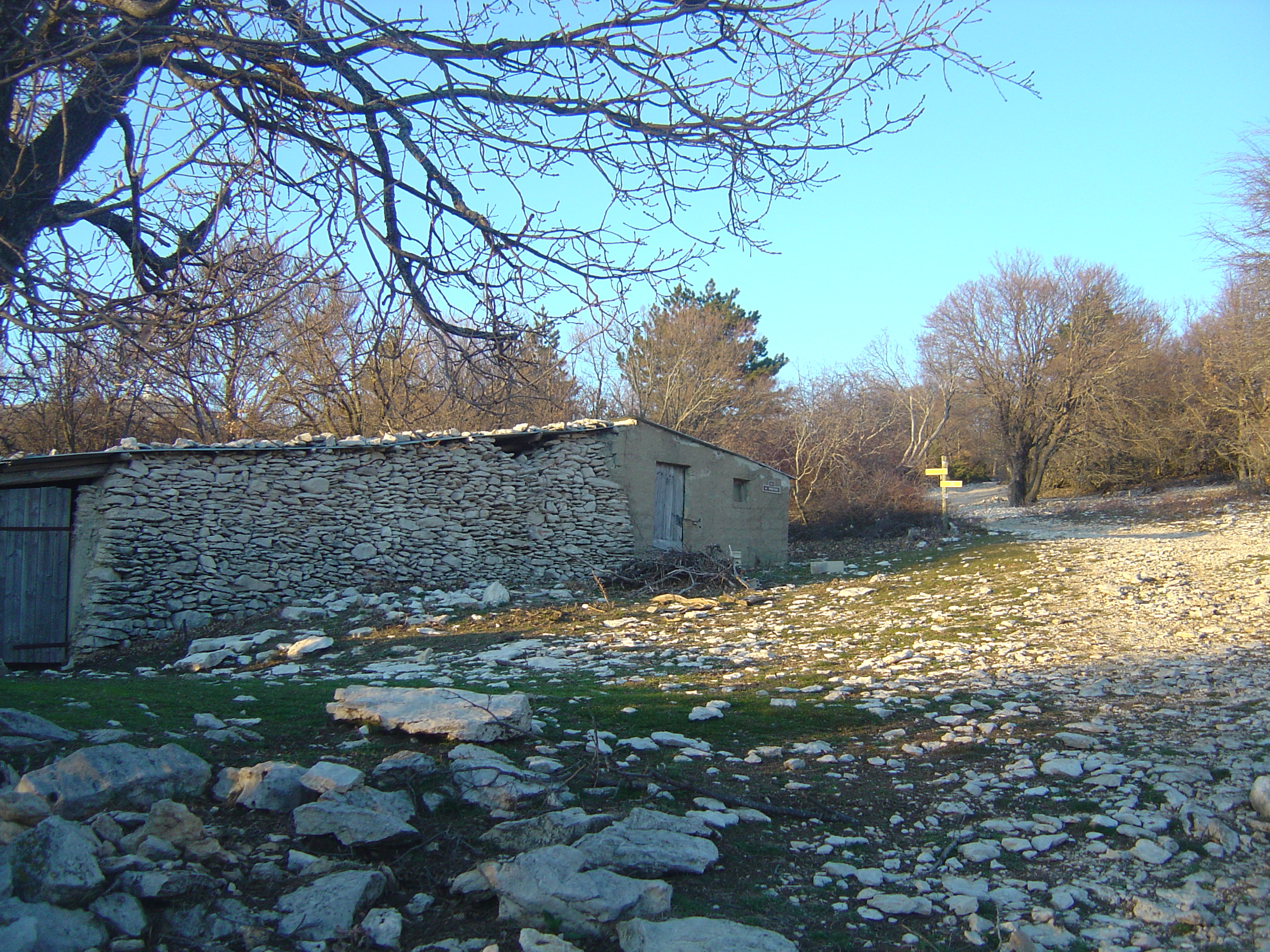
Le jas du Roussas (1 207 m).
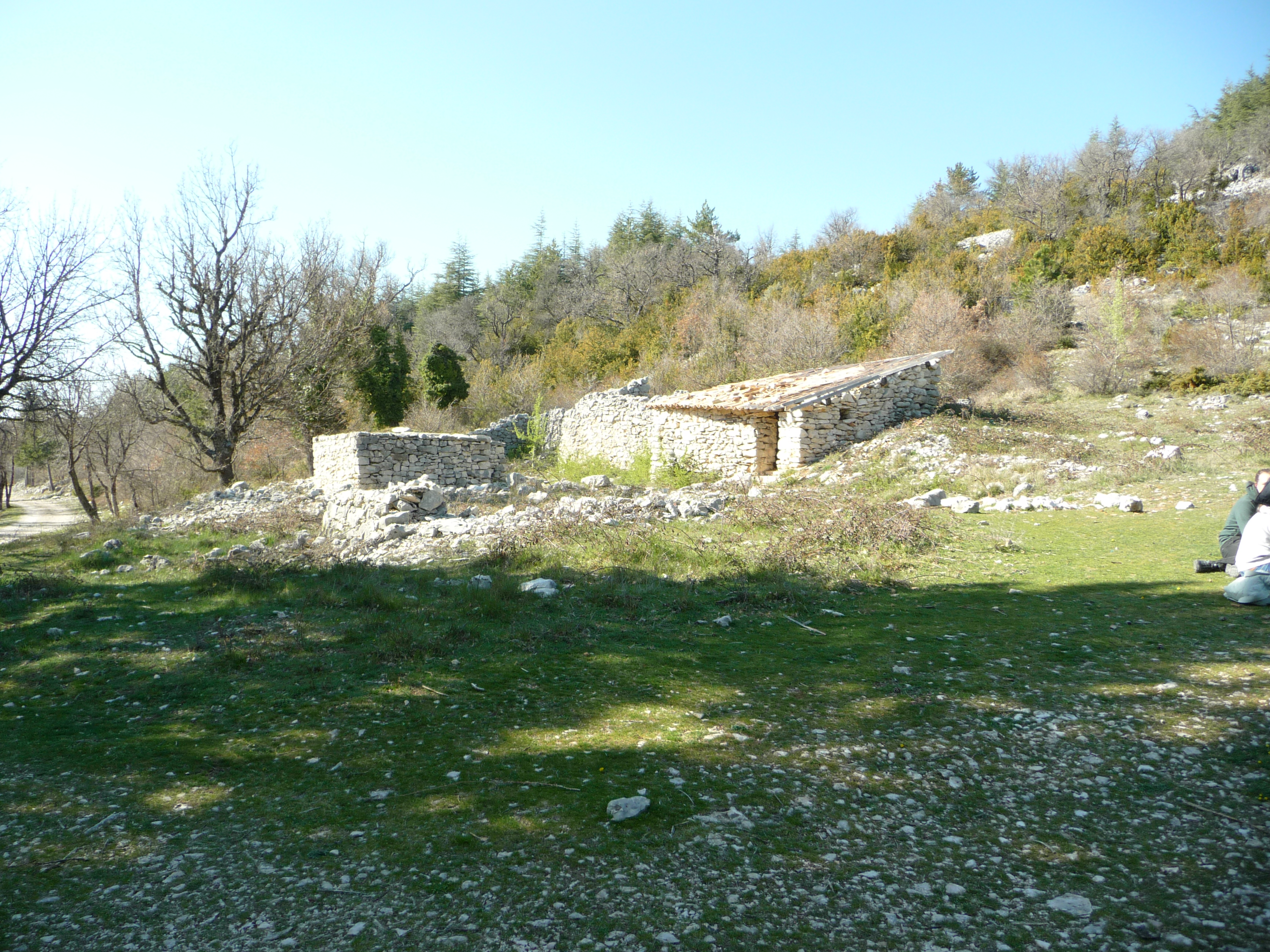
Le jas de Perrache (1 058 m).

Les premières estimations précises ne datent pourtant que du XIXe siècle. Le nombre d'ovins est alors estimé à 30 000 têtes. Ce cheptel subdivisé en petits troupeaux, ou trenteniers, est placé sous la garde de jeunes bergers dont un bon nombre sont issus des hospices d'Avignon et de Carpentras. Déjà les agneaux de la race locale « Préalpes du Sud » sont vendus aux foires annuelles de Sault.
Un net recul de cet élevage va résulter de la politique de reboisement qui va affecter la zone de pâturage à partir de 1 000 mètres d'altitude. Entre 1866 et 1929, ce sont la moitié des troupeaux qui disparaissent sur le versant sud et le versant nord n'a plus qu'un tiers à un quart de son cheptel initial. En 1970, on comptabilise encore 6 000 ovins disséminés en 70 troupeaux. En l'an 2000, le chiffre est resté identique mais avec seulement 28 troupeaux répartis sur les territoires des communes de Monieux, Sault, Aurel, Montbrun et Bédoin. À ce chiffre s'ajoute l'estive qui fait monter sur les pâturages du Ventoux entre 800 et 1 000 têtes en provenance de Sarrians et de Jonquières.
Le cachat ou « fort du Ventoux » est préparé à partir du lait de chèvre ou de brebis de ces troupeaux.

#### Apiculture
Si l'apiculture semble avoir été une activité traditionnelle dans le massif et le piémont du Ventoux, aucun texte n'y fait allusion avant le XVIIIe siècle. Le premier document est daté de 1777 : il s'agit d'une ordonnance prise par les consuls de Sault qui interdit de couper la lavande afin de sauvegarder les abeilles. Quant à Frédéric Mistral, dans son poème Calendau, édité en 1867, il narre les aventures de son héros descendant le long du Rocher du Cire pour aller récolter le miel des ruches sauvages. Quelques années plus tard, Félix Achard, l'archiviste départemental de Vaucluse, écrit dans le Républicain de Vaucluse, en août 1874, que les milliers de ruchers installés sur les pentes du Ventoux transforment celui-ci en mont Hymette. La production de miel, à la fin du XIXe siècle dans l'arrondissement de Carpentras, confirme cette impression puisqu'il y est récolté 35 tonnes par an.
Aujourd'hui cette activité se concentre essentiellement sur le plateau de Sault où l'on assiste en saison d'été à une véritable transhumance de ruches. Les apiculteurs y récoltent un miel « toutes fleurs » (thym, sarriette, romarin, sainfoin, etc.) et surtout le miel de lavande, entre fin juin et début août. Ces miels bénéficient d'une IGP « Miel de Provence » depuis 2005.

#### Cultures maraîchères et fruitières
De par la protection climatique que le mont Ventoux lui confère, la partie méridionale du Comtat Venaissin bénéficie d'un micro-climat favorable aux cultures maraichères et fruitières, mais le véritable essor de ces cultures s'est produit dans la seconde moitié du XIXe siècle grâce au développement du réseau d'irrigation à partir des eaux de la Durance et des Sorgues par le canal de Carpentras et à la construction du premier chemin de fer reliant Paris à la Méditerranée, ce qui a valu à la région son surnom de « jardin de la France ».
Parmi les fruits et légumes les plus cultivés aujourd'hui figurent la cerise des coteaux de Vaucluse, la fraise (connue sous le nom de fraise de Carpentras), le melon, l'abricot, les asperges et bien sûr le raisin de table. L'ancienne variété emblématique de raisin blanc gros vert du Ventoux est aujourd'hui abandonnée au profit du raisin noir qui fut commercialisé sous le nom de muscat de Hambourg, du nom de la variété de vigne importée d'Italie au XVe siècle dont il est issu, et qui bénéficie depuis 1997 de l'AOC muscat du Ventoux.

#### Vignes: AOC Ventoux, raisin de table et pépinière viticole

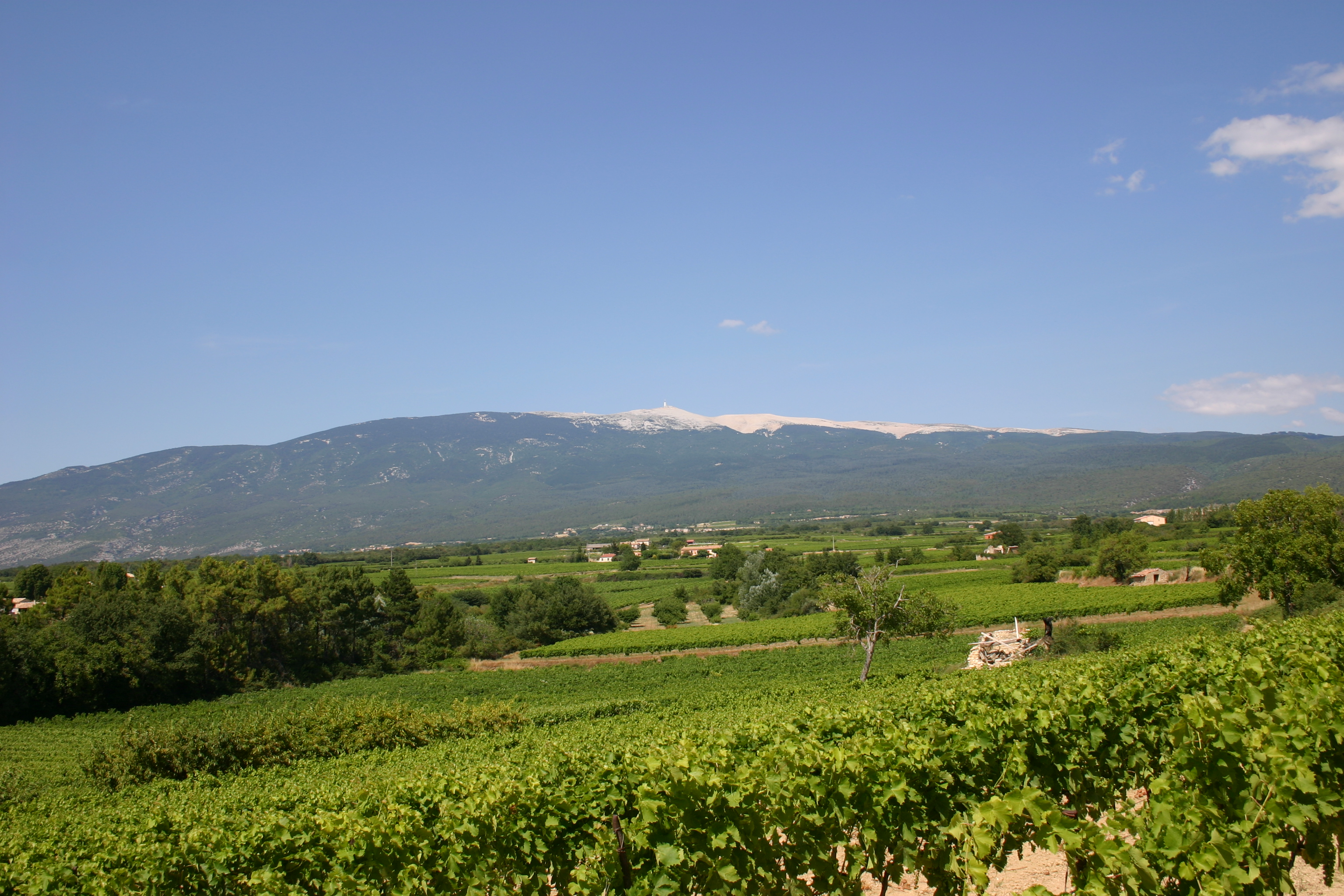
Le vignoble d'appellation Ventoux sur la commune de Flassan.

Au pied de son versant méridional, dans la région du Comtat Venaissin, riche en vignobles, une appellation d'origine contrôlée porte le nom de côtes-du-ventoux. Un arrêté du 29 décembre 1951 définit d'abord les conditions de production du VDQS de ce vin. Puis la reconnaissance en AOC se fait à la date du 27 juillet 1973. Le décret est modifié en 1980 et 1994. Les vins produits sont blanc, rosé, rouge. Il existe aussi une production de ces vins en primeur. Cette appellation est la seconde en importance de la vallée du Rhône et elle regroupe environ le tiers des vignerons de Vaucluse. Depuis le millésime 2008, le nom de l'appellation a été simplifié pour devenir AOC Ventoux.
Le muscat du Ventoux, variété de raisin de table, est produit sur ce terroir depuis le XIXe siècle. Ce sont près de quatre cents producteurs répartis sur 48 communes de Vaucluse qui produisent annuellement 2 000 tonnes de muscat. Cette variété bénéficie depuis 1997 de l'AOC.

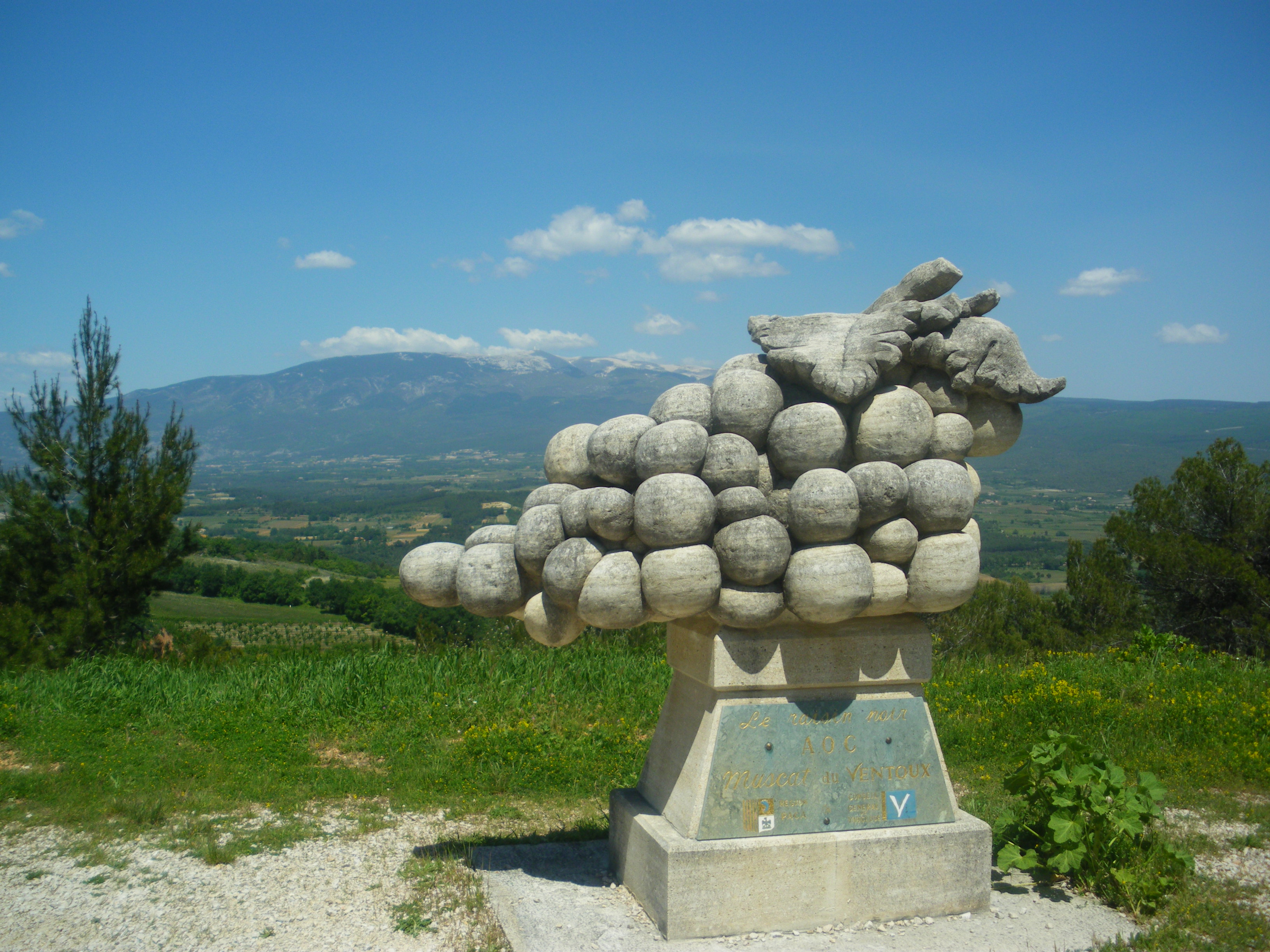
Muscat du Ventoux.

Il est cultivé sur des coteaux d'altitude supérieure à 200 mètres sur les terrasses du Ventoux et dans la vallée du Calavon qui se situent sur les cantons de Mormoiron, Pernes-les-Fontaines, Malaucène, Vaison-la-Romaine, Carpentras, Bonnieux, Apt, Gordes, Cavaillon et L'Isle-sur-la-Sorgue. Plus de 60 % des parcelles sont irriguées.
Lors de l'apparition du phylloxéra au milieu des années 1860, si le département de Vaucluse est l'un des premiers départements touchés, la profession viticole se rend vite compte que sur le piémont du Ventoux des communes comme Bédoin, Mormoiron, Flassan et Caromb ont vu leurs vignes préservées. Une demande urgente de la part des autres vignobles se fait jour et ces plants de vignes locaux, multipliés sous couche, approvisionnent un marché qui s'étend de l'Espagne jusqu'à la Crimée. Puis entre 1880 et 1885, se développe la technique du greffé/soudé dont les vignerons du Ventoux se font une spécialité. Grâce à elle le phylloxéra est vaincu et une nouvelle profession est née : les pépinièristes-viticulteurs. Le seul marché physique au monde des plants greffés se tient toujours chaque vendredi à Carpentras de novembre à mars et fixe les cours du marché international.

#### Champignons du Ventoux

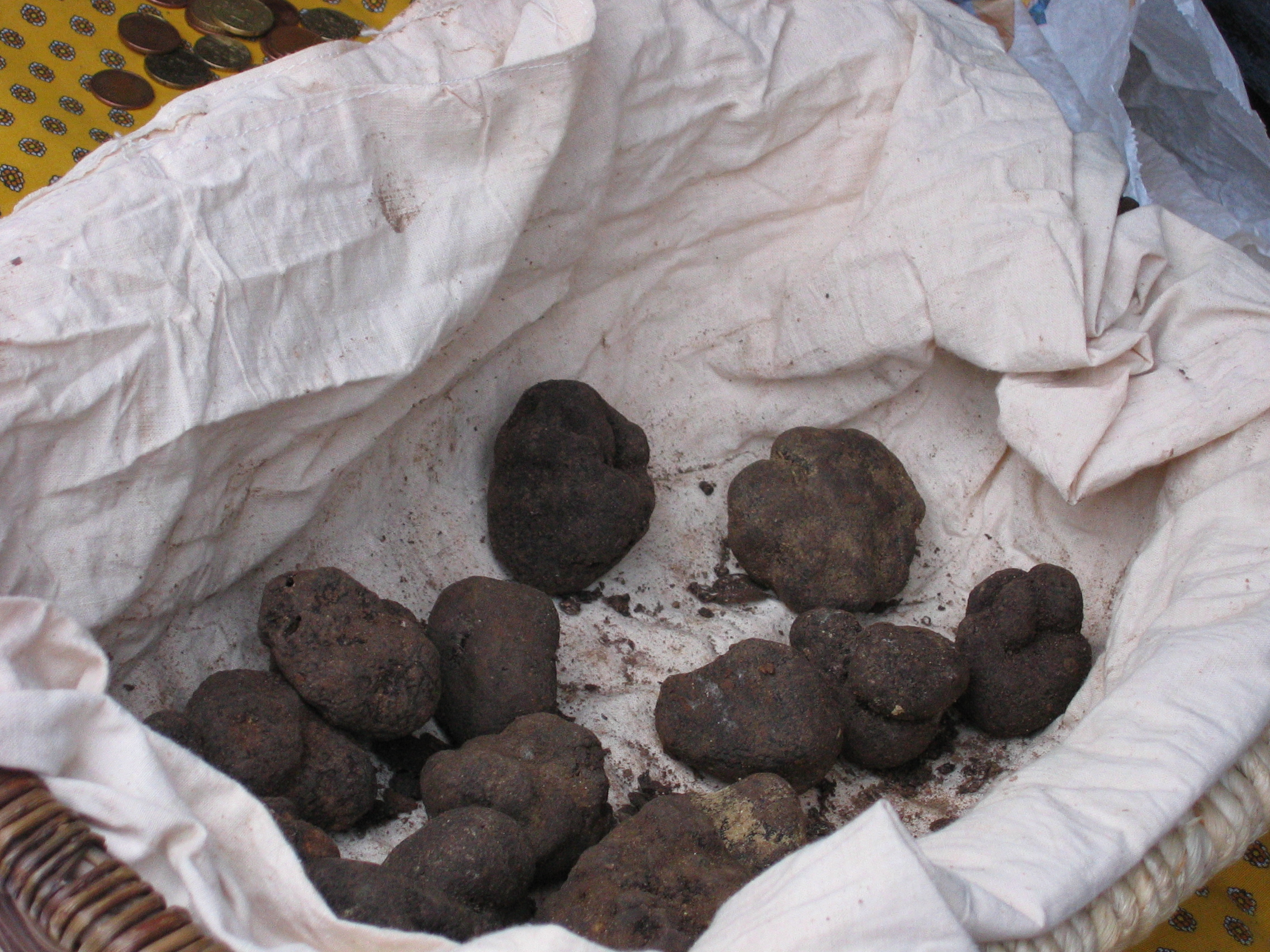
Panier de truffes du Ventoux.

Le piémont du Ventoux est, avec le Tricastin voisin, le premier producteur en France de Tuber melanosporum. Son marché reste hors normes car c'est la seule production à échapper aux inspecteurs de l'administration fiscale, aucune transaction n'étant réglée par chèque. En saison, c'est le marché de Carpentras, un des plus importants de la région avec Richerenches, qui fixe les prix. Depuis la fin novembre 2008, il se tient tous les vendredis dans la cour d'honneur de l'Hôtel-Dieu. Les rabassiers (trufficulteurs) y affirment, pour justifier les prix, que le « diamant noir » naît entre les pluies des deux Vierges. C'est loin d'être faux puisque les spécialistes ont vérifié qu'une bonne année dépend à la fois d'un fort ensoleillement estival suivi de pluies entre la mi-août et la mi-septembre.

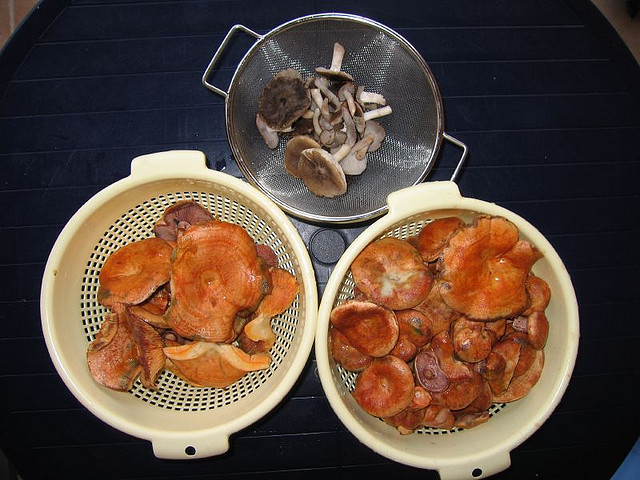
Grisets, lactaires sanguins et délicieux.

La truffe du Ventoux se récolte entre 500 et 1 000 mètres d'altitude. Préférant les terrains calcaires, elle se développe toujours en symbiose avec le chêne blanc ou vert, le frêne et le charme. Il est affirmé que les plus fines poussent à l'ombre du tilleul.
Parmi la centaine d'espèces de champignons liée aux différentes essences poussant sur les pentes du massif, une espèce se distingue particulièrement : le « griset du Ventoux » (Tricholoma portentosum). Ce tricholome, typique de cette région, se consomme généralement à la persillade, en omelette ou en accompagnement d'un gigot d'agneau.

#### Cultures des hauts plateaux: petit épeautre et lavande
Le petit épeautre est un blé rustique dont les archéologues ont retrouvé la trace dans des couches datées de 9 000 ans avant notre ère. Cette céréale se complait dans des sols pauvres et accepte des hivers longs et froids. Elle se sème en septembre-octobre et son cycle végétatif est de onze mois. Cette culture, très populaire sur le plateau de Sault et les pentes du Ventoux jusqu'au XIXe siècle, a été reprise dans les années 1980. Dans le cadre de la SICA « Céréales Ventoux », une cinquantaine de producteurs approvisionnent un marché qui absorbe 200 tonnes par an.
Liée au soleil et aux vacances, la lavande, dont Jean Giono a dit qu'elle est « l'âme de la Haute-Provence », n'est plus actuellement l'« or bleu » du Ventoux, des Baronnies et de la montagne de Lure. Cueillie pendant des siècles à l'état sauvage, sa récolte n'a été organisée qu'à partir du XVIe siècle en même temps que la distillation de sa fleur. Son âge d'or se situe au début du XXe siècle. Et c'est au cours des années 1920 qu'il y a une véritable fièvre de plantation. Après la crise de 1929 et la Seconde Guerre mondiale, le marché est à nouveau demandeur à partir de 1955 pour entrer en crise cinq ans plus tard. La mécanisation de la récolte, une meilleure organisation du marché et l'obtention d'une AOC pour l'« huile essentielle de lavande de Haute-Provence », en 1981, aurait dû relancer la production. Mais celle-ci de l'ordre de 200 tonnes au début des années 1980 a chuté à 25 tonnes dans les années 1990 pour enfin remonter à 80 tonnes en 2003.

### Tourisme
Hormis l'agriculture et l'élevage, l'économie la plus facilement identifiable autour du mont Ventoux est liée au tourisme. Même les producteurs viticoles semblent tenir compte du développement du tourisme et un nombre grandissant de domaines proposent, en plus de la traditionnelle dégustation, de véritables cours d'initiation à l'œnologie.
On peut considérer trois principales sortes de tourisme sur le mont Ventoux. Tout d'abord, le tourisme détente, qui se traduit par un important développement des chambres d'hôtes, de l'hôtellerie et de la location saisonnière, par une concentration importante de piscines et par des animations comme les marchés provençaux. Ensuite, le tourisme vert, qui profite du cadre protégé qu'offrent le mont Ventoux et ses environs. Enfin, le tourisme sportif car nombreux sont les touristes qui viennent voir cette montagne mythique du Tour de France et parfois même s'y essayent sur une partie du parcours, ou encore viennent pratiquer la randonnée ou faire du ski.

### Activités praticables

#### Cyclisme

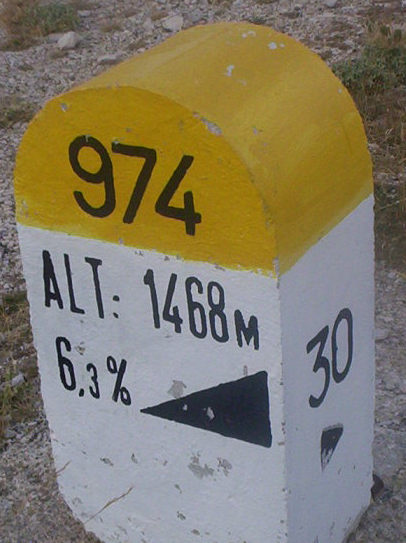
Borne kilométrique sur la D 974.

Le lundi 14 juillet 1902, Adolphe Benoît, qui vient d'exécuter la montée puis la descente du Ventoux sur son vélocipède, fait parvenir une carte postale représentant l'Observatoire à l'un de ses amis et narre :

« L'ascension du Mont-Ventoux demande 7 heures en voiture, 6 heures à pied et 3 h ½ pour un cycliste entraîné (développement 3 m au maximum). La descente vertigineuse, en roue libre, sur les pentes caillouteuses à 12 % est une dangereuse acrobatie. J'ai brûlé deux freins et une paire de jantes en bois. Avis aux amateurs. »

La première ascension officiellement chronométrée a lieu le 12 juillet 1908, lors du marathon du Ventoux. Le cycliste Gabriel Jacques escalade les 21,6 kilomètres en 2 heures et 29 minutes avec un développement de 5 mètres 10.
Trois itinéraires d'ascension sont possibles pour le mont Ventoux :
- Bédoin (sud) est la plus emblématique des ascensions et l'itinéraire le plus souvent emprunté par le Tour de France. À partir de la sortie du village, ce sont 21,6 kilomètres et 1 610 mètres de dénivelé : facile jusqu'à Saint-Estève, la pente se durcit pour atteindre une moyenne d'environ 9 % pendant presque 10 km jusqu'au chalet Reynard. De là il reste 6 km avec des cailloux à perte de vue et souvent un vent violent dans les derniers kilomètres. Si les quatre kilomètres qui suivent le chalet Reynard sont moins pentus que dans la forêt, les deux derniers offrent en revanche un final redoutable. Depuis 2007, l'ascension dispose d'un chronométrage permanent qui permet à chaque cycliste de situer sa performance par rapport aux nombreux autres qui se mettent à l'épreuve sur cette ascension[67] ;
- Malaucène (nord) offre, malgré des passages à 12 %, une difficulté un peu inférieure à l'itinéraire sud, avec 21 kilomètres et 1 570 mètres de dénivelé, et on y est mieux protégé du vent ;
- Sault (est) est la plus longue mais la plus facile des ascensions, avec 26 kilomètres, 1 220 mètres de dénivelé et des pentes à 5 %.

Le Tour de France propose régulièrement l'ascension mythique de ce sommet, connu pour la raideur de sa montée tout autant que pour la chaleur qu'il y fait en juillet et le vent qui y souffle. Le peloton franchit pour la première fois le Ventoux en 1951 au cours de l'étape Montpellier-Avignon. Charly Gaul en 1958, Raymond Poulidor en 1965, Eddy Merckx en 1970, Bernard Thévenet en 1972, Jean-François Bernard en 1987, Eros Poli en 1994, Marco Pantani en 2000, Richard Virenque en 2002, Juan Manuel Gárate en 2009, Christopher Froome en 2013, Wout van Aert en 2021 et Valentin Paret-Peintre en 2025 s'y sont notamment illustrés. Le record actuel de l'ascension par Bédoin est détenu depuis le 10 juin 2004 par l'Espagnol Iban Mayo en 55 minutes et 51 secondes et a été établi lors du Critérium du Dauphiné libéré 2004. Mais les plus grands y ont également connu des défaillances. Ainsi, lors de l'édition de 1967, le Britannique Tom Simpson est mort après un malaise ayant provoqué une chute, victime du dopage et de déshydratation, sous une chaleur étouffante de 35 °C.
Le Masterseries est un défi organisé chaque année fin juin ou début juillet. La pratique du VTT se développe également.
En 2019, le Mont Ventoux Dénivelé Challenge, une course professionnelle sur route d'un jour dévolue aux grimpeurs est créée. Elle est disputée le lendemain de la Santini Granfondo Mont Ventoux, une cyclosportive.

#### Courses motorisées

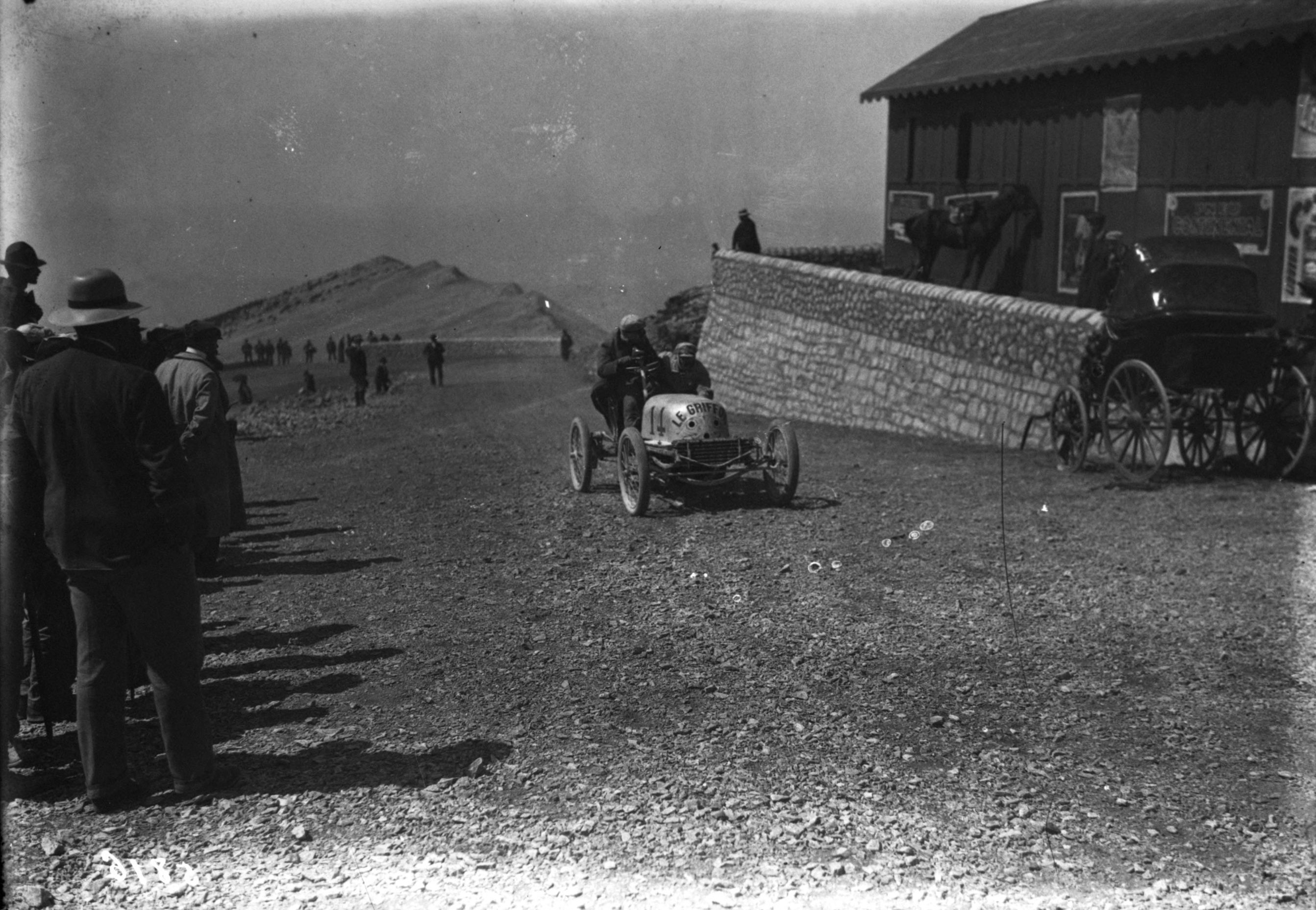
Arrivée au sommet, en 1906, d'une voiture Richard-Brasier.

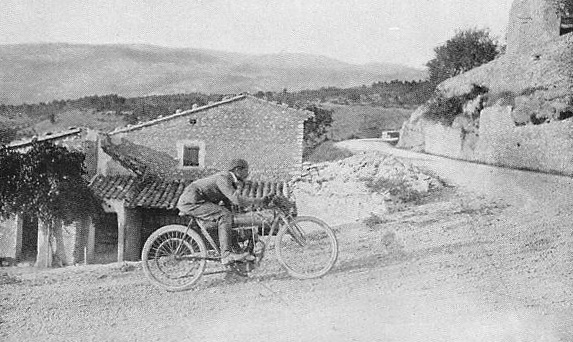
Ascension du Ventoux en 1904.

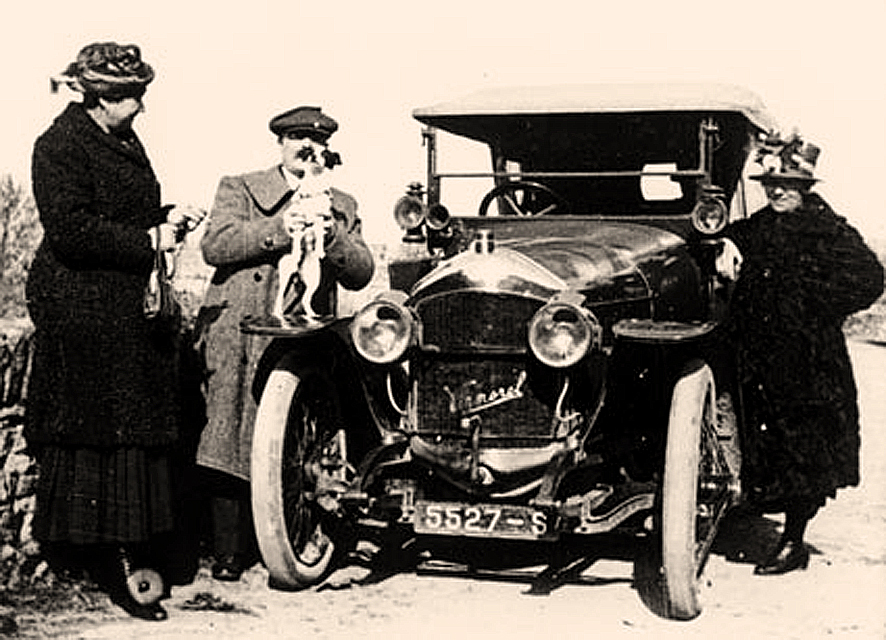
Victor Vermorel et sa Vermorel 1908.

C'est en 1885 qu'est mise en service la première route d'accès au Ventoux. Le 12 septembre 1900, trois véhicules automobiles de la marque De Dion-Bouton se lancent à l'assaut de ses pentes.
Organisées par l'Automobile Club d'Avignon et le journal l'Auto-Vélo, dès 1902, des courses de côte automobiles ont lieu régulièrement chaque année au mont Ventoux. Elles impliquent également des motos et des side-cars. Le premier vainqueur, M. Chauchard, sur Panhard-Levassor, parcourt les 21,6 kilomètres en 27 minutes 17 secondes soit une moyenne de 47,501 km/h. L'année suivante, le record est battu par Dejean sur Richard-Brasier en 25 minutes 25 secondes, puis en 1904, il est descendu à 21 minutes 12 seconde par Henri Rougier sur Turcat-Méry. L'année suivante, la course de vitesse se déroule le 17 septembre 1905. Elle avait été précédée par une course de voiturettes gagnée par M. de la Touloubre, sur Darracq en 25 minutes 39 secondes et par celle des motocyclettes dont le vainqueur avait été Dominique Lamberjack, sur Griffon, en 25 minutes 18 secondes. Le record de la montée est pulvérisé par Cagno, sur Fiat, en 19 minutes 13 secondes qui réalise une moyenne de 66,441 km/h. Le 13 septembre 1908, Bablot, un pilote marseillais, au volant de sa Brasier quatre cylindres, abaisse le record à 19 minutes 8 secondes soit une moyenne de 67 km/h. Victor Vermorel, un passionné de la traction automobile, conçoit un véhicule pour la compétition en 1908. Il l'engage dans la course de côte du mont Ventoux, la plus dure épreuve existant alors. La Vermorel arrive en tête de la course en ligne et remporte à nouveau la victoire, quelques jours après au mont Pilat.

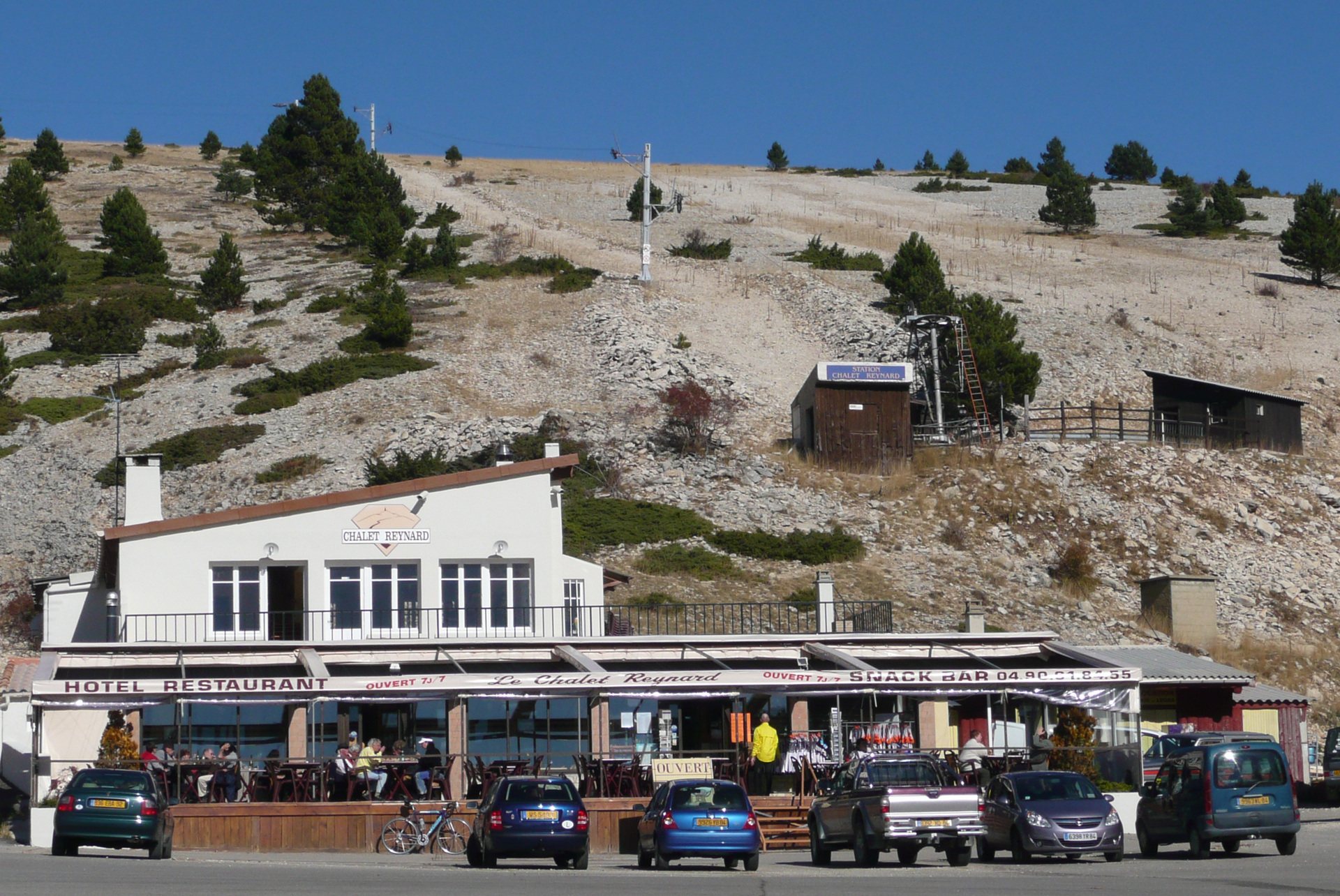
Le chalet Reynard.

L'histoire de cette course est traditionnellement divisée en trois époques : de 1902 à 1913, c'est le temps des pionniers automobilistes, de 1921 à 1936, celui des « gentlemen drivers » et de 1947 à 1976, les temps modernes. Depuis la première course, le record automobile a été battu 26 fois, 21 fois à moto et 15 fois en side-car. La moyenne de 100 km/h est dépassée en 1957 par Willy Daetwyler sur Maserati. En 1969, Peter Schetty sur Ferrari 212 E établit le record de 129,422 km/h. De 1902 à 1936, le départ est donné à Bédoin et l'arrivée au sommet ; de 1937 à 1976, le départ se fait au fameux virage de Saint-Estève et l'arrivée au chalet Reynard, à 6 kilomètres du sommet. Enfin, depuis la restauration de la course en 1988, le tracé se déroule sur 10 kilomètres,.

#### Athlétisme
Depuis 2010, le sommet du mont Ventoux accueille l'arrivée du sеmі-mаrаthоn au départ de Bеdоіn. Il s'agit d'une épreuve en sоlо ou en rеlаіs de course sur routes départementales affichant 1 610 m de dénivelé positif.

#### Station de sports d'hiver du mont Serein

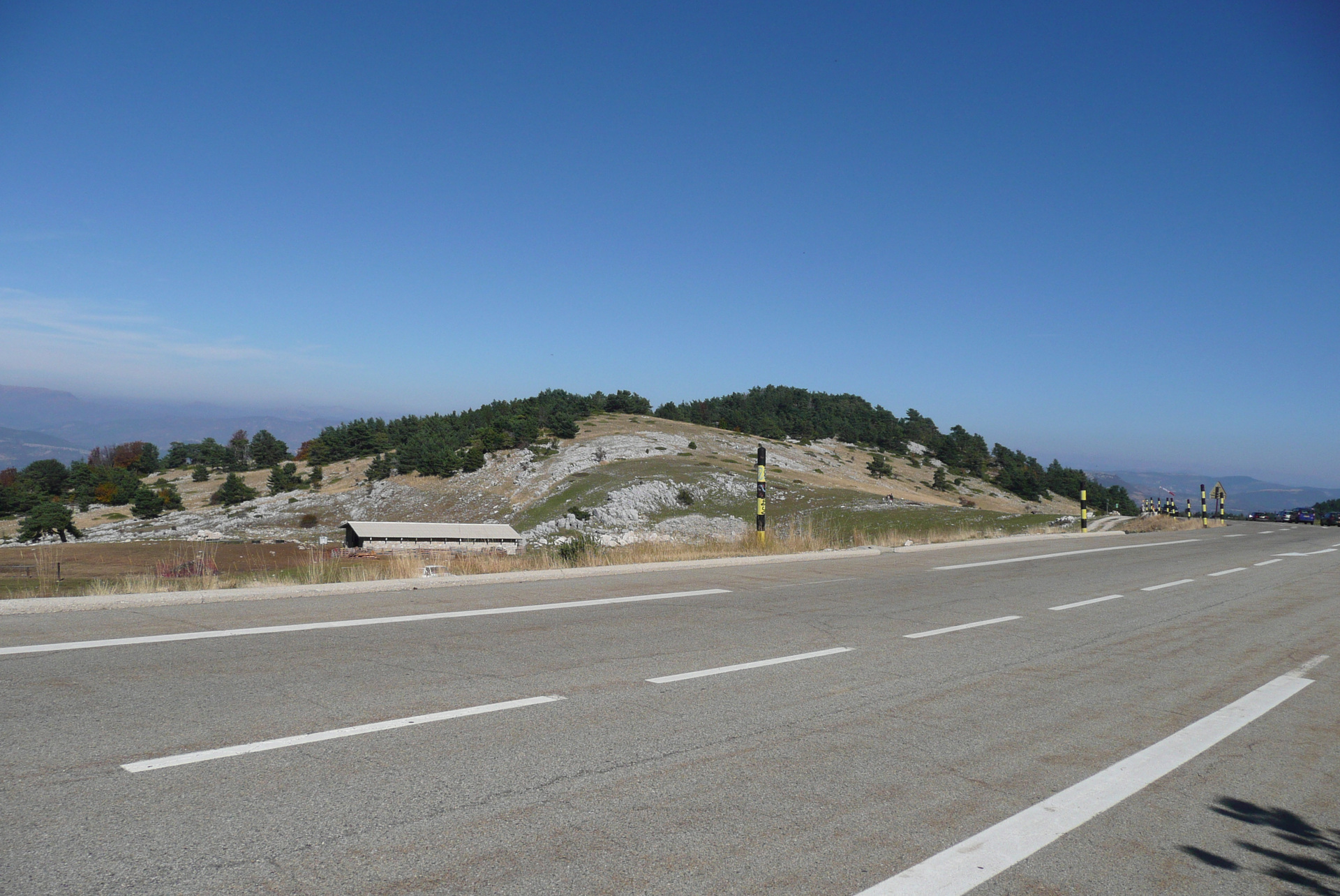
Le mont Serein.

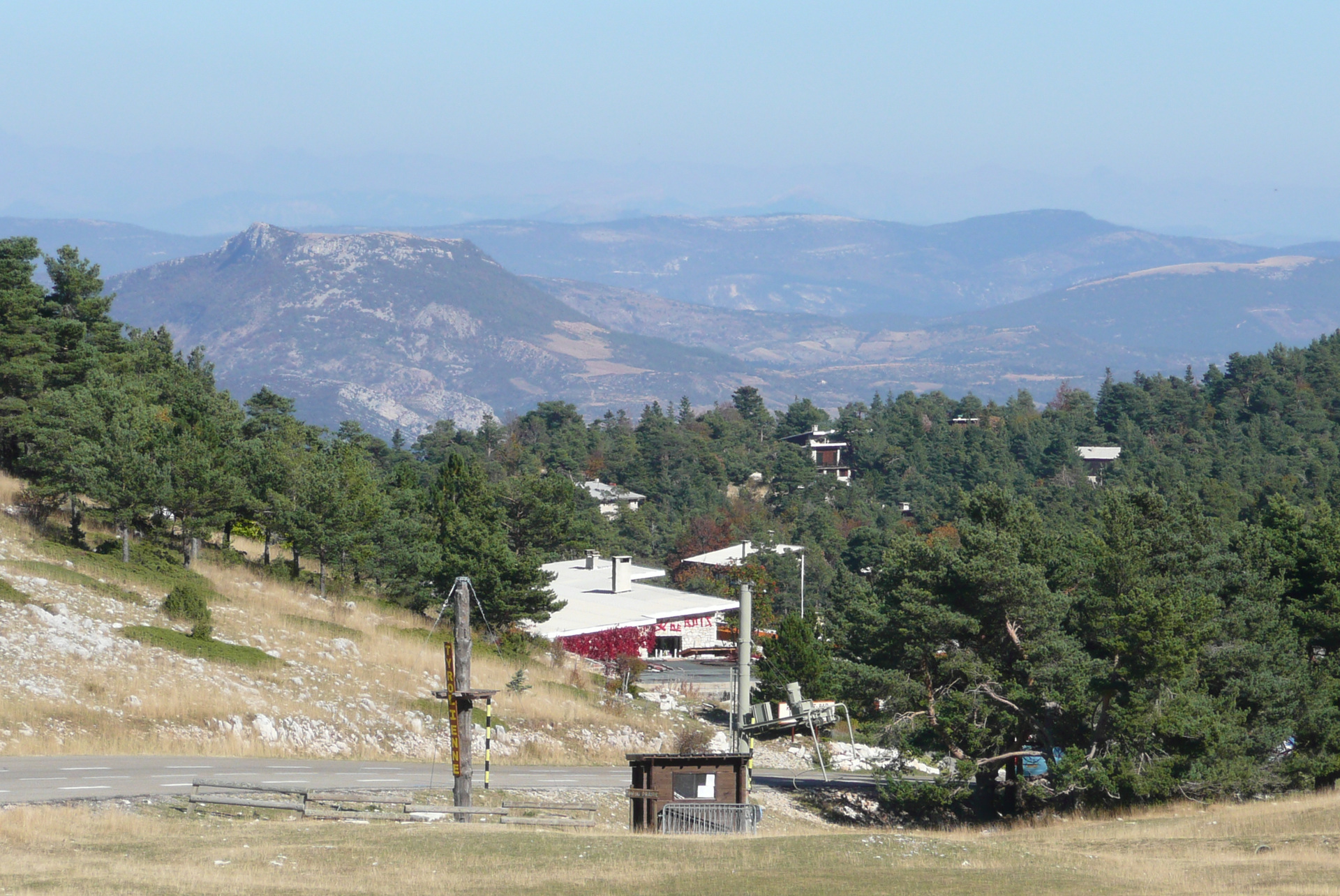
Station de ski du mont Ventoux à proximité du mont Serein.

Sur le versant nord du mont Ventoux, au pied du mont Serein culminant à 1 445 m d'altitude, se trouve une station de ski installée depuis le milieu des années 1920.
L'écrivain, peintre et alpiniste Pierre de Champeville, fondateur et premier directeur du syndicat d'initiative de Carpentras, est le premier à être convaincu de la possibilité de créer une station de sports d'hiver sur l'un des versants du Ventoux. Après une reconnaissance positive de sa part en mars 1925, il organise au cours de l'hiver 1925-1926 plusieurs excursions avec démonstration de ski dans le vallon des Pointes.
Face au succès rencontré, la nécessité d'offrir un abri aux skieurs incite les Syndicats d'Initiative d'Avignon et de Carpentras à aider Eugène Reynard, un apiculteur de Bédoin, propriétaire d'un terrain au mont Serein, à édifier sur celui-ci un refuge connu depuis sous le nom de chalet Liotard.
Dès 1927, sous l'impulsion de Champeville, commence la mise en état du plateau du Contrat et les premières pistes sont fréquentées l'année suivante. L'équipement du site Contrat / mont Serein terminé, le ski-club du Ventoux d'Avignon prend à son tour l'initiative de faire construire le refuge Chanvert sur le versant nord. Dans le même temps, les hommes politiques interviennent pour faire tracer une nouvelle route allant de Malaucène vers le sommet du Ventoux via le mont Serein.
La popularisation de ces aménagements est faite par Champeville lui-même au cours des années 1930-1931 avec une série d'articles qui paraissent dans la presse nationale et locale.
Aujourd'hui la station du mont Serein offre 12 kilomètres de pistes de ski alpin et 7 kilomètres de ski nordique, et un hôtel-restaurant. La station a su diversifier ses activités en proposant des loisirs l'été comme l'équitation, le vélo tout terrain, la tyrolienne, la grimpe d'arbres ou l'initiation à l'astronomie. La pratique du parapente sur le mont Ventoux est apparue à la fin du XXe siècle.

#### Randonnée

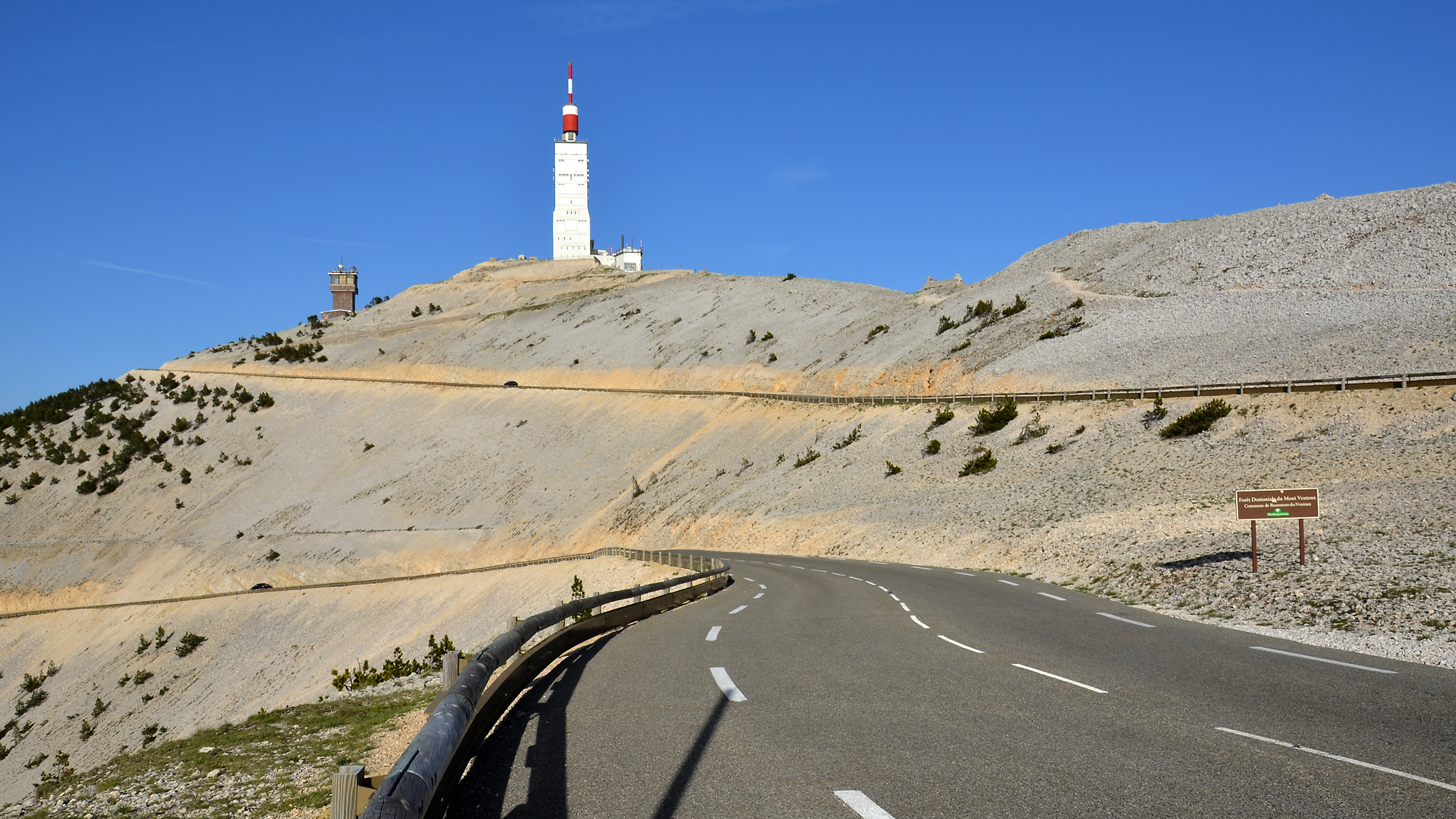
Vue du sommet.

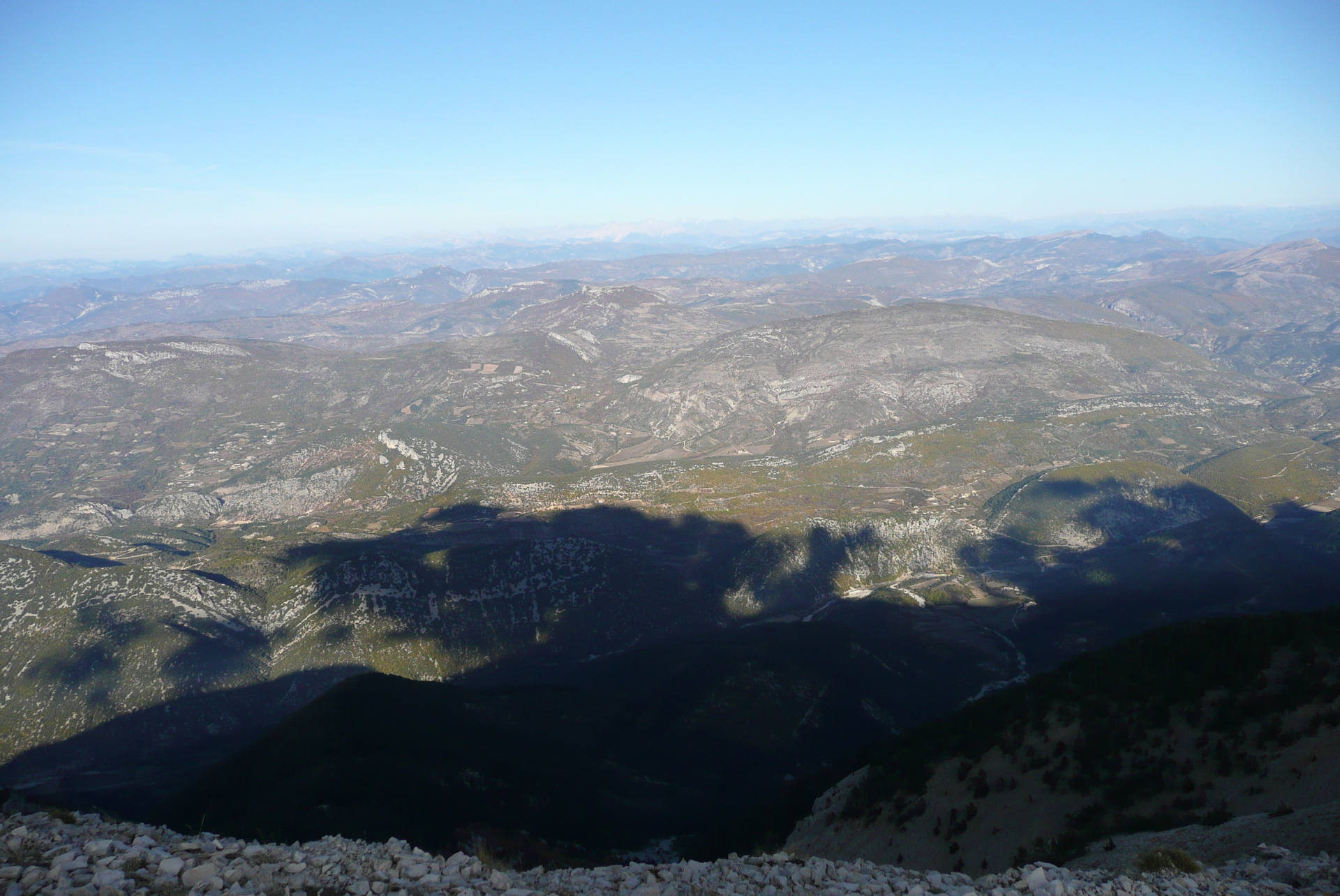
Vue dans la direction nord, du col des Tempêtes.

Le mont Ventoux possède trois sentiers de grande randonnée : le GR 4, le GR 9 et le GR91 avec ses variantes GR 91a, GR 91b et GR 91c.
Le GR 4 débute l'ascension à Malaucène à l'ouest, emprunte la combe de Comentige avant d'atteindre le col du Comte et en continuant par la combe de Pré Long jusqu'à la station du mont Serein, où un changement de direction au sud permet d'atteindre le sommet. Le sentier redescend par la crête vers l'est, en passant par le col des Tempêtes et le col de la Frache, puis en direction du sud-est jusqu'à Sault.
Le GR 9 passe par Buis-les-Baronnies et s'oriente rapidement vers le sud où il rejoint peu après le col de Font Combran le GR 91. Il franchit le Toulourenc à Brantes et rejoint la station du mont Serein à l'ouest. Contrairement au GR 4, il ne monte pas jusqu'au sommet du mont Ventoux, mais bifurque à l'est à flanc de montagne, 400 à 500 mètres sous la crête. Il s'oriente ensuite vers le sud, en direction des gorges de la Nesque, et finalement à l'est jusqu'au hameau de Saint-Jean au sud de Sault.
Le GR 91 propose une option de contournement par l'ouest, en suivant le Toulourenc au nord du sommet, jusqu'à Malaucène puis en s'orientant franchement vers le sud. La variante GR 91a relie par le bas du versant sud le GR 91 et le GR 9. Le GR 91b propose une option assez similaire et parallèle, mais un peu plus haute, sous les crêtes. Le GR 91c propose une option de contournement par l'est, en reliant le GR 9 - 91 au niveau du Toulourenc au GR 4 à Sault.
Plusieurs GR de Pays (Tour des Baronnies, Tour des Dentelles de Montmirail, Pays de la Pierre) approchent également les versants du mont Ventoux.

### Protection environnementale

#### Aires protégées

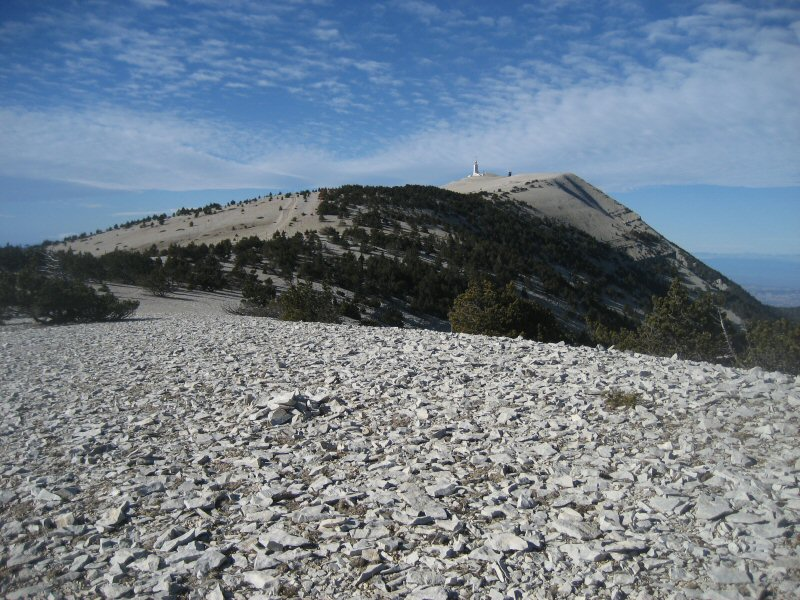
Le sommet du mont Ventoux avec les éboulis.

Au cours des années 1970, d'importantes recherches et études sont menées par l'INRA sur le thème « équilibres biologiques au mont Ventoux ». Dès 1990, pour soutenir ces travaux, l'UNESCO désigne le massif au titre de septième réserve de biosphère française.
Ce classement a pour but d'encourager et de développer trois missions. La première est la conservation des écosystèmes, des paysages et de la diversité génétique. La seconde a trait au développement durable en liaison avec les communes avoisinantes. La dernière apporte son soutien aux activités de recherche, de surveillance, d'éducation et de formation.
Pour ce faire, trois types de zones ont été déterminées. Tout d'abord, six zones centrales, sont délimitées afin de protéger les paysages, les écosystèmes et les espèces qui y cohabitent, sur une superficie totale de 2 126 hectares. Le sommet du Ventoux (963 hectares), au-delà de 1 000 mètres, est une zone d'éboulis calcaires possédant une flore rare. Le mont Serein (409 hectares) présente un mélange de forêts et d'alpages. La hêtraie nord (98 hectares) possède des arbres très anciens, fait rare sur les pentes du Ventoux. La cédraie de Bédoin (98 hectares) est le résultat d'une opération de reboisement particulièrement réussie. La Tête de l'Émine (81 hectares) présente une flore exceptionnelle abritant de nombreuses espèces d'oiseaux. Enfin, les gorges de la Nesque (963 hectares), la zone la plus basse en altitude, offre des falaises vertigineuses creusées dans la roche calcaire entre le mont Ventoux et les monts de Vaucluse, abritant de nombreuses espèces et recelant des trésors archéologiques.
Une aire tampon de 26 830 hectares, faiblement peuplée, entoure ces zones centrales et abrite des activités traditionnelles. Elle a fonction de protection. Une zone de transition, plus densément peuplée, complète le dispositif de la réserve et incite à des actions de développement durable. Trente quatre communes du département de Vaucluse autour du Ventoux, soit le tiers de celles du département, bénéficient de cette désignation prestigieuse en reconnaissance de son patrimoine naturel exceptionnel, de ses paysages, de son histoire et de ses activités humaines respectueuses de la nature qui ont façonné ce terroir. Toutes ces actions sont animées par le « Syndicat mixte d'Aménagement et d'équipement du mont Ventoux ».
Dans le cadre de la mise en place d'un réseau écologique européen, des mesures de protection existent également dans le cadre d'un périmètre Natura 2000 sur une superficie de 3 140 hectares. Le but est de conserver ou de préserver espèces et habitats menacés ou remarquables. Sur cette aire comprise entre 700 et 1 900 mètres d'altitude, deux sites ont été retenus dans le massif : les gorges de la Nesque (1 200 hectares) et le sommet du Ventoux (3 128 hectares). Des données très précises décrivent le milieu : 25 % de roches et éboulis, 18 % de landes et broussailles, 15 % de résineux, 15 % de forêts mixtes, 10 % de pelouses sèches, 10 % de pelouses alpines, 5 % de caducifoliées et 2 % d'espèces sempervirentes non résineuses. Ces deux zones font partie de la trame verte nationale, décidée par le Grenelle Environnement en 2007.
Deux espèces endémiques à cette région ont été trouvées au mont Ventoux : Lithobius delfossei, uniquement connue en Isère, dans les Hautes-Alpes et en Vaucluse, et Lithobius subtilis geoffroyi dans les Alpes-de-Haute-Provence et en Vaucluse.

#### Les lamas du Ventoux
Sur la commune du Barroux, depuis 1984, une « ferme expérimentale d’élevage de lamas » est installée par Pierre-André Scherrer sur sa propriété de 33 hectares. Confronté aux risques d’incendie de ses garrigues, il s’était procuré auprès du Muséum national d'histoire naturelle de Paris cinq de ces camélidés andins pour leur faire débroussailler les sous-bois.
Cette expérience, soutenue par la municipalité et l’Office national des forêts, retient dès 1988-1989, l’attention du Conseil général de Vaucluse, du Conseil régional de Provence-Alpes-Côte d'Azur, du ministère de l'environnement et de la CEE. En juillet 1990, un protocole est signé avec le Centre d'études et de réalisations pastorales Alpes-Méditerranée (CERPAM). Désormais le lama est considéré comme un outil de débroussaillement, au même titre qu’un engin mécanique dont il faut financer les journées de travail.
Fort de cette expérience sur le piémont du Ventoux, à présent des lamas interviennent sur les garrigues entourant la raffinerie Shell à Berre, dans les Bouches-du-Rhône, dans l'île du Levant pour le compte de la Marine nationale, pour l’Armée de l'air, afin d’entretenir le couloir de sécurité autour de la base aérienne d'Orange, etc. La ferme expérimentale, inscrite depuis 1996 au « Registre national des fermes pédagogiques », a reçu en 1999 le trophée du « tourisme industriel et technique » décerné par EDF. Depuis novembre 2000, c'est Marie, l’épouse de Pierre-André Scherrer, qui a pris la direction de l’exploitation.

## Représentations du mont Ventoux

### Littérature
Pétrarque, à l'âge de 32 ans, écrit L'ascension du mont Ventoux. Cette narration rédigée immédiatement après celle-ci et adressée à son confesseur et ami, Dionigi da Borgo san Selpolcro, professeur de théologie à la Sorbonne, constitue l'une des plus célèbres lettres de la tradition occidentale. Habitant à Avignon et fasciné par cette montagne, il décide, après une déception amoureuse, de la gravir. Le récit, pauvre mais très précis sur cette ascension par ses détails topographiques, est une allégorie à Dieu, emplie de transcendance physique et de contemplation. En fait, la lettre qui nous est parvenue a été retravaillée, jusqu'à devenir « la recomposition littéraire d’une expérience personnelle ».
Le 28 mai 1598, en pleine épidémie de peste, Thomas Platter en compagnie de son ami bâlois Lucas Justus et de Maître Adolphe, un médecin du Comtat Venaissin, partent à 2 heures du matin de Bédoin et arrivent à midi au sommet. Les trois hommes sont contraints de s'abriter dans la chapelle Sainte-Croix en partie occupée par une congère et Thomas peut décrire pour la première fois la flore du Ventoux.
En 1634, Nicolas-Claude Fabri de Peiresc est informé par G. Boule, le pasteur de Vinsobres, de l'existence de la grotte du Vent qui se situe à 1 450 mètres d'altitude. Dans le cadre de son étude sur la source des vents, il décrit la grotte nord du Ventoux ou celle de la Baume de l'Or, une galerie de mine, située à 1 200 mètres. Il fait l'ascension du mont en compagnie de son ami l'astronome et mathématicien Athanase Kircher qui vivait alors à Avignon depuis deux ans.
Joseph Roumanille décrit sous forme de lettres pour sa sœur Toinette une ascension qu'il a effectuée en 1852 lors d'un pèlerinage. Frédéric Mistral relate en 1906 son ascension du mont Ventoux dans Mes origines, mémoires et récits (Moun espelido, Memòri e Raconte). Alphonse Daudet imagine son château de Trinquelage au sommet du mont Ventoux, dans Les Trois Messes basses (1875). Jean Giono cite le Ventoux dans son œuvre Provence (écrite entre 1936 et 1965). Quant à Jean-Henri Fabre, qui a effectué 25 ascensions et décrit scientifiquement lieux et plantes, il n'a pas manqué de célébrer Lou Ventour dans un poème dont voici les premières strophes :
L'ivèr fini, quand lou vanèu

Is alo loungarudo passo,

Eilamoundaut, sus l'esquinasso

Dóu Ventour se foundon li nèu ;

A l'alen dóu marin, la reialo flassado

D'eici, d'eila, se rout e pendoulo estrassado
En 2007, le poète Michaël La Chance remporte le Prix de la bande de Moebius avec Le venturier au sommet, une reconstitution poétique du voyage de Pétrarque.
En 1962, René Barjavel publie le roman Colomb de la lune. Le mont Ventoux, transformé en base spatiale par des scientifiques français afin d'envoyer sur la Lune un homme du nom de Colomb, est le principal lieu de l'action.

### Peintures et gravures

#### Premières représentations
Depuis le XVe siècle, le mont Ventoux a fait l'objet de nombreuses peintures et gravures, soit comme sujet principal, soit en arrière-plan de paysage. Sa plus ancienne représentation est Le couronnement de la Vierge, œuvre réalisée de 1453 à 1454 par Enguerrand Quarton et actuellement conservée au musée Pierre-de-Luxembourg de Villeneuve-lès-Avignon. La Pietà de Villeneuve-lès-Avignon, peinte vers 1455, est attribuée au même artiste. Le tableau est actuellement exposé au musée du Louvre. Un autre peintre, dont le nom s'est perdu, représente en 1480 le mont Ventoux dans le Retable des Pérussis. Cette œuvre fait partie des collections du Metropolitan Museum of Art de New York.

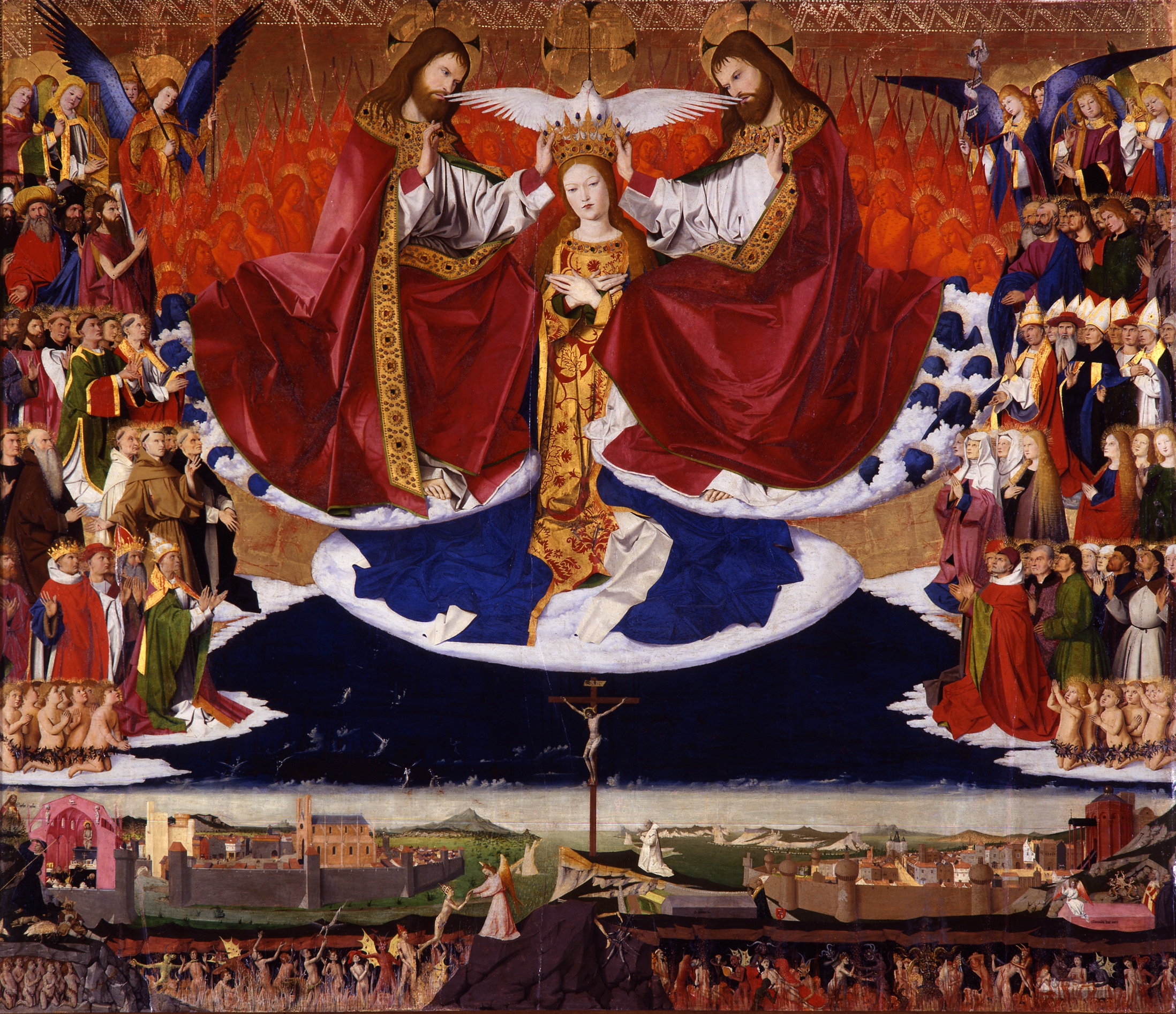
Le couronnement de la Vierge d'Enguerrand Quarton. Le mont Ventoux est figuré sur la partie basse du tableau.
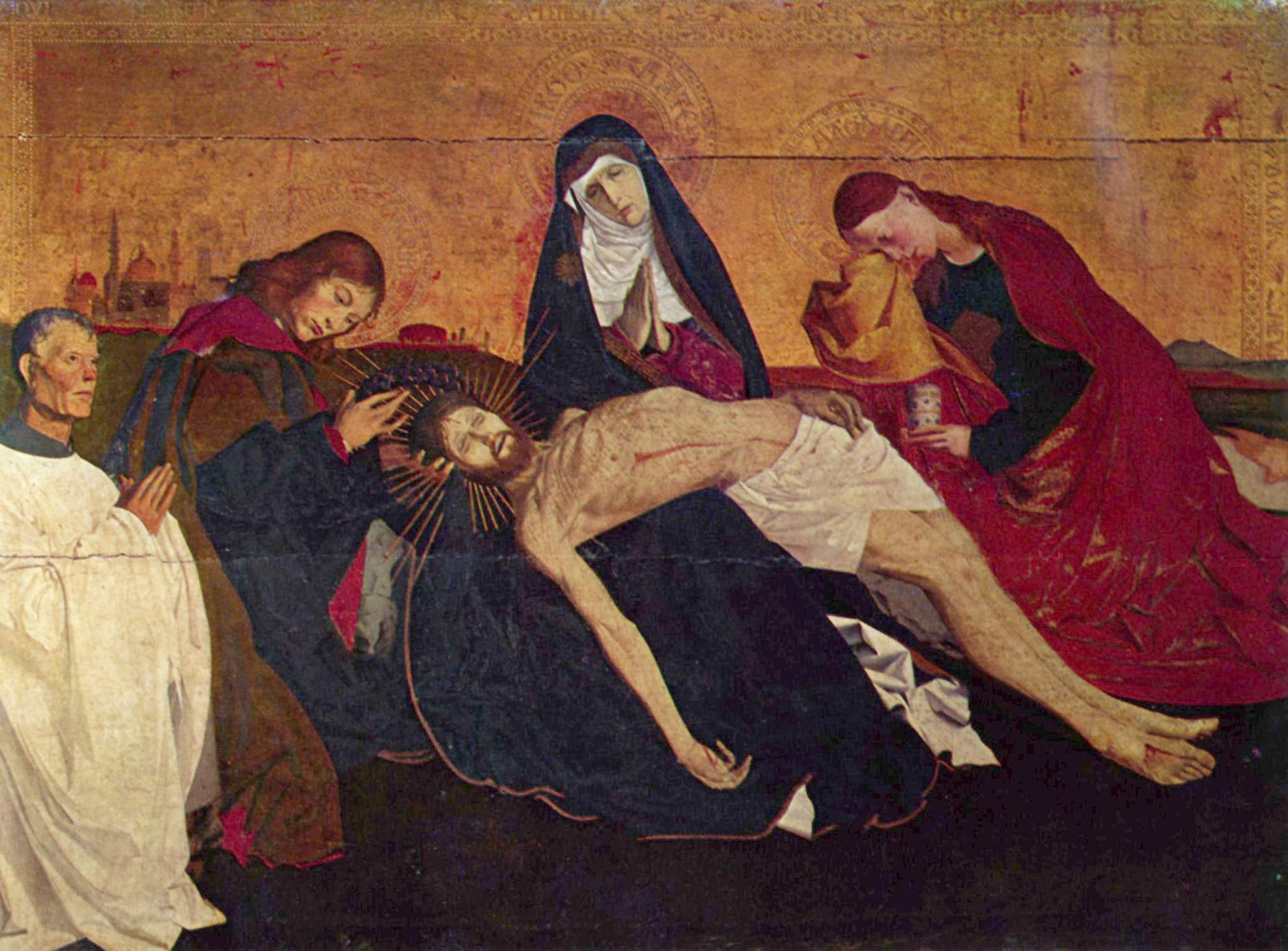
La Pieta de Villeneuve-lès-Avignon d'Enguerrand Quarton. Le mont Ventoux est figuré derrière et à droite du cardinal.

#### Cartes anciennes
Entre le XVIe siècle et le milieu du XVIIIe siècle, on assiste à une floraison de cartes. La première est une figuration du Comtat Venaissin intitulée Venuxini comitatus nova descr[iptio] et réalisée en 1574 par Stefano Ghebellini, dont un exemplaire est archivé à la Bibliothèque nationale. Le Ventoux y apparaît fort symbolisé par une suite de petites collines. Suit une peinture murale réalisée en 1583 par Ignazio Danti pour la « galerie des cartes géographiques » du Vatican, là aussi le massif est représenté mais toujours sous forme de collines successives seule une élévation suggère son sommet. Il faut attendre Jacques de Chièze et 1627 pour avoir une carte un peu plus conforme. Celle-ci, gravée à Amsterdam, montre le Ventoux en élévation et sommé par la chapelle Sainte-Croix. Les deux dernières cartes majeures représentant le massif sont d'une toute autre facture. D'abord celle due au talent du R.P. Bonfa, professeur de mathématiques au collèges des jésuites d'Avignon, et gravée en 1696 à la demande des États du Comtat. Le Ventoux y est représenté, en vue cavalière, massif et imposant. Puis est réalisée, à la demande de Louis XV, la célèbre série des « Cartes Cassini ». Celle représentant le Ventoux est éditée en 1744 par César-François Cassini.

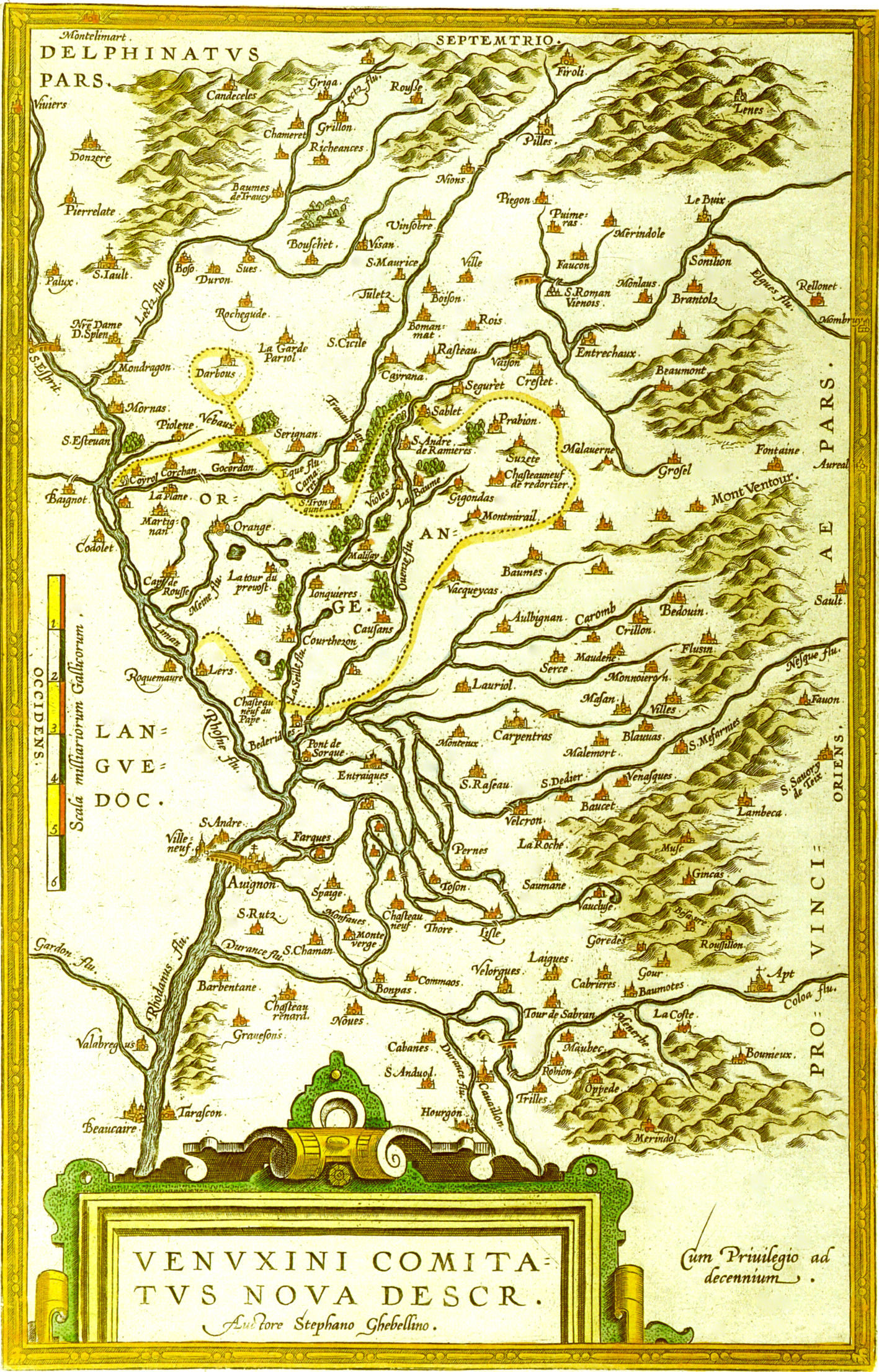
Le Ventoux réduit à une succession de collines sur la première carte du Comtat Venaissin (vers 1580).
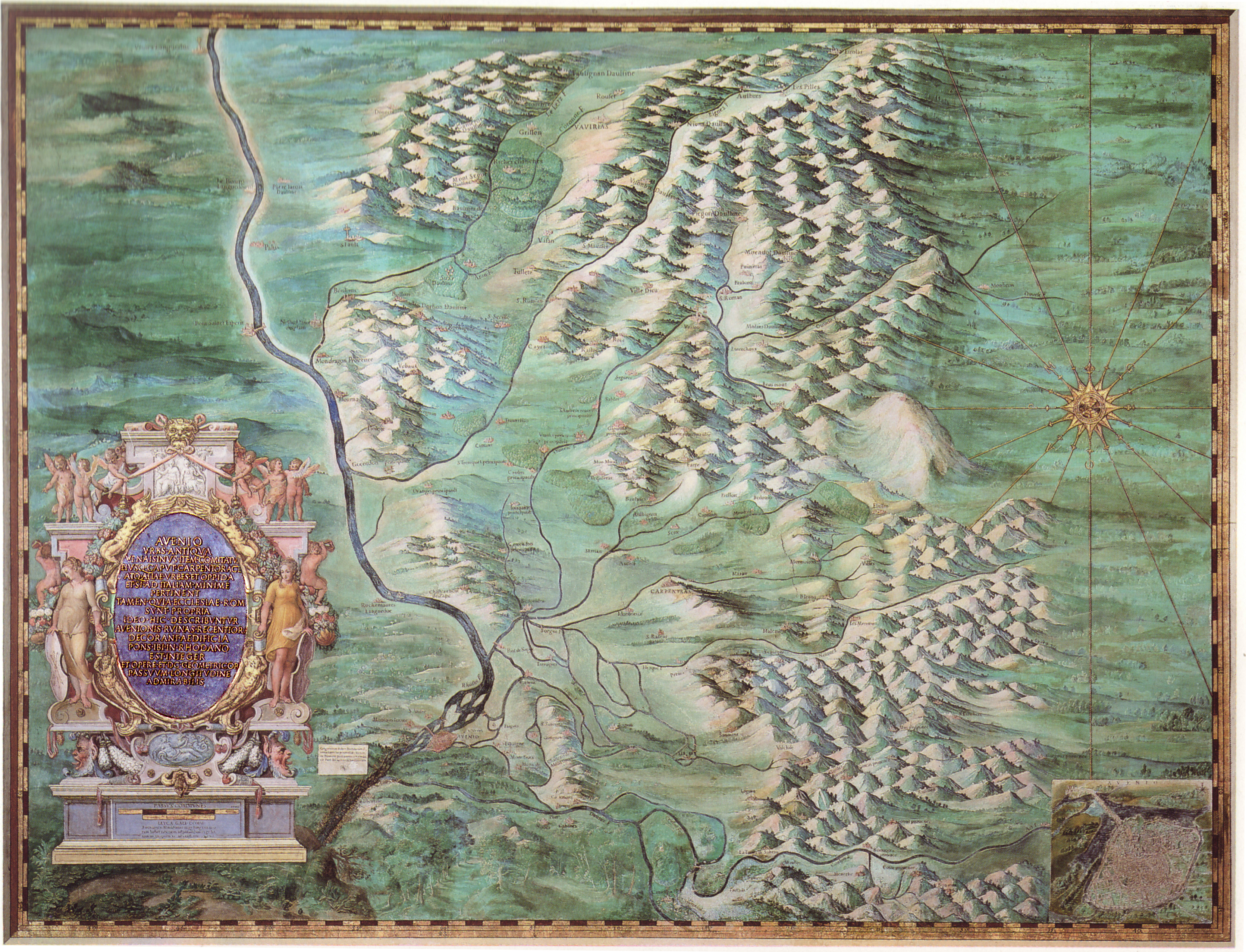
Le Ventoux représenté dans la Galerie des cartes géographiques du Vatican.
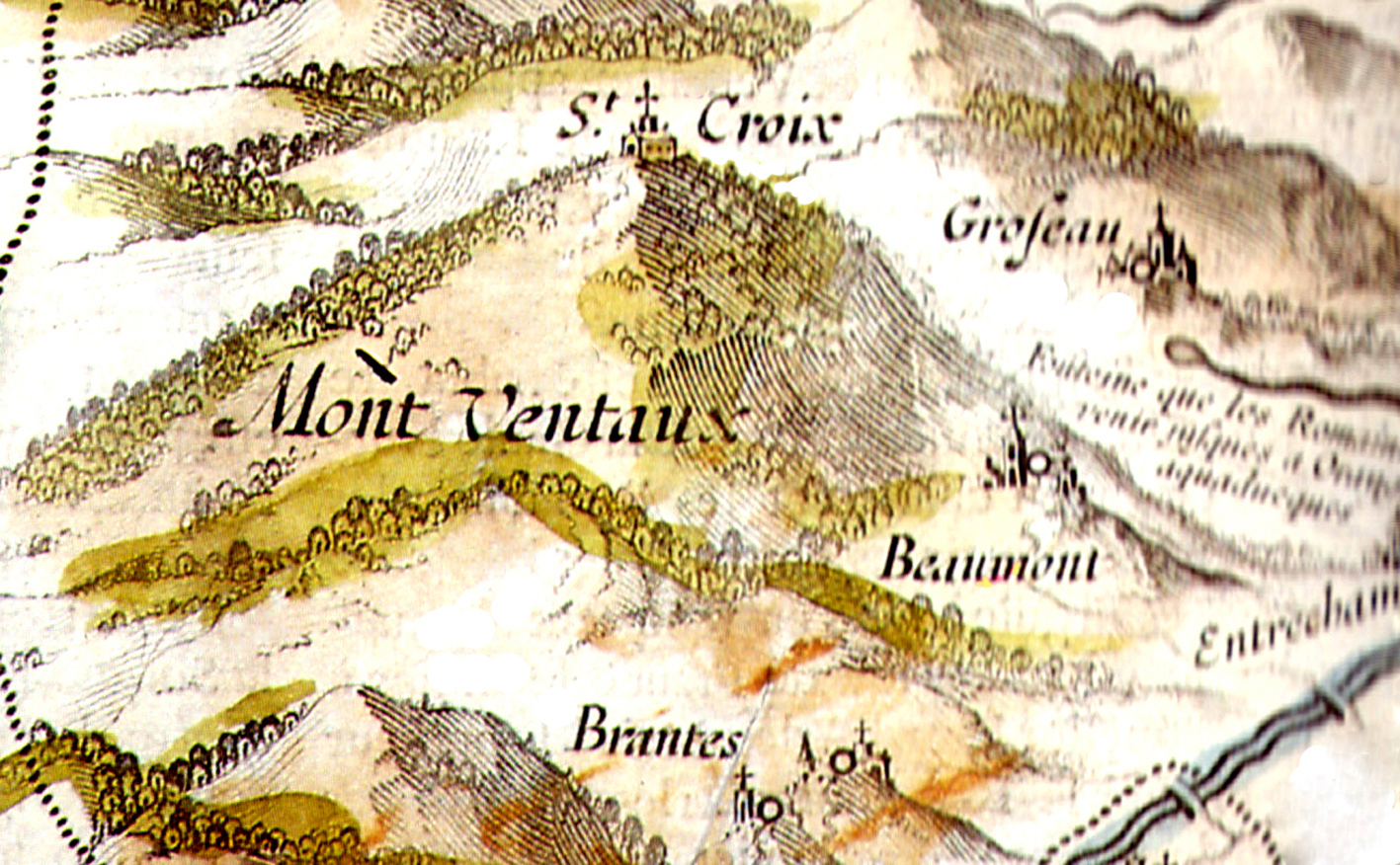
Carte gravée et peinte à Amsterdam montrant le Ventoux sommé de la chapelle Sainte-Croix (1627).

#### Peintres duXVIIIeauXXesiècle

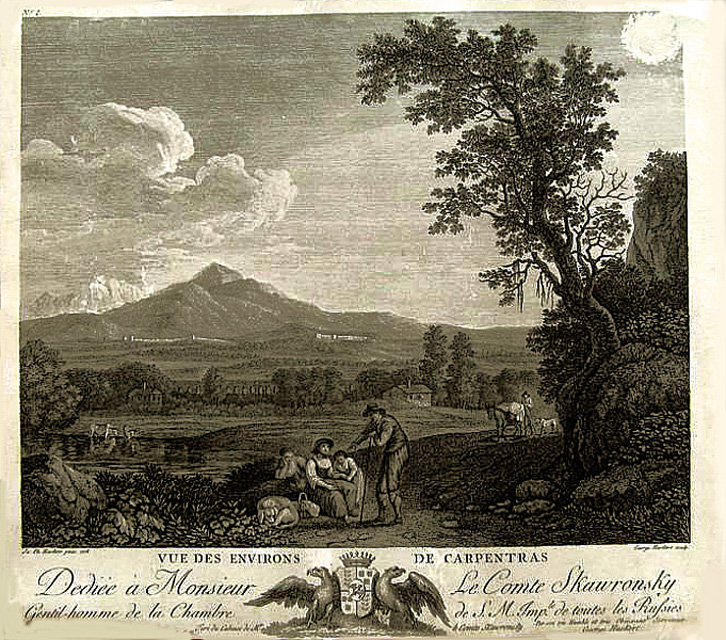
Mont Ventoux vu de Carpentras, gravure de G. A. Hackert, d'après la peinture de J. P. Hackert, musée de Vendôme.

C'est à partir de la dernière moitié du XVIIIe siècle, que des peintres vont à nouveau être attirés par « cette majestueuse montagne baignée par la lumière ». Le premier à deviner cette potentialité est Claude Joseph Vernet (1714-1789), qui peint en 1774 Les environs d'une foire où le Ventoux figure. Mais c'est un peintre allemand, Jacob Philipp Hackert, qui en 1778 va véritablement innover en prenant pour la première fois le massif comme seul thème dans son tableau Vue du mont Ventoux depuis les environs de Carpentras. C'est ensuite au tour de Jean-Joseph-Xavier Bidauld (1758-1846) de reprendre le flambeau vers 1808 en peignant Vue de l'aqueduc et du mont Ventoux.
La période romantique est là. Jean-Joseph Bonaventure Laurens (1801-1890) durant toute sa carrière va réaliser plusieurs centaines de dessins et d'aquarelles et son frère Jules Laurens (1825-1901), jusqu'alors peintre orientaliste, le rejoint en 1880 et accumule huiles et croquis. Leur œuvre est exposée au musée Duplessis de Carpentras. Louis des Isnards (1805-1888) est moins prolifique mais sa toile Le Ventoux au lever du soleil fait partie des collections du musée Calvet.
À leur suite, de nombreux peintres vont prendre le Ventoux et ses alentours, ses villages ou encore ses habitants comme modèles. Le premier d'entre eux est Pierre Grivolas (1823-1906), professeur à l'École des Beaux-Arts d'Avignon, et fondateur d'une véritable école, qui va peindre la montagne sous ses différentes faces. Lui et son frère Antoine Grivolas (1843-1902), lequel s'était d'abord passionné pour les fleurs sur la Côte d'Azur, sont considérés comme les peintres majeurs du Ventoux.
D'autres comme Paul Vayson (1842-1911), Joseph Eysséric (1860-1932), Marius Jouve (1865-1909) ou Eugène Martel (1869-1947) les suivent dans cette voie. Pour mieux appréhender la montagne, certains s'installent au pied du massif comme René Seyssaud (1867-1952) qui, dès 1899, vit à Villes-sur-Auzon et va faire du Ventoux son thème récurrent jusqu'en 1930. C'est aussi le cas d'Auguste Roure (1878-1936), dit le « peintre des garrigues », qui, à partir de Malaucène, va réaliser de nombreuses toiles, ainsi que Jean-Pierre Gras (1879-1964), fils de Félix Gras, et d'Alfred Bergier (1881-1971) dont les œuvres sont essentiellement consacrées à cette montagne.
Se trouvent aussi éblouis par la découverte du massif, Pierre de Champeville (1885-1950), professeur de dessin nommé à Carpentras, qui a laissé de nombreuses aquarelles réalisées au cours de ses excursions, Paul Surtel (1893-1985), qui suit son épouse elle aussi nommée à Carpentras en 1951 et découvre la majesté du Ventoux, Gilbert Blanc (1906-1993), qui installe son atelier à Bédoin et peint la montagne en tous temps et en toutes saisons et enfin Pierre Ambrogiani (1907-1985), qui quitte Marseille, en 1955, et s'installe à Aurel pour être au cœur de son nouveau thème pictural.

### Photographie
Deux photographes ont consacré une partie de leur vie à prendre des milliers de clichés du Ventoux. Tout d'abord Charles Bartésago (1878-1973), dont le fonds de 4 800 photos a été acquis par le musée Calvet et déposé aux Archives de la ville d'Avignon, et Firmin Meyer (1899-1976), qui suivit Pierre de Champeville dans ses expéditions et prit des milliers de photos en noir et blanc. Il est considéré comme le plus grand photographe du Ventoux au XXe siècle.
Outre ces deux photographes, bien d'autres professionnels de la photographie l'ont utilisé comme modèle. Parmi les plus récents figurent Alain Christof ou encore Stepffen Lipp.

### Cinéma et documentaires télévisés
Le mont Ventoux a servi de décor à un certain nombre de longs métrages, documentaires et productions originales :
- Bagarres, Henri Calef, 1948, d'après le roman de Jean Proal ;
- La Mémoire du feu, André Ughetto, 1976 ;
- Le Mont Ventoux, Jean Fléchet, 1978 ;
- Le Vélo de Ghislain Lambert, Philippe Harel, 2000 ;
- Des Lamas en Ventoux[91], Philippe d'Hennezel, 1991, prix de la recherche au festival Vert de Meaux ;
- Un peu de Bedoin[92], de Waldeck Weisz, film-documentaire de 30 minutes réalisé en 2001 ;
- Paysvisages du Ventoux[93], de Waldeck Weisz, film-documentaire de 32 minutes réalisé en 2004 ;
- L'Ascension du Mont Ventoux[94], de Guy Seligmann et Marcel Rodriguez, film-documentaire de 42 minutes réalisé en 2005 ;
- Lo Gigant, Éric Eratostene, documentaire de 26 minutes, 2001, AMDA production ;
- Ventoux, Nicole Van Kilsdonk (Pays-Bas), long-métrage, 2014 ;
- Speed with Guy Martin (Grande-Bretagne), reportage, 2014 ;
- Meurtres au Mont Ventoux, Thierry Peythieu avec Ingrid Chauvin, téléfilm pour France 3, 2014 ;
- Dead Man Cycling, Wildcat Documentaries pour la BBC (Grande-Bretagne), documentaire, 2015[95].

### Autre média
Il existe[Quand ?], sous le nom de « ventoux-tv.com », un projet de télévision locale diffusée sur internet sans abonnement.